# تاریخچه هواپیماربایی در ایران
هواپیماربایی، از دیرباز در جهان به عنوان یک هدف برای ربایندگان جهت رسیدن به خواسته‌های سیاسی، اجتماعی و اهداف تلافی‌جویانه بوده‌است. ایران نیز از این قاعده مستثنی نیست و به دفعات مورد هواپیماربایی قرار گرفته‌است. قبل از انقلاب ۱۳۵۷، سه هواپیماربایی در ایران انجام گرفت که هر ۳ مورد در سال ۱۳۴۹ با اهداف سیاسی صورت گرفت. بعد از انقلاب ۱۳۵۷ نیز در ایران به دفعات هواپیماربایی اتفاق افتاد که فقط پانزده مورد آن در خلال جنگ ایران و عراق حادث شد و آخرین مورد هواپیماربایی در سال ۱۳۷۹ مربوط به پرواز اهواز - بندرعباس بود که ربایندگان در رسیدن به اهداف خود ناکام ماندند. همچنین ۶ مورد هواپیماربایی در جهان به مقصد کشور ایران انجام شد، که ربایندگان با انتقال هواپیمای دیگر کشورها به ایران، در پی دستیابی به اهداف خود بودند.
در سال ۱۳۵۳ چند تن از جدایی‌طلبان کردِ عراقی در مخالفت با دولت حسن البکر هواپیمای مسافربری عراقی را در یکی از پروازهای داخلی ربوده و به ایران آوردند که پس از درگیری خونین با مأموران امنیتی ایران، همگی ربایندگان از پای درآمدند و ماجرا این‌چنین خاتمه یافت.

## هواپیماربایی قبل از انقلاب سال ۱۳۵۷
| تاریخ                | ۱۳۴۹/۰۳/۳۱      | اولین هواپیماربایی تاریخ هوانوردی ایران که به مدت کمی کمتر از یک روز طول کشید، در خردادماه سال ۱۳۴۹ توسط سه تبعهٔ ایرانی به نام‌های علی ملازاده، حسن ملازاده و مسعود حمیدی با اقدام مسلحانه به وقوع پیوست؛ آنها پس از ربودن هواپیما و انتقال آن به عراق توانستند از دولت عراق پناهندگی سیاسی بگیرند. |
| تاریخ                | ۲۱ ژوئن ۱۹۷۰    | اولین هواپیماربایی تاریخ هوانوردی ایران که به مدت کمی کمتر از یک روز طول کشید، در خردادماه سال ۱۳۴۹ توسط سه تبعهٔ ایرانی به نام‌های علی ملازاده، حسن ملازاده و مسعود حمیدی با اقدام مسلحانه به وقوع پیوست؛ آنها پس از ربودن هواپیما و انتقال آن به عراق توانستند از دولت عراق پناهندگی سیاسی بگیرند. |
| نوع هواپیما          | Boeing 727      | اولین هواپیماربایی تاریخ هوانوردی ایران که به مدت کمی کمتر از یک روز طول کشید، در خردادماه سال ۱۳۴۹ توسط سه تبعهٔ ایرانی به نام‌های علی ملازاده، حسن ملازاده و مسعود حمیدی با اقدام مسلحانه به وقوع پیوست؛ آنها پس از ربودن هواپیما و انتقال آن به عراق توانستند از دولت عراق پناهندگی سیاسی بگیرند. |
| تعداد خدمه و مسافران | ۹۴              | اولین هواپیماربایی تاریخ هوانوردی ایران که به مدت کمی کمتر از یک روز طول کشید، در خردادماه سال ۱۳۴۹ توسط سه تبعهٔ ایرانی به نام‌های علی ملازاده، حسن ملازاده و مسعود حمیدی با اقدام مسلحانه به وقوع پیوست؛ آنها پس از ربودن هواپیما و انتقال آن به عراق توانستند از دولت عراق پناهندگی سیاسی بگیرند. |
| فرودگاه مبدأ         | فرودگاه مهرآباد | اولین هواپیماربایی تاریخ هوانوردی ایران که به مدت کمی کمتر از یک روز طول کشید، در خردادماه سال ۱۳۴۹ توسط سه تبعهٔ ایرانی به نام‌های علی ملازاده، حسن ملازاده و مسعود حمیدی با اقدام مسلحانه به وقوع پیوست؛ آنها پس از ربودن هواپیما و انتقال آن به عراق توانستند از دولت عراق پناهندگی سیاسی بگیرند. |
| فرودگاه مقصد         | فرودگاه آبادان  | اولین هواپیماربایی تاریخ هوانوردی ایران که به مدت کمی کمتر از یک روز طول کشید، در خردادماه سال ۱۳۴۹ توسط سه تبعهٔ ایرانی به نام‌های علی ملازاده، حسن ملازاده و مسعود حمیدی با اقدام مسلحانه به وقوع پیوست؛ آنها پس از ربودن هواپیما و انتقال آن به عراق توانستند از دولت عراق پناهندگی سیاسی بگیرند. |

| تاریخ         | ۱۳۴۹/۰۷/۱۸      | دومین هواپیماربایی در ایران نیز با اهداف سیاسی صورت پذیرفت. حسن تهرانی، محمد ماهودی و علیرضا (نام خانوادگی اش مشخص نیست) با ربودن یک فروند هواپیمایی ملی ایران و تهدید به انفجار آن، خواستار آزادی ۲۱ نفر از زندانیان سیاسی شدند. سرانجام ربایندگان توانستند با مجروح کردن مأمور امنیت پرواز و انتقال هواپیما به عراق از دولت عراق پناهندگی سیاسی بگیرند. |
| تاریخ         | ۱۰ اکتبر ۱۹۷۰   | دومین هواپیماربایی در ایران نیز با اهداف سیاسی صورت پذیرفت. حسن تهرانی، محمد ماهودی و علیرضا (نام خانوادگی اش مشخص نیست) با ربودن یک فروند هواپیمایی ملی ایران و تهدید به انفجار آن، خواستار آزادی ۲۱ نفر از زندانیان سیاسی شدند. سرانجام ربایندگان توانستند با مجروح کردن مأمور امنیت پرواز و انتقال هواپیما به عراق از دولت عراق پناهندگی سیاسی بگیرند. |
| نوع هواپیما   | Boeing 727      | دومین هواپیماربایی در ایران نیز با اهداف سیاسی صورت پذیرفت. حسن تهرانی، محمد ماهودی و علیرضا (نام خانوادگی اش مشخص نیست) با ربودن یک فروند هواپیمایی ملی ایران و تهدید به انفجار آن، خواستار آزادی ۲۱ نفر از زندانیان سیاسی شدند. سرانجام ربایندگان توانستند با مجروح کردن مأمور امنیت پرواز و انتقال هواپیما به عراق از دولت عراق پناهندگی سیاسی بگیرند. |
| تعداد خدمه    | ۸               | دومین هواپیماربایی در ایران نیز با اهداف سیاسی صورت پذیرفت. حسن تهرانی، محمد ماهودی و علیرضا (نام خانوادگی اش مشخص نیست) با ربودن یک فروند هواپیمایی ملی ایران و تهدید به انفجار آن، خواستار آزادی ۲۱ نفر از زندانیان سیاسی شدند. سرانجام ربایندگان توانستند با مجروح کردن مأمور امنیت پرواز و انتقال هواپیما به عراق از دولت عراق پناهندگی سیاسی بگیرند. |
| تعداد مسافران | ۴۴              | دومین هواپیماربایی در ایران نیز با اهداف سیاسی صورت پذیرفت. حسن تهرانی، محمد ماهودی و علیرضا (نام خانوادگی اش مشخص نیست) با ربودن یک فروند هواپیمایی ملی ایران و تهدید به انفجار آن، خواستار آزادی ۲۱ نفر از زندانیان سیاسی شدند. سرانجام ربایندگان توانستند با مجروح کردن مأمور امنیت پرواز و انتقال هواپیما به عراق از دولت عراق پناهندگی سیاسی بگیرند. |
| فرودگاه مبدأ  | فرودگاه مهرآباد | دومین هواپیماربایی در ایران نیز با اهداف سیاسی صورت پذیرفت. حسن تهرانی، محمد ماهودی و علیرضا (نام خانوادگی اش مشخص نیست) با ربودن یک فروند هواپیمایی ملی ایران و تهدید به انفجار آن، خواستار آزادی ۲۱ نفر از زندانیان سیاسی شدند. سرانجام ربایندگان توانستند با مجروح کردن مأمور امنیت پرواز و انتقال هواپیما به عراق از دولت عراق پناهندگی سیاسی بگیرند. |
| فرودگاه مقصد  | فرودگاه آبادان  | دومین هواپیماربایی در ایران نیز با اهداف سیاسی صورت پذیرفت. حسن تهرانی، محمد ماهودی و علیرضا (نام خانوادگی اش مشخص نیست) با ربودن یک فروند هواپیمایی ملی ایران و تهدید به انفجار آن، خواستار آزادی ۲۱ نفر از زندانیان سیاسی شدند. سرانجام ربایندگان توانستند با مجروح کردن مأمور امنیت پرواز و انتقال هواپیما به عراق از دولت عراق پناهندگی سیاسی بگیرند. |

| تاریخ         | ۱۳۴۹/۰۸/۱۸       | آخرین هواپیماربایی قبل از انقلاب، با مشارکت و همدستی ۹ نفر انجام شد. هواپیماربایان بعد از ربودن هواپیما ابتدا آن را به دوحه قطر و سپس به عراق بردند، ولی در آنجا دستگیر و برای محاکمه به ایران بازگردانده شدند. (توضیح: در منابع ایرانی، تاریخ: دی ماه ۱۳۴۹ و تعداد ربایندگان ۶ نفر اعلام شده) |
| تاریخ         | ۹ نوامبر ۱۹۷۰    | آخرین هواپیماربایی قبل از انقلاب، با مشارکت و همدستی ۹ نفر انجام شد. هواپیماربایان بعد از ربودن هواپیما ابتدا آن را به دوحه قطر و سپس به عراق بردند، ولی در آنجا دستگیر و برای محاکمه به ایران بازگردانده شدند. (توضیح: در منابع ایرانی، تاریخ: دی ماه ۱۳۴۹ و تعداد ربایندگان ۶ نفر اعلام شده) |
| نوع هواپیما   | Douglas DC-3     | آخرین هواپیماربایی قبل از انقلاب، با مشارکت و همدستی ۹ نفر انجام شد. هواپیماربایان بعد از ربودن هواپیما ابتدا آن را به دوحه قطر و سپس به عراق بردند، ولی در آنجا دستگیر و برای محاکمه به ایران بازگردانده شدند. (توضیح: در منابع ایرانی، تاریخ: دی ماه ۱۳۴۹ و تعداد ربایندگان ۶ نفر اعلام شده) |
| تعداد خدمه    |                  | آخرین هواپیماربایی قبل از انقلاب، با مشارکت و همدستی ۹ نفر انجام شد. هواپیماربایان بعد از ربودن هواپیما ابتدا آن را به دوحه قطر و سپس به عراق بردند، ولی در آنجا دستگیر و برای محاکمه به ایران بازگردانده شدند. (توضیح: در منابع ایرانی، تاریخ: دی ماه ۱۳۴۹ و تعداد ربایندگان ۶ نفر اعلام شده) |
| تعداد مسافران |                  | آخرین هواپیماربایی قبل از انقلاب، با مشارکت و همدستی ۹ نفر انجام شد. هواپیماربایان بعد از ربودن هواپیما ابتدا آن را به دوحه قطر و سپس به عراق بردند، ولی در آنجا دستگیر و برای محاکمه به ایران بازگردانده شدند. (توضیح: در منابع ایرانی، تاریخ: دی ماه ۱۳۴۹ و تعداد ربایندگان ۶ نفر اعلام شده) |
| فرودگاه مبدأ  | فرودگاه دبی      | آخرین هواپیماربایی قبل از انقلاب، با مشارکت و همدستی ۹ نفر انجام شد. هواپیماربایان بعد از ربودن هواپیما ابتدا آن را به دوحه قطر و سپس به عراق بردند، ولی در آنجا دستگیر و برای محاکمه به ایران بازگردانده شدند. (توضیح: در منابع ایرانی، تاریخ: دی ماه ۱۳۴۹ و تعداد ربایندگان ۶ نفر اعلام شده) |
| فرودگاه مقصد  | فرودگاه بندرعباس | آخرین هواپیماربایی قبل از انقلاب، با مشارکت و همدستی ۹ نفر انجام شد. هواپیماربایان بعد از ربودن هواپیما ابتدا آن را به دوحه قطر و سپس به عراق بردند، ولی در آنجا دستگیر و برای محاکمه به ایران بازگردانده شدند. (توضیح: در منابع ایرانی، تاریخ: دی ماه ۱۳۴۹ و تعداد ربایندگان ۶ نفر اعلام شده) |

## هواپیماربایی بعد از انقلاب سال ۱۳۵۷
| تاریخ                | ۱۳۶۲/۰۴/۱۵      | شش تبعهٔ ایرانی از هواداران مسعود رجوی و سازمان مجاهدین خلق با استفاده از اسلحه و مواد منفجره اقدام به ربودن هواپیما کردند؛ پس از آن ابتدا هواپیما را به کویت برده و از مقامات کویتی درخواست سوخت، آب و غذای مورد نیاز را کردند. علی شمس اردکانی سفیر وقت ایران در کویت درخواست گفتگو و جلوگیری از پرواز هواپیما را به مقامات کویتی ارائه کرد. اما این تلاش‌ها بی‌نتیجه ماند و مقامات کویتی مستقیماَ وارد گفتگو با هواپیماربایان شدند. در نهایت در ازای آزاد کردن ۱۸۶ نفر از مسافران، سوخت مورد نیاز در اختیار هواپیماربایان قرار گرفت. پس از خروج هواپیما از کویت، ربایندگان خواستار انتقال هواپیما به بغداد شدند اما خدمه هواپیما آن‌ها را متقاعد کردند که به پاریس بروند. سرانجام هواپیما در فرودگاه اورلی پاریس فرود آمد. از درخواست ربایندگان اطلاع دقیقی در دسترس نیست اما در آن زمان مطبوعات فرانسه متن مکالمات مسعود رجوی با هواپیماربایان، که از برج مراقبت فرودگاه با آنها در ارتباط بود را منتشر کردند که در آن رجوی چندین بار عبارت «از رهبر به گروه» را تکرار می‌کرد. در پایان، این پرونده با اعطای پناهندگی به ربایندگان و تسلیم شدن آنان خاتمه یافت و هواپیما و مسافران، پس از سه روز به ایران بازگشتند. ربایندگان هر یک به سه سال زندان از سوی دادگاه کشور فرانسه محکوم شدند. این ماجرا شروع یک رشته هواپیماربایی در خطوط هوایی ایران بود. |
| تاریخ                | ۶ ژوئیه ۱۹۸۳    | شش تبعهٔ ایرانی از هواداران مسعود رجوی و سازمان مجاهدین خلق با استفاده از اسلحه و مواد منفجره اقدام به ربودن هواپیما کردند؛ پس از آن ابتدا هواپیما را به کویت برده و از مقامات کویتی درخواست سوخت، آب و غذای مورد نیاز را کردند. علی شمس اردکانی سفیر وقت ایران در کویت درخواست گفتگو و جلوگیری از پرواز هواپیما را به مقامات کویتی ارائه کرد. اما این تلاش‌ها بی‌نتیجه ماند و مقامات کویتی مستقیماَ وارد گفتگو با هواپیماربایان شدند. در نهایت در ازای آزاد کردن ۱۸۶ نفر از مسافران، سوخت مورد نیاز در اختیار هواپیماربایان قرار گرفت. پس از خروج هواپیما از کویت، ربایندگان خواستار انتقال هواپیما به بغداد شدند اما خدمه هواپیما آن‌ها را متقاعد کردند که به پاریس بروند. سرانجام هواپیما در فرودگاه اورلی پاریس فرود آمد. از درخواست ربایندگان اطلاع دقیقی در دسترس نیست اما در آن زمان مطبوعات فرانسه متن مکالمات مسعود رجوی با هواپیماربایان، که از برج مراقبت فرودگاه با آنها در ارتباط بود را منتشر کردند که در آن رجوی چندین بار عبارت «از رهبر به گروه» را تکرار می‌کرد. در پایان، این پرونده با اعطای پناهندگی به ربایندگان و تسلیم شدن آنان خاتمه یافت و هواپیما و مسافران، پس از سه روز به ایران بازگشتند. ربایندگان هر یک به سه سال زندان از سوی دادگاه کشور فرانسه محکوم شدند. این ماجرا شروع یک رشته هواپیماربایی در خطوط هوایی ایران بود. |
| نوع هواپیما          | Boeing 747      | شش تبعهٔ ایرانی از هواداران مسعود رجوی و سازمان مجاهدین خلق با استفاده از اسلحه و مواد منفجره اقدام به ربودن هواپیما کردند؛ پس از آن ابتدا هواپیما را به کویت برده و از مقامات کویتی درخواست سوخت، آب و غذای مورد نیاز را کردند. علی شمس اردکانی سفیر وقت ایران در کویت درخواست گفتگو و جلوگیری از پرواز هواپیما را به مقامات کویتی ارائه کرد. اما این تلاش‌ها بی‌نتیجه ماند و مقامات کویتی مستقیماَ وارد گفتگو با هواپیماربایان شدند. در نهایت در ازای آزاد کردن ۱۸۶ نفر از مسافران، سوخت مورد نیاز در اختیار هواپیماربایان قرار گرفت. پس از خروج هواپیما از کویت، ربایندگان خواستار انتقال هواپیما به بغداد شدند اما خدمه هواپیما آن‌ها را متقاعد کردند که به پاریس بروند. سرانجام هواپیما در فرودگاه اورلی پاریس فرود آمد. از درخواست ربایندگان اطلاع دقیقی در دسترس نیست اما در آن زمان مطبوعات فرانسه متن مکالمات مسعود رجوی با هواپیماربایان، که از برج مراقبت فرودگاه با آنها در ارتباط بود را منتشر کردند که در آن رجوی چندین بار عبارت «از رهبر به گروه» را تکرار می‌کرد. در پایان، این پرونده با اعطای پناهندگی به ربایندگان و تسلیم شدن آنان خاتمه یافت و هواپیما و مسافران، پس از سه روز به ایران بازگشتند. ربایندگان هر یک به سه سال زندان از سوی دادگاه کشور فرانسه محکوم شدند. این ماجرا شروع یک رشته هواپیماربایی در خطوط هوایی ایران بود. |
| تعداد خدمه و مسافران | ۳۹۰             | شش تبعهٔ ایرانی از هواداران مسعود رجوی و سازمان مجاهدین خلق با استفاده از اسلحه و مواد منفجره اقدام به ربودن هواپیما کردند؛ پس از آن ابتدا هواپیما را به کویت برده و از مقامات کویتی درخواست سوخت، آب و غذای مورد نیاز را کردند. علی شمس اردکانی سفیر وقت ایران در کویت درخواست گفتگو و جلوگیری از پرواز هواپیما را به مقامات کویتی ارائه کرد. اما این تلاش‌ها بی‌نتیجه ماند و مقامات کویتی مستقیماَ وارد گفتگو با هواپیماربایان شدند. در نهایت در ازای آزاد کردن ۱۸۶ نفر از مسافران، سوخت مورد نیاز در اختیار هواپیماربایان قرار گرفت. پس از خروج هواپیما از کویت، ربایندگان خواستار انتقال هواپیما به بغداد شدند اما خدمه هواپیما آن‌ها را متقاعد کردند که به پاریس بروند. سرانجام هواپیما در فرودگاه اورلی پاریس فرود آمد. از درخواست ربایندگان اطلاع دقیقی در دسترس نیست اما در آن زمان مطبوعات فرانسه متن مکالمات مسعود رجوی با هواپیماربایان، که از برج مراقبت فرودگاه با آنها در ارتباط بود را منتشر کردند که در آن رجوی چندین بار عبارت «از رهبر به گروه» را تکرار می‌کرد. در پایان، این پرونده با اعطای پناهندگی به ربایندگان و تسلیم شدن آنان خاتمه یافت و هواپیما و مسافران، پس از سه روز به ایران بازگشتند. ربایندگان هر یک به سه سال زندان از سوی دادگاه کشور فرانسه محکوم شدند. این ماجرا شروع یک رشته هواپیماربایی در خطوط هوایی ایران بود. |
| فرودگاه مبدأ         | فرودگاه شیراز   | شش تبعهٔ ایرانی از هواداران مسعود رجوی و سازمان مجاهدین خلق با استفاده از اسلحه و مواد منفجره اقدام به ربودن هواپیما کردند؛ پس از آن ابتدا هواپیما را به کویت برده و از مقامات کویتی درخواست سوخت، آب و غذای مورد نیاز را کردند. علی شمس اردکانی سفیر وقت ایران در کویت درخواست گفتگو و جلوگیری از پرواز هواپیما را به مقامات کویتی ارائه کرد. اما این تلاش‌ها بی‌نتیجه ماند و مقامات کویتی مستقیماَ وارد گفتگو با هواپیماربایان شدند. در نهایت در ازای آزاد کردن ۱۸۶ نفر از مسافران، سوخت مورد نیاز در اختیار هواپیماربایان قرار گرفت. پس از خروج هواپیما از کویت، ربایندگان خواستار انتقال هواپیما به بغداد شدند اما خدمه هواپیما آن‌ها را متقاعد کردند که به پاریس بروند. سرانجام هواپیما در فرودگاه اورلی پاریس فرود آمد. از درخواست ربایندگان اطلاع دقیقی در دسترس نیست اما در آن زمان مطبوعات فرانسه متن مکالمات مسعود رجوی با هواپیماربایان، که از برج مراقبت فرودگاه با آنها در ارتباط بود را منتشر کردند که در آن رجوی چندین بار عبارت «از رهبر به گروه» را تکرار می‌کرد. در پایان، این پرونده با اعطای پناهندگی به ربایندگان و تسلیم شدن آنان خاتمه یافت و هواپیما و مسافران، پس از سه روز به ایران بازگشتند. ربایندگان هر یک به سه سال زندان از سوی دادگاه کشور فرانسه محکوم شدند. این ماجرا شروع یک رشته هواپیماربایی در خطوط هوایی ایران بود. |
| فرودگاه مقصد         | فرودگاه مهرآباد | شش تبعهٔ ایرانی از هواداران مسعود رجوی و سازمان مجاهدین خلق با استفاده از اسلحه و مواد منفجره اقدام به ربودن هواپیما کردند؛ پس از آن ابتدا هواپیما را به کویت برده و از مقامات کویتی درخواست سوخت، آب و غذای مورد نیاز را کردند. علی شمس اردکانی سفیر وقت ایران در کویت درخواست گفتگو و جلوگیری از پرواز هواپیما را به مقامات کویتی ارائه کرد. اما این تلاش‌ها بی‌نتیجه ماند و مقامات کویتی مستقیماَ وارد گفتگو با هواپیماربایان شدند. در نهایت در ازای آزاد کردن ۱۸۶ نفر از مسافران، سوخت مورد نیاز در اختیار هواپیماربایان قرار گرفت. پس از خروج هواپیما از کویت، ربایندگان خواستار انتقال هواپیما به بغداد شدند اما خدمه هواپیما آن‌ها را متقاعد کردند که به پاریس بروند. سرانجام هواپیما در فرودگاه اورلی پاریس فرود آمد. از درخواست ربایندگان اطلاع دقیقی در دسترس نیست اما در آن زمان مطبوعات فرانسه متن مکالمات مسعود رجوی با هواپیماربایان، که از برج مراقبت فرودگاه با آنها در ارتباط بود را منتشر کردند که در آن رجوی چندین بار عبارت «از رهبر به گروه» را تکرار می‌کرد. در پایان، این پرونده با اعطای پناهندگی به ربایندگان و تسلیم شدن آنان خاتمه یافت و هواپیما و مسافران، پس از سه روز به ایران بازگشتند. ربایندگان هر یک به سه سال زندان از سوی دادگاه کشور فرانسه محکوم شدند. این ماجرا شروع یک رشته هواپیماربایی در خطوط هوایی ایران بود. |

| تاریخ                | ۱۳۶۳/۰۳/۲۶   | هواپیما در مجموع ۸ مسافر داشت که ۴ نفر آنان رباینده بودند. هواپیما ربوده شده بعد از توقف در بحرین و سوختگیری در آنجا، عازم مصر شد. پس از فرود در فرودگاه مصر، ربایندگان خواستار پناهندگی سیاسی شدند اما پس از دو روز توقف با مخالفت دولت مصر مجبور به ترک آنجا و عزیمت به فرانسه شدند. هواپیما در فرودگاه نیس کوت دازور فرود آمد. ربایندگان خود را تسلیم و خواستار پناهندگی از دولت فرانسه شدند. وزارت امور خارجه ایران با احضار کاردار سفارت فرانسه در تهران و تسلیم یادداشتی از دولت فرانسه خواست هواپیمای مذکور را به ایران بازگردانده و به همراه آن ربایندگان هواپیما نیز براساس قرارداد استرداد مجرمین بین دو کشور، به ایران تحویل داده شوند. اما دولت فرانسه به ۴ هواپیماربا پناهندگی موقت داد و در تاریخ سوم تیرماه هواپیمای ربوده شده به همراه ۴ سرنشین به تهران بازگشتند. |
| تاریخ                | ۱۶ ژوئن ۱۹۸۴ | هواپیما در مجموع ۸ مسافر داشت که ۴ نفر آنان رباینده بودند. هواپیما ربوده شده بعد از توقف در بحرین و سوختگیری در آنجا، عازم مصر شد. پس از فرود در فرودگاه مصر، ربایندگان خواستار پناهندگی سیاسی شدند اما پس از دو روز توقف با مخالفت دولت مصر مجبور به ترک آنجا و عزیمت به فرانسه شدند. هواپیما در فرودگاه نیس کوت دازور فرود آمد. ربایندگان خود را تسلیم و خواستار پناهندگی از دولت فرانسه شدند. وزارت امور خارجه ایران با احضار کاردار سفارت فرانسه در تهران و تسلیم یادداشتی از دولت فرانسه خواست هواپیمای مذکور را به ایران بازگردانده و به همراه آن ربایندگان هواپیما نیز براساس قرارداد استرداد مجرمین بین دو کشور، به ایران تحویل داده شوند. اما دولت فرانسه به ۴ هواپیماربا پناهندگی موقت داد و در تاریخ سوم تیرماه هواپیمای ربوده شده به همراه ۴ سرنشین به تهران بازگشتند. |
| نوع هواپیما          | Fokker F-27  | هواپیما در مجموع ۸ مسافر داشت که ۴ نفر آنان رباینده بودند. هواپیما ربوده شده بعد از توقف در بحرین و سوختگیری در آنجا، عازم مصر شد. پس از فرود در فرودگاه مصر، ربایندگان خواستار پناهندگی سیاسی شدند اما پس از دو روز توقف با مخالفت دولت مصر مجبور به ترک آنجا و عزیمت به فرانسه شدند. هواپیما در فرودگاه نیس کوت دازور فرود آمد. ربایندگان خود را تسلیم و خواستار پناهندگی از دولت فرانسه شدند. وزارت امور خارجه ایران با احضار کاردار سفارت فرانسه در تهران و تسلیم یادداشتی از دولت فرانسه خواست هواپیمای مذکور را به ایران بازگردانده و به همراه آن ربایندگان هواپیما نیز براساس قرارداد استرداد مجرمین بین دو کشور، به ایران تحویل داده شوند. اما دولت فرانسه به ۴ هواپیماربا پناهندگی موقت داد و در تاریخ سوم تیرماه هواپیمای ربوده شده به همراه ۴ سرنشین به تهران بازگشتند. |
| تعداد خدمه و مسافران | ۸            | هواپیما در مجموع ۸ مسافر داشت که ۴ نفر آنان رباینده بودند. هواپیما ربوده شده بعد از توقف در بحرین و سوختگیری در آنجا، عازم مصر شد. پس از فرود در فرودگاه مصر، ربایندگان خواستار پناهندگی سیاسی شدند اما پس از دو روز توقف با مخالفت دولت مصر مجبور به ترک آنجا و عزیمت به فرانسه شدند. هواپیما در فرودگاه نیس کوت دازور فرود آمد. ربایندگان خود را تسلیم و خواستار پناهندگی از دولت فرانسه شدند. وزارت امور خارجه ایران با احضار کاردار سفارت فرانسه در تهران و تسلیم یادداشتی از دولت فرانسه خواست هواپیمای مذکور را به ایران بازگردانده و به همراه آن ربایندگان هواپیما نیز براساس قرارداد استرداد مجرمین بین دو کشور، به ایران تحویل داده شوند. اما دولت فرانسه به ۴ هواپیماربا پناهندگی موقت داد و در تاریخ سوم تیرماه هواپیمای ربوده شده به همراه ۴ سرنشین به تهران بازگشتند. |
| فرودگاه مبدأ         |              | هواپیما در مجموع ۸ مسافر داشت که ۴ نفر آنان رباینده بودند. هواپیما ربوده شده بعد از توقف در بحرین و سوختگیری در آنجا، عازم مصر شد. پس از فرود در فرودگاه مصر، ربایندگان خواستار پناهندگی سیاسی شدند اما پس از دو روز توقف با مخالفت دولت مصر مجبور به ترک آنجا و عزیمت به فرانسه شدند. هواپیما در فرودگاه نیس کوت دازور فرود آمد. ربایندگان خود را تسلیم و خواستار پناهندگی از دولت فرانسه شدند. وزارت امور خارجه ایران با احضار کاردار سفارت فرانسه در تهران و تسلیم یادداشتی از دولت فرانسه خواست هواپیمای مذکور را به ایران بازگردانده و به همراه آن ربایندگان هواپیما نیز براساس قرارداد استرداد مجرمین بین دو کشور، به ایران تحویل داده شوند. اما دولت فرانسه به ۴ هواپیماربا پناهندگی موقت داد و در تاریخ سوم تیرماه هواپیمای ربوده شده به همراه ۴ سرنشین به تهران بازگشتند. |
| فرودگاه مقصد         |              | هواپیما در مجموع ۸ مسافر داشت که ۴ نفر آنان رباینده بودند. هواپیما ربوده شده بعد از توقف در بحرین و سوختگیری در آنجا، عازم مصر شد. پس از فرود در فرودگاه مصر، ربایندگان خواستار پناهندگی سیاسی شدند اما پس از دو روز توقف با مخالفت دولت مصر مجبور به ترک آنجا و عزیمت به فرانسه شدند. هواپیما در فرودگاه نیس کوت دازور فرود آمد. ربایندگان خود را تسلیم و خواستار پناهندگی از دولت فرانسه شدند. وزارت امور خارجه ایران با احضار کاردار سفارت فرانسه در تهران و تسلیم یادداشتی از دولت فرانسه خواست هواپیمای مذکور را به ایران بازگردانده و به همراه آن ربایندگان هواپیما نیز براساس قرارداد استرداد مجرمین بین دو کشور، به ایران تحویل داده شوند. اما دولت فرانسه به ۴ هواپیماربا پناهندگی موقت داد و در تاریخ سوم تیرماه هواپیمای ربوده شده به همراه ۴ سرنشین به تهران بازگشتند. |

| تاریخ         | ۱۳۶۳/۰۴/۰۵      | هواپیما در مسیر بوشهر بود که توسط دو نفر ربوده و به قطر برده شد. مسافران در قطر آزاد و هواپیما به همراه سه خدمهٔ پرواز و ربایندگان به سمت قاهره پرواز کرد. فرودگاه قاهره ابتدا اجازه فرود را صادر نکرد اما به دلیل نداشتن سوخت کافی به ناچار هواپیما در قاهره به زمین نشست. پس از گذراندن یک شب و سوختگیری در فرودگاه مصر ربایندگان خلبان را مجبور کردند هواپیما را به سمت بغداد به پرواز درآورد. ربایندگان در بغداد تسلیم و پناهندگی سیاسی گرفتند. |
| تاریخ         | ۲۶ ژوئن ۱۹۸۴    | هواپیما در مسیر بوشهر بود که توسط دو نفر ربوده و به قطر برده شد. مسافران در قطر آزاد و هواپیما به همراه سه خدمهٔ پرواز و ربایندگان به سمت قاهره پرواز کرد. فرودگاه قاهره ابتدا اجازه فرود را صادر نکرد اما به دلیل نداشتن سوخت کافی به ناچار هواپیما در قاهره به زمین نشست. پس از گذراندن یک شب و سوختگیری در فرودگاه مصر ربایندگان خلبان را مجبور کردند هواپیما را به سمت بغداد به پرواز درآورد. ربایندگان در بغداد تسلیم و پناهندگی سیاسی گرفتند. |
| نوع هواپیما   | بوئینگ ۷۲۷      | هواپیما در مسیر بوشهر بود که توسط دو نفر ربوده و به قطر برده شد. مسافران در قطر آزاد و هواپیما به همراه سه خدمهٔ پرواز و ربایندگان به سمت قاهره پرواز کرد. فرودگاه قاهره ابتدا اجازه فرود را صادر نکرد اما به دلیل نداشتن سوخت کافی به ناچار هواپیما در قاهره به زمین نشست. پس از گذراندن یک شب و سوختگیری در فرودگاه مصر ربایندگان خلبان را مجبور کردند هواپیما را به سمت بغداد به پرواز درآورد. ربایندگان در بغداد تسلیم و پناهندگی سیاسی گرفتند. |
| تعداد خدمه    | ۱۱              | هواپیما در مسیر بوشهر بود که توسط دو نفر ربوده و به قطر برده شد. مسافران در قطر آزاد و هواپیما به همراه سه خدمهٔ پرواز و ربایندگان به سمت قاهره پرواز کرد. فرودگاه قاهره ابتدا اجازه فرود را صادر نکرد اما به دلیل نداشتن سوخت کافی به ناچار هواپیما در قاهره به زمین نشست. پس از گذراندن یک شب و سوختگیری در فرودگاه مصر ربایندگان خلبان را مجبور کردند هواپیما را به سمت بغداد به پرواز درآورد. ربایندگان در بغداد تسلیم و پناهندگی سیاسی گرفتند. |
| تعداد مسافران | ۱۲۵             | هواپیما در مسیر بوشهر بود که توسط دو نفر ربوده و به قطر برده شد. مسافران در قطر آزاد و هواپیما به همراه سه خدمهٔ پرواز و ربایندگان به سمت قاهره پرواز کرد. فرودگاه قاهره ابتدا اجازه فرود را صادر نکرد اما به دلیل نداشتن سوخت کافی به ناچار هواپیما در قاهره به زمین نشست. پس از گذراندن یک شب و سوختگیری در فرودگاه مصر ربایندگان خلبان را مجبور کردند هواپیما را به سمت بغداد به پرواز درآورد. ربایندگان در بغداد تسلیم و پناهندگی سیاسی گرفتند. |
| فرودگاه مبدأ  | فرودگاه مهرآباد | هواپیما در مسیر بوشهر بود که توسط دو نفر ربوده و به قطر برده شد. مسافران در قطر آزاد و هواپیما به همراه سه خدمهٔ پرواز و ربایندگان به سمت قاهره پرواز کرد. فرودگاه قاهره ابتدا اجازه فرود را صادر نکرد اما به دلیل نداشتن سوخت کافی به ناچار هواپیما در قاهره به زمین نشست. پس از گذراندن یک شب و سوختگیری در فرودگاه مصر ربایندگان خلبان را مجبور کردند هواپیما را به سمت بغداد به پرواز درآورد. ربایندگان در بغداد تسلیم و پناهندگی سیاسی گرفتند. |
| فرودگاه مقصد  | فرودگاه بوشهر   | هواپیما در مسیر بوشهر بود که توسط دو نفر ربوده و به قطر برده شد. مسافران در قطر آزاد و هواپیما به همراه سه خدمهٔ پرواز و ربایندگان به سمت قاهره پرواز کرد. فرودگاه قاهره ابتدا اجازه فرود را صادر نکرد اما به دلیل نداشتن سوخت کافی به ناچار هواپیما در قاهره به زمین نشست. پس از گذراندن یک شب و سوختگیری در فرودگاه مصر ربایندگان خلبان را مجبور کردند هواپیما را به سمت بغداد به پرواز درآورد. ربایندگان در بغداد تسلیم و پناهندگی سیاسی گرفتند. |

| تاریخ            | ۱۳۶۳/۰۵/۱۶        | هواپیما از تهران به سمت جده می‌رفت و قرار بود توقفی در فرودگاه شیراز داشته باشد که دو نفر که خود را از طرفداران موسی خیابانی معرفی می‌کردند، با استفاده از چاقو و یک بمب جعلی اقدام به هواپیماربایی کردند. هواپیما بعد از سوختگیری در بحرین به قاهره و سپس به رم برده شد. هواپیماربایان خواستار رفتن به پاریس و درخواست پناهندگی از فرانسه را داشتند اما اجازهٔ ورود به فضای هوایی فرانسه به آن‌ها داده نشد. نهایتاً ربایندگان تسلیم مقامات ایتالیایی در رم شدند و یکی از آن‌ها به دو سال زندان محکوم شد. مسافران و هواپیما به ایران بازگشتند. |
| تاریخ            | ۷ اوت ۱۹۸۴        | هواپیما از تهران به سمت جده می‌رفت و قرار بود توقفی در فرودگاه شیراز داشته باشد که دو نفر که خود را از طرفداران موسی خیابانی معرفی می‌کردند، با استفاده از چاقو و یک بمب جعلی اقدام به هواپیماربایی کردند. هواپیما بعد از سوختگیری در بحرین به قاهره و سپس به رم برده شد. هواپیماربایان خواستار رفتن به پاریس و درخواست پناهندگی از فرانسه را داشتند اما اجازهٔ ورود به فضای هوایی فرانسه به آن‌ها داده نشد. نهایتاً ربایندگان تسلیم مقامات ایتالیایی در رم شدند و یکی از آن‌ها به دو سال زندان محکوم شد. مسافران و هواپیما به ایران بازگشتند. |
| نوع هواپیما      | Airbus A300B2-202 | هواپیما از تهران به سمت جده می‌رفت و قرار بود توقفی در فرودگاه شیراز داشته باشد که دو نفر که خود را از طرفداران موسی خیابانی معرفی می‌کردند، با استفاده از چاقو و یک بمب جعلی اقدام به هواپیماربایی کردند. هواپیما بعد از سوختگیری در بحرین به قاهره و سپس به رم برده شد. هواپیماربایان خواستار رفتن به پاریس و درخواست پناهندگی از فرانسه را داشتند اما اجازهٔ ورود به فضای هوایی فرانسه به آن‌ها داده نشد. نهایتاً ربایندگان تسلیم مقامات ایتالیایی در رم شدند و یکی از آن‌ها به دو سال زندان محکوم شد. مسافران و هواپیما به ایران بازگشتند. |
| تعداد خدمه       | ۱۱                | هواپیما از تهران به سمت جده می‌رفت و قرار بود توقفی در فرودگاه شیراز داشته باشد که دو نفر که خود را از طرفداران موسی خیابانی معرفی می‌کردند، با استفاده از چاقو و یک بمب جعلی اقدام به هواپیماربایی کردند. هواپیما بعد از سوختگیری در بحرین به قاهره و سپس به رم برده شد. هواپیماربایان خواستار رفتن به پاریس و درخواست پناهندگی از فرانسه را داشتند اما اجازهٔ ورود به فضای هوایی فرانسه به آن‌ها داده نشد. نهایتاً ربایندگان تسلیم مقامات ایتالیایی در رم شدند و یکی از آن‌ها به دو سال زندان محکوم شد. مسافران و هواپیما به ایران بازگشتند. |
| تعداد مسافران    | ۳۰۴               | هواپیما از تهران به سمت جده می‌رفت و قرار بود توقفی در فرودگاه شیراز داشته باشد که دو نفر که خود را از طرفداران موسی خیابانی معرفی می‌کردند، با استفاده از چاقو و یک بمب جعلی اقدام به هواپیماربایی کردند. هواپیما بعد از سوختگیری در بحرین به قاهره و سپس به رم برده شد. هواپیماربایان خواستار رفتن به پاریس و درخواست پناهندگی از فرانسه را داشتند اما اجازهٔ ورود به فضای هوایی فرانسه به آن‌ها داده نشد. نهایتاً ربایندگان تسلیم مقامات ایتالیایی در رم شدند و یکی از آن‌ها به دو سال زندان محکوم شد. مسافران و هواپیما به ایران بازگشتند. |
| فرودگاه مبدأ     | فرودگاه مهرآباد   | هواپیما از تهران به سمت جده می‌رفت و قرار بود توقفی در فرودگاه شیراز داشته باشد که دو نفر که خود را از طرفداران موسی خیابانی معرفی می‌کردند، با استفاده از چاقو و یک بمب جعلی اقدام به هواپیماربایی کردند. هواپیما بعد از سوختگیری در بحرین به قاهره و سپس به رم برده شد. هواپیماربایان خواستار رفتن به پاریس و درخواست پناهندگی از فرانسه را داشتند اما اجازهٔ ورود به فضای هوایی فرانسه به آن‌ها داده نشد. نهایتاً ربایندگان تسلیم مقامات ایتالیایی در رم شدند و یکی از آن‌ها به دو سال زندان محکوم شد. مسافران و هواپیما به ایران بازگشتند. |
| فرودگاه مقصد     | فرودگاه شیراز     | هواپیما از تهران به سمت جده می‌رفت و قرار بود توقفی در فرودگاه شیراز داشته باشد که دو نفر که خود را از طرفداران موسی خیابانی معرفی می‌کردند، با استفاده از چاقو و یک بمب جعلی اقدام به هواپیماربایی کردند. هواپیما بعد از سوختگیری در بحرین به قاهره و سپس به رم برده شد. هواپیماربایان خواستار رفتن به پاریس و درخواست پناهندگی از فرانسه را داشتند اما اجازهٔ ورود به فضای هوایی فرانسه به آن‌ها داده نشد. نهایتاً ربایندگان تسلیم مقامات ایتالیایی در رم شدند و یکی از آن‌ها به دو سال زندان محکوم شد. مسافران و هواپیما به ایران بازگشتند. |
| فرودگاه مقصد دوم | فرودگاه جده       | هواپیما از تهران به سمت جده می‌رفت و قرار بود توقفی در فرودگاه شیراز داشته باشد که دو نفر که خود را از طرفداران موسی خیابانی معرفی می‌کردند، با استفاده از چاقو و یک بمب جعلی اقدام به هواپیماربایی کردند. هواپیما بعد از سوختگیری در بحرین به قاهره و سپس به رم برده شد. هواپیماربایان خواستار رفتن به پاریس و درخواست پناهندگی از فرانسه را داشتند اما اجازهٔ ورود به فضای هوایی فرانسه به آن‌ها داده نشد. نهایتاً ربایندگان تسلیم مقامات ایتالیایی در رم شدند و یکی از آن‌ها به دو سال زندان محکوم شد. مسافران و هواپیما به ایران بازگشتند. |

| تاریخ            | ۱۳۶۳/۰۶/۰۶        | هواپیما مسیر تهران – شیراز – دبی را رفته بود و در حال بازگشت بود. اوایل صبح بعد از سوار کردن مسافران در فرودگاه شیراز به سمت تهران حرکت می‌کرد که پسر و دختر جوانی با ادعای داشتن مواد منفجره که در کیف یک دوربین جاسازی شده بود، مهماندار را مجبور کردند در اتاق خلبان را بزند. مهندس پرواز از همه جا بی‌خبر در را باز می‌کند و هواپیماربا سریعاً به داخل اتاق می‌رود. رباینده خلبان را مجبور می‌کند که مسیر خود را تغییر داده و به کشور کویت بروند. بعد از رسیدن، پس از آنکه فرودگاه کویت اجازه فرود را صادر نکرد و هواپیما در حال اوج‌گیری بود، دو فروند میگ عراقی، هواپیما را به پایگاه متعلق به نیروی هوایی عراق هدایت کردند. بعد از فرود یک ژنرال عراقی که به فارسی مسلط بود مسافران را وادار کرد با دو فروند بوئینگ ۷۲۷ که از قبل در آن پایگاه مستقر بود، به بغداد منتقل شوند چون در آن فرودگاه امکانات رفاهی فراهم نبود و حتی سوخت این نوع هواپیما وجود نداشت. مسافران و خدمه را به هتل الرشید بغداد که مخصوص اقامت نیروهای امنیتی عراق بود منتقل کردند. دولت عراق هر روز یک تور سیاحتی و زیارتی برای کلیه مسافران و کادر پرواز ترتیب دادند و از آن‌ها برای تبلیغات سیاسی خود استفاده کردند. بعد از چند روز با یک هواپیمای صلیب سرخ جهانی به نام Martinaire کلیه کادر پروازی به همراه مسافران بدون این‌که هواپیمای ایرباس ۳۰۰ را پس بدهند به تهران برگشتند. این هواپیما بعد از جنگ ایران و عراق در شهریور ۱۳۶۹ به ایران بازگردانده شد. |
| تاریخ            | ۲۸ اوت ۱۹۸۴       | هواپیما مسیر تهران – شیراز – دبی را رفته بود و در حال بازگشت بود. اوایل صبح بعد از سوار کردن مسافران در فرودگاه شیراز به سمت تهران حرکت می‌کرد که پسر و دختر جوانی با ادعای داشتن مواد منفجره که در کیف یک دوربین جاسازی شده بود، مهماندار را مجبور کردند در اتاق خلبان را بزند. مهندس پرواز از همه جا بی‌خبر در را باز می‌کند و هواپیماربا سریعاً به داخل اتاق می‌رود. رباینده خلبان را مجبور می‌کند که مسیر خود را تغییر داده و به کشور کویت بروند. بعد از رسیدن، پس از آنکه فرودگاه کویت اجازه فرود را صادر نکرد و هواپیما در حال اوج‌گیری بود، دو فروند میگ عراقی، هواپیما را به پایگاه متعلق به نیروی هوایی عراق هدایت کردند. بعد از فرود یک ژنرال عراقی که به فارسی مسلط بود مسافران را وادار کرد با دو فروند بوئینگ ۷۲۷ که از قبل در آن پایگاه مستقر بود، به بغداد منتقل شوند چون در آن فرودگاه امکانات رفاهی فراهم نبود و حتی سوخت این نوع هواپیما وجود نداشت. مسافران و خدمه را به هتل الرشید بغداد که مخصوص اقامت نیروهای امنیتی عراق بود منتقل کردند. دولت عراق هر روز یک تور سیاحتی و زیارتی برای کلیه مسافران و کادر پرواز ترتیب دادند و از آن‌ها برای تبلیغات سیاسی خود استفاده کردند. بعد از چند روز با یک هواپیمای صلیب سرخ جهانی به نام Martinaire کلیه کادر پروازی به همراه مسافران بدون این‌که هواپیمای ایرباس ۳۰۰ را پس بدهند به تهران برگشتند. این هواپیما بعد از جنگ ایران و عراق در شهریور ۱۳۶۹ به ایران بازگردانده شد. |
| نوع هواپیما      | Airbus A300B2-203 | هواپیما مسیر تهران – شیراز – دبی را رفته بود و در حال بازگشت بود. اوایل صبح بعد از سوار کردن مسافران در فرودگاه شیراز به سمت تهران حرکت می‌کرد که پسر و دختر جوانی با ادعای داشتن مواد منفجره که در کیف یک دوربین جاسازی شده بود، مهماندار را مجبور کردند در اتاق خلبان را بزند. مهندس پرواز از همه جا بی‌خبر در را باز می‌کند و هواپیماربا سریعاً به داخل اتاق می‌رود. رباینده خلبان را مجبور می‌کند که مسیر خود را تغییر داده و به کشور کویت بروند. بعد از رسیدن، پس از آنکه فرودگاه کویت اجازه فرود را صادر نکرد و هواپیما در حال اوج‌گیری بود، دو فروند میگ عراقی، هواپیما را به پایگاه متعلق به نیروی هوایی عراق هدایت کردند. بعد از فرود یک ژنرال عراقی که به فارسی مسلط بود مسافران را وادار کرد با دو فروند بوئینگ ۷۲۷ که از قبل در آن پایگاه مستقر بود، به بغداد منتقل شوند چون در آن فرودگاه امکانات رفاهی فراهم نبود و حتی سوخت این نوع هواپیما وجود نداشت. مسافران و خدمه را به هتل الرشید بغداد که مخصوص اقامت نیروهای امنیتی عراق بود منتقل کردند. دولت عراق هر روز یک تور سیاحتی و زیارتی برای کلیه مسافران و کادر پرواز ترتیب دادند و از آن‌ها برای تبلیغات سیاسی خود استفاده کردند. بعد از چند روز با یک هواپیمای صلیب سرخ جهانی به نام Martinaire کلیه کادر پروازی به همراه مسافران بدون این‌که هواپیمای ایرباس ۳۰۰ را پس بدهند به تهران برگشتند. این هواپیما بعد از جنگ ایران و عراق در شهریور ۱۳۶۹ به ایران بازگردانده شد. |
| تعداد خدمه       | ۱۱                | هواپیما مسیر تهران – شیراز – دبی را رفته بود و در حال بازگشت بود. اوایل صبح بعد از سوار کردن مسافران در فرودگاه شیراز به سمت تهران حرکت می‌کرد که پسر و دختر جوانی با ادعای داشتن مواد منفجره که در کیف یک دوربین جاسازی شده بود، مهماندار را مجبور کردند در اتاق خلبان را بزند. مهندس پرواز از همه جا بی‌خبر در را باز می‌کند و هواپیماربا سریعاً به داخل اتاق می‌رود. رباینده خلبان را مجبور می‌کند که مسیر خود را تغییر داده و به کشور کویت بروند. بعد از رسیدن، پس از آنکه فرودگاه کویت اجازه فرود را صادر نکرد و هواپیما در حال اوج‌گیری بود، دو فروند میگ عراقی، هواپیما را به پایگاه متعلق به نیروی هوایی عراق هدایت کردند. بعد از فرود یک ژنرال عراقی که به فارسی مسلط بود مسافران را وادار کرد با دو فروند بوئینگ ۷۲۷ که از قبل در آن پایگاه مستقر بود، به بغداد منتقل شوند چون در آن فرودگاه امکانات رفاهی فراهم نبود و حتی سوخت این نوع هواپیما وجود نداشت. مسافران و خدمه را به هتل الرشید بغداد که مخصوص اقامت نیروهای امنیتی عراق بود منتقل کردند. دولت عراق هر روز یک تور سیاحتی و زیارتی برای کلیه مسافران و کادر پرواز ترتیب دادند و از آن‌ها برای تبلیغات سیاسی خود استفاده کردند. بعد از چند روز با یک هواپیمای صلیب سرخ جهانی به نام Martinaire کلیه کادر پروازی به همراه مسافران بدون این‌که هواپیمای ایرباس ۳۰۰ را پس بدهند به تهران برگشتند. این هواپیما بعد از جنگ ایران و عراق در شهریور ۱۳۶۹ به ایران بازگردانده شد. |
| تعداد مسافران    | ۱۹۵               | هواپیما مسیر تهران – شیراز – دبی را رفته بود و در حال بازگشت بود. اوایل صبح بعد از سوار کردن مسافران در فرودگاه شیراز به سمت تهران حرکت می‌کرد که پسر و دختر جوانی با ادعای داشتن مواد منفجره که در کیف یک دوربین جاسازی شده بود، مهماندار را مجبور کردند در اتاق خلبان را بزند. مهندس پرواز از همه جا بی‌خبر در را باز می‌کند و هواپیماربا سریعاً به داخل اتاق می‌رود. رباینده خلبان را مجبور می‌کند که مسیر خود را تغییر داده و به کشور کویت بروند. بعد از رسیدن، پس از آنکه فرودگاه کویت اجازه فرود را صادر نکرد و هواپیما در حال اوج‌گیری بود، دو فروند میگ عراقی، هواپیما را به پایگاه متعلق به نیروی هوایی عراق هدایت کردند. بعد از فرود یک ژنرال عراقی که به فارسی مسلط بود مسافران را وادار کرد با دو فروند بوئینگ ۷۲۷ که از قبل در آن پایگاه مستقر بود، به بغداد منتقل شوند چون در آن فرودگاه امکانات رفاهی فراهم نبود و حتی سوخت این نوع هواپیما وجود نداشت. مسافران و خدمه را به هتل الرشید بغداد که مخصوص اقامت نیروهای امنیتی عراق بود منتقل کردند. دولت عراق هر روز یک تور سیاحتی و زیارتی برای کلیه مسافران و کادر پرواز ترتیب دادند و از آن‌ها برای تبلیغات سیاسی خود استفاده کردند. بعد از چند روز با یک هواپیمای صلیب سرخ جهانی به نام Martinaire کلیه کادر پروازی به همراه مسافران بدون این‌که هواپیمای ایرباس ۳۰۰ را پس بدهند به تهران برگشتند. این هواپیما بعد از جنگ ایران و عراق در شهریور ۱۳۶۹ به ایران بازگردانده شد. |
| فرودگاه مبدأ     | فرودگاه دبی       | هواپیما مسیر تهران – شیراز – دبی را رفته بود و در حال بازگشت بود. اوایل صبح بعد از سوار کردن مسافران در فرودگاه شیراز به سمت تهران حرکت می‌کرد که پسر و دختر جوانی با ادعای داشتن مواد منفجره که در کیف یک دوربین جاسازی شده بود، مهماندار را مجبور کردند در اتاق خلبان را بزند. مهندس پرواز از همه جا بی‌خبر در را باز می‌کند و هواپیماربا سریعاً به داخل اتاق می‌رود. رباینده خلبان را مجبور می‌کند که مسیر خود را تغییر داده و به کشور کویت بروند. بعد از رسیدن، پس از آنکه فرودگاه کویت اجازه فرود را صادر نکرد و هواپیما در حال اوج‌گیری بود، دو فروند میگ عراقی، هواپیما را به پایگاه متعلق به نیروی هوایی عراق هدایت کردند. بعد از فرود یک ژنرال عراقی که به فارسی مسلط بود مسافران را وادار کرد با دو فروند بوئینگ ۷۲۷ که از قبل در آن پایگاه مستقر بود، به بغداد منتقل شوند چون در آن فرودگاه امکانات رفاهی فراهم نبود و حتی سوخت این نوع هواپیما وجود نداشت. مسافران و خدمه را به هتل الرشید بغداد که مخصوص اقامت نیروهای امنیتی عراق بود منتقل کردند. دولت عراق هر روز یک تور سیاحتی و زیارتی برای کلیه مسافران و کادر پرواز ترتیب دادند و از آن‌ها برای تبلیغات سیاسی خود استفاده کردند. بعد از چند روز با یک هواپیمای صلیب سرخ جهانی به نام Martinaire کلیه کادر پروازی به همراه مسافران بدون این‌که هواپیمای ایرباس ۳۰۰ را پس بدهند به تهران برگشتند. این هواپیما بعد از جنگ ایران و عراق در شهریور ۱۳۶۹ به ایران بازگردانده شد. |
| فرودگاه مقصد     | فرودگاه شیراز     | هواپیما مسیر تهران – شیراز – دبی را رفته بود و در حال بازگشت بود. اوایل صبح بعد از سوار کردن مسافران در فرودگاه شیراز به سمت تهران حرکت می‌کرد که پسر و دختر جوانی با ادعای داشتن مواد منفجره که در کیف یک دوربین جاسازی شده بود، مهماندار را مجبور کردند در اتاق خلبان را بزند. مهندس پرواز از همه جا بی‌خبر در را باز می‌کند و هواپیماربا سریعاً به داخل اتاق می‌رود. رباینده خلبان را مجبور می‌کند که مسیر خود را تغییر داده و به کشور کویت بروند. بعد از رسیدن، پس از آنکه فرودگاه کویت اجازه فرود را صادر نکرد و هواپیما در حال اوج‌گیری بود، دو فروند میگ عراقی، هواپیما را به پایگاه متعلق به نیروی هوایی عراق هدایت کردند. بعد از فرود یک ژنرال عراقی که به فارسی مسلط بود مسافران را وادار کرد با دو فروند بوئینگ ۷۲۷ که از قبل در آن پایگاه مستقر بود، به بغداد منتقل شوند چون در آن فرودگاه امکانات رفاهی فراهم نبود و حتی سوخت این نوع هواپیما وجود نداشت. مسافران و خدمه را به هتل الرشید بغداد که مخصوص اقامت نیروهای امنیتی عراق بود منتقل کردند. دولت عراق هر روز یک تور سیاحتی و زیارتی برای کلیه مسافران و کادر پرواز ترتیب دادند و از آن‌ها برای تبلیغات سیاسی خود استفاده کردند. بعد از چند روز با یک هواپیمای صلیب سرخ جهانی به نام Martinaire کلیه کادر پروازی به همراه مسافران بدون این‌که هواپیمای ایرباس ۳۰۰ را پس بدهند به تهران برگشتند. این هواپیما بعد از جنگ ایران و عراق در شهریور ۱۳۶۹ به ایران بازگردانده شد. |
| فرودگاه مقصد دوم | فرودگاه مهرآباد   | هواپیما مسیر تهران – شیراز – دبی را رفته بود و در حال بازگشت بود. اوایل صبح بعد از سوار کردن مسافران در فرودگاه شیراز به سمت تهران حرکت می‌کرد که پسر و دختر جوانی با ادعای داشتن مواد منفجره که در کیف یک دوربین جاسازی شده بود، مهماندار را مجبور کردند در اتاق خلبان را بزند. مهندس پرواز از همه جا بی‌خبر در را باز می‌کند و هواپیماربا سریعاً به داخل اتاق می‌رود. رباینده خلبان را مجبور می‌کند که مسیر خود را تغییر داده و به کشور کویت بروند. بعد از رسیدن، پس از آنکه فرودگاه کویت اجازه فرود را صادر نکرد و هواپیما در حال اوج‌گیری بود، دو فروند میگ عراقی، هواپیما را به پایگاه متعلق به نیروی هوایی عراق هدایت کردند. بعد از فرود یک ژنرال عراقی که به فارسی مسلط بود مسافران را وادار کرد با دو فروند بوئینگ ۷۲۷ که از قبل در آن پایگاه مستقر بود، به بغداد منتقل شوند چون در آن فرودگاه امکانات رفاهی فراهم نبود و حتی سوخت این نوع هواپیما وجود نداشت. مسافران و خدمه را به هتل الرشید بغداد که مخصوص اقامت نیروهای امنیتی عراق بود منتقل کردند. دولت عراق هر روز یک تور سیاحتی و زیارتی برای کلیه مسافران و کادر پرواز ترتیب دادند و از آن‌ها برای تبلیغات سیاسی خود استفاده کردند. بعد از چند روز با یک هواپیمای صلیب سرخ جهانی به نام Martinaire کلیه کادر پروازی به همراه مسافران بدون این‌که هواپیمای ایرباس ۳۰۰ را پس بدهند به تهران برگشتند. این هواپیما بعد از جنگ ایران و عراق در شهریور ۱۳۶۹ به ایران بازگردانده شد. |

| تاریخ         | ۱۳۶۳/۰۶/۱۸       | هواپیماربایان یک افسر پلیس مرد تبعهٔ ایران به همراه خانوادهٔ چهارنفره بودند. ربایندگان مسلح به نارنجک، تپانچه و چاقو، ابتدا هواپیما را به ابوظبی بردند اما اجازهٔ فرود رد شد. پس از سوختگیری در منامهٔ بحرین و در توقفگاه بعد یعنی قاهره، ۵۲ مسافر آزاد شدند. سرانجام هواپیما در فرودگاهی حوالی بصره عراق با وعدهٔ پناهندگی به ربایندگان فرود آمد. سایر مسافران آزاد شدند. |
| تاریخ         | ۹ سپتامبر ۱۹۸۴   | هواپیماربایان یک افسر پلیس مرد تبعهٔ ایران به همراه خانوادهٔ چهارنفره بودند. ربایندگان مسلح به نارنجک، تپانچه و چاقو، ابتدا هواپیما را به ابوظبی بردند اما اجازهٔ فرود رد شد. پس از سوختگیری در منامهٔ بحرین و در توقفگاه بعد یعنی قاهره، ۵۲ مسافر آزاد شدند. سرانجام هواپیما در فرودگاهی حوالی بصره عراق با وعدهٔ پناهندگی به ربایندگان فرود آمد. سایر مسافران آزاد شدند. |
| نوع هواپیما   | Boeing 727       | هواپیماربایان یک افسر پلیس مرد تبعهٔ ایران به همراه خانوادهٔ چهارنفره بودند. ربایندگان مسلح به نارنجک، تپانچه و چاقو، ابتدا هواپیما را به ابوظبی بردند اما اجازهٔ فرود رد شد. پس از سوختگیری در منامهٔ بحرین و در توقفگاه بعد یعنی قاهره، ۵۲ مسافر آزاد شدند. سرانجام هواپیما در فرودگاهی حوالی بصره عراق با وعدهٔ پناهندگی به ربایندگان فرود آمد. سایر مسافران آزاد شدند. |
| تعداد خدمه    | ۹                | هواپیماربایان یک افسر پلیس مرد تبعهٔ ایران به همراه خانوادهٔ چهارنفره بودند. ربایندگان مسلح به نارنجک، تپانچه و چاقو، ابتدا هواپیما را به ابوظبی بردند اما اجازهٔ فرود رد شد. پس از سوختگیری در منامهٔ بحرین و در توقفگاه بعد یعنی قاهره، ۵۲ مسافر آزاد شدند. سرانجام هواپیما در فرودگاهی حوالی بصره عراق با وعدهٔ پناهندگی به ربایندگان فرود آمد. سایر مسافران آزاد شدند. |
| تعداد مسافران | ۱۱۴              | هواپیماربایان یک افسر پلیس مرد تبعهٔ ایران به همراه خانوادهٔ چهارنفره بودند. ربایندگان مسلح به نارنجک، تپانچه و چاقو، ابتدا هواپیما را به ابوظبی بردند اما اجازهٔ فرود رد شد. پس از سوختگیری در منامهٔ بحرین و در توقفگاه بعد یعنی قاهره، ۵۲ مسافر آزاد شدند. سرانجام هواپیما در فرودگاهی حوالی بصره عراق با وعدهٔ پناهندگی به ربایندگان فرود آمد. سایر مسافران آزاد شدند. |
| فرودگاه مبدأ  | فرودگاه بندرعباس | هواپیماربایان یک افسر پلیس مرد تبعهٔ ایران به همراه خانوادهٔ چهارنفره بودند. ربایندگان مسلح به نارنجک، تپانچه و چاقو، ابتدا هواپیما را به ابوظبی بردند اما اجازهٔ فرود رد شد. پس از سوختگیری در منامهٔ بحرین و در توقفگاه بعد یعنی قاهره، ۵۲ مسافر آزاد شدند. سرانجام هواپیما در فرودگاهی حوالی بصره عراق با وعدهٔ پناهندگی به ربایندگان فرود آمد. سایر مسافران آزاد شدند. |
| فرودگاه مقصد  | فرودگاه مهرآباد  | هواپیماربایان یک افسر پلیس مرد تبعهٔ ایران به همراه خانوادهٔ چهارنفره بودند. ربایندگان مسلح به نارنجک، تپانچه و چاقو، ابتدا هواپیما را به ابوظبی بردند اما اجازهٔ فرود رد شد. پس از سوختگیری در منامهٔ بحرین و در توقفگاه بعد یعنی قاهره، ۵۲ مسافر آزاد شدند. سرانجام هواپیما در فرودگاهی حوالی بصره عراق با وعدهٔ پناهندگی به ربایندگان فرود آمد. سایر مسافران آزاد شدند. |

| تاریخ         | ۱۳۶۳/۰۶/۲۱        | بعد از پرواز هواپیما به مقصد شیراز چهار نفر قصد ربودن هواپیما را داشتند که مأموران امنیتی پرواز با آن‌ها درگیر و پس از مجروح کردن دو رباینده موفق به دستگیری آن‌ها شدند. هواپیما در فرودگاه اصفهان فرود آمد و ربایندگان تحویل مقامات امنیتی شدند. آن‌ها اعتراف کردند که از هواداران سازمان مجاهدین خلق هستند. |
| تاریخ         | ۱۲ سپتامبر ۱۹۸۴   | بعد از پرواز هواپیما به مقصد شیراز چهار نفر قصد ربودن هواپیما را داشتند که مأموران امنیتی پرواز با آن‌ها درگیر و پس از مجروح کردن دو رباینده موفق به دستگیری آن‌ها شدند. هواپیما در فرودگاه اصفهان فرود آمد و ربایندگان تحویل مقامات امنیتی شدند. آن‌ها اعتراف کردند که از هواداران سازمان مجاهدین خلق هستند. |
| نوع هواپیما   | Airbus A300B2-203 | بعد از پرواز هواپیما به مقصد شیراز چهار نفر قصد ربودن هواپیما را داشتند که مأموران امنیتی پرواز با آن‌ها درگیر و پس از مجروح کردن دو رباینده موفق به دستگیری آن‌ها شدند. هواپیما در فرودگاه اصفهان فرود آمد و ربایندگان تحویل مقامات امنیتی شدند. آن‌ها اعتراف کردند که از هواداران سازمان مجاهدین خلق هستند. |
| تعداد خدمه    |                   | بعد از پرواز هواپیما به مقصد شیراز چهار نفر قصد ربودن هواپیما را داشتند که مأموران امنیتی پرواز با آن‌ها درگیر و پس از مجروح کردن دو رباینده موفق به دستگیری آن‌ها شدند. هواپیما در فرودگاه اصفهان فرود آمد و ربایندگان تحویل مقامات امنیتی شدند. آن‌ها اعتراف کردند که از هواداران سازمان مجاهدین خلق هستند. |
| تعداد مسافران |                   | بعد از پرواز هواپیما به مقصد شیراز چهار نفر قصد ربودن هواپیما را داشتند که مأموران امنیتی پرواز با آن‌ها درگیر و پس از مجروح کردن دو رباینده موفق به دستگیری آن‌ها شدند. هواپیما در فرودگاه اصفهان فرود آمد و ربایندگان تحویل مقامات امنیتی شدند. آن‌ها اعتراف کردند که از هواداران سازمان مجاهدین خلق هستند. |
| فرودگاه مبدأ  | فرودگاه مهرآباد   | بعد از پرواز هواپیما به مقصد شیراز چهار نفر قصد ربودن هواپیما را داشتند که مأموران امنیتی پرواز با آن‌ها درگیر و پس از مجروح کردن دو رباینده موفق به دستگیری آن‌ها شدند. هواپیما در فرودگاه اصفهان فرود آمد و ربایندگان تحویل مقامات امنیتی شدند. آن‌ها اعتراف کردند که از هواداران سازمان مجاهدین خلق هستند. |
| فرودگاه مقصد  | فرودگاه شیراز     | بعد از پرواز هواپیما به مقصد شیراز چهار نفر قصد ربودن هواپیما را داشتند که مأموران امنیتی پرواز با آن‌ها درگیر و پس از مجروح کردن دو رباینده موفق به دستگیری آن‌ها شدند. هواپیما در فرودگاه اصفهان فرود آمد و ربایندگان تحویل مقامات امنیتی شدند. آن‌ها اعتراف کردند که از هواداران سازمان مجاهدین خلق هستند. |

| تاریخ         | ۱۳۶۴/۰۵/۱۴       | دو تبهکار بین‌المللی در یک تلاش نافرجام قصد ربودن یک فروند هواپیما، در یک پرواز داخلی از تهران به بندرعباس را داشتند که با درگیری مأموران امنیتی پرواز وابسته به سپاه پاسداران، یکی از آن‌ها کشته و دیگری دستگیر می‌شود. در نهایت هواپیما در فرودگاه بندرعباس به زمین نشست. |
| تاریخ         | ۵ اوت ۱۹۸۵       | دو تبهکار بین‌المللی در یک تلاش نافرجام قصد ربودن یک فروند هواپیما، در یک پرواز داخلی از تهران به بندرعباس را داشتند که با درگیری مأموران امنیتی پرواز وابسته به سپاه پاسداران، یکی از آن‌ها کشته و دیگری دستگیر می‌شود. در نهایت هواپیما در فرودگاه بندرعباس به زمین نشست. |
| نوع هواپیما   | Boeing 727       | دو تبهکار بین‌المللی در یک تلاش نافرجام قصد ربودن یک فروند هواپیما، در یک پرواز داخلی از تهران به بندرعباس را داشتند که با درگیری مأموران امنیتی پرواز وابسته به سپاه پاسداران، یکی از آن‌ها کشته و دیگری دستگیر می‌شود. در نهایت هواپیما در فرودگاه بندرعباس به زمین نشست. |
| تعداد خدمه    |                  | دو تبهکار بین‌المللی در یک تلاش نافرجام قصد ربودن یک فروند هواپیما، در یک پرواز داخلی از تهران به بندرعباس را داشتند که با درگیری مأموران امنیتی پرواز وابسته به سپاه پاسداران، یکی از آن‌ها کشته و دیگری دستگیر می‌شود. در نهایت هواپیما در فرودگاه بندرعباس به زمین نشست. |
| تعداد مسافران |                  | دو تبهکار بین‌المللی در یک تلاش نافرجام قصد ربودن یک فروند هواپیما، در یک پرواز داخلی از تهران به بندرعباس را داشتند که با درگیری مأموران امنیتی پرواز وابسته به سپاه پاسداران، یکی از آن‌ها کشته و دیگری دستگیر می‌شود. در نهایت هواپیما در فرودگاه بندرعباس به زمین نشست. |
| فرودگاه مبدأ  | فرودگاه مهرآباد  | دو تبهکار بین‌المللی در یک تلاش نافرجام قصد ربودن یک فروند هواپیما، در یک پرواز داخلی از تهران به بندرعباس را داشتند که با درگیری مأموران امنیتی پرواز وابسته به سپاه پاسداران، یکی از آن‌ها کشته و دیگری دستگیر می‌شود. در نهایت هواپیما در فرودگاه بندرعباس به زمین نشست. |
| فرودگاه مقصد  | فرودگاه بندرعباس | دو تبهکار بین‌المللی در یک تلاش نافرجام قصد ربودن یک فروند هواپیما، در یک پرواز داخلی از تهران به بندرعباس را داشتند که با درگیری مأموران امنیتی پرواز وابسته به سپاه پاسداران، یکی از آن‌ها کشته و دیگری دستگیر می‌شود. در نهایت هواپیما در فرودگاه بندرعباس به زمین نشست. |

| تاریخ         | ۱۳۶۴/۰۸/۱۱       | یک هواپیماربا به تنهایی در یک پرواز داخلی با تهدید به انفجار هواپیما، قصد ورود به کابین خلبان را داشت که توسط مأموران امنیتی پرواز وابسته به سپاه پاسداران، دستگیر و هواپیما طبق برنامه‌ریزی در فرودگاه مهرآباد به زمین نشست. خواسته رباینده نامشخص است ولی اعتقاد بر این است که تلاشی بود برای محکوم کردن تسخیر سفارت آمریکا در تهران در تاریخ ۱۳ آبان ۱۳۵۸ (برابر با ۴ نوامبر ۱۹۷۹) |
| تاریخ         | ۲ نوامبر ۱۹۸۵    | یک هواپیماربا به تنهایی در یک پرواز داخلی با تهدید به انفجار هواپیما، قصد ورود به کابین خلبان را داشت که توسط مأموران امنیتی پرواز وابسته به سپاه پاسداران، دستگیر و هواپیما طبق برنامه‌ریزی در فرودگاه مهرآباد به زمین نشست. خواسته رباینده نامشخص است ولی اعتقاد بر این است که تلاشی بود برای محکوم کردن تسخیر سفارت آمریکا در تهران در تاریخ ۱۳ آبان ۱۳۵۸ (برابر با ۴ نوامبر ۱۹۷۹) |
| نوع هواپیما   | Boeing 707-300   | یک هواپیماربا به تنهایی در یک پرواز داخلی با تهدید به انفجار هواپیما، قصد ورود به کابین خلبان را داشت که توسط مأموران امنیتی پرواز وابسته به سپاه پاسداران، دستگیر و هواپیما طبق برنامه‌ریزی در فرودگاه مهرآباد به زمین نشست. خواسته رباینده نامشخص است ولی اعتقاد بر این است که تلاشی بود برای محکوم کردن تسخیر سفارت آمریکا در تهران در تاریخ ۱۳ آبان ۱۳۵۸ (برابر با ۴ نوامبر ۱۹۷۹) |
| تعداد خدمه    |                  | یک هواپیماربا به تنهایی در یک پرواز داخلی با تهدید به انفجار هواپیما، قصد ورود به کابین خلبان را داشت که توسط مأموران امنیتی پرواز وابسته به سپاه پاسداران، دستگیر و هواپیما طبق برنامه‌ریزی در فرودگاه مهرآباد به زمین نشست. خواسته رباینده نامشخص است ولی اعتقاد بر این است که تلاشی بود برای محکوم کردن تسخیر سفارت آمریکا در تهران در تاریخ ۱۳ آبان ۱۳۵۸ (برابر با ۴ نوامبر ۱۹۷۹) |
| تعداد مسافران |                  | یک هواپیماربا به تنهایی در یک پرواز داخلی با تهدید به انفجار هواپیما، قصد ورود به کابین خلبان را داشت که توسط مأموران امنیتی پرواز وابسته به سپاه پاسداران، دستگیر و هواپیما طبق برنامه‌ریزی در فرودگاه مهرآباد به زمین نشست. خواسته رباینده نامشخص است ولی اعتقاد بر این است که تلاشی بود برای محکوم کردن تسخیر سفارت آمریکا در تهران در تاریخ ۱۳ آبان ۱۳۵۸ (برابر با ۴ نوامبر ۱۹۷۹) |
| فرودگاه مبدأ  | فرودگاه بندرعباس | یک هواپیماربا به تنهایی در یک پرواز داخلی با تهدید به انفجار هواپیما، قصد ورود به کابین خلبان را داشت که توسط مأموران امنیتی پرواز وابسته به سپاه پاسداران، دستگیر و هواپیما طبق برنامه‌ریزی در فرودگاه مهرآباد به زمین نشست. خواسته رباینده نامشخص است ولی اعتقاد بر این است که تلاشی بود برای محکوم کردن تسخیر سفارت آمریکا در تهران در تاریخ ۱۳ آبان ۱۳۵۸ (برابر با ۴ نوامبر ۱۹۷۹) |
| فرودگاه مقصد  | فرودگاه مهرآباد  | یک هواپیماربا به تنهایی در یک پرواز داخلی با تهدید به انفجار هواپیما، قصد ورود به کابین خلبان را داشت که توسط مأموران امنیتی پرواز وابسته به سپاه پاسداران، دستگیر و هواپیما طبق برنامه‌ریزی در فرودگاه مهرآباد به زمین نشست. خواسته رباینده نامشخص است ولی اعتقاد بر این است که تلاشی بود برای محکوم کردن تسخیر سفارت آمریکا در تهران در تاریخ ۱۳ آبان ۱۳۵۸ (برابر با ۴ نوامبر ۱۹۷۹) |

| تاریخ         | ۱۳۶۴/۱۰/۰۲         | در جریان یک پرواز داخلی از فرودگاه جزیره سیری به فرودگاه شیراز تعداد افراد نامشخصی، قصد ربودن هواپیما را داشتن که مأموران امنیت پرواز یک نفر از ربایندگان را کشته و مانع از اجرای برنامهٔ آن‌ها می‌شوند. تلفاتی از مسافران یا خدمه گزارش نشد و هواپیما در تهران - فرودگاه مهرآباد به زمین نشست |
| تاریخ         | ۲۳ دسامبر ۱۹۸۵     | در جریان یک پرواز داخلی از فرودگاه جزیره سیری به فرودگاه شیراز تعداد افراد نامشخصی، قصد ربودن هواپیما را داشتن که مأموران امنیت پرواز یک نفر از ربایندگان را کشته و مانع از اجرای برنامهٔ آن‌ها می‌شوند. تلفاتی از مسافران یا خدمه گزارش نشد و هواپیما در تهران - فرودگاه مهرآباد به زمین نشست |
| نوع هواپیما   |                    | در جریان یک پرواز داخلی از فرودگاه جزیره سیری به فرودگاه شیراز تعداد افراد نامشخصی، قصد ربودن هواپیما را داشتن که مأموران امنیت پرواز یک نفر از ربایندگان را کشته و مانع از اجرای برنامهٔ آن‌ها می‌شوند. تلفاتی از مسافران یا خدمه گزارش نشد و هواپیما در تهران - فرودگاه مهرآباد به زمین نشست |
| تعداد خدمه    |                    | در جریان یک پرواز داخلی از فرودگاه جزیره سیری به فرودگاه شیراز تعداد افراد نامشخصی، قصد ربودن هواپیما را داشتن که مأموران امنیت پرواز یک نفر از ربایندگان را کشته و مانع از اجرای برنامهٔ آن‌ها می‌شوند. تلفاتی از مسافران یا خدمه گزارش نشد و هواپیما در تهران - فرودگاه مهرآباد به زمین نشست |
| تعداد مسافران |                    | در جریان یک پرواز داخلی از فرودگاه جزیره سیری به فرودگاه شیراز تعداد افراد نامشخصی، قصد ربودن هواپیما را داشتن که مأموران امنیت پرواز یک نفر از ربایندگان را کشته و مانع از اجرای برنامهٔ آن‌ها می‌شوند. تلفاتی از مسافران یا خدمه گزارش نشد و هواپیما در تهران - فرودگاه مهرآباد به زمین نشست |
| فرودگاه مبدأ  | فرودگاه جزیره سیری | در جریان یک پرواز داخلی از فرودگاه جزیره سیری به فرودگاه شیراز تعداد افراد نامشخصی، قصد ربودن هواپیما را داشتن که مأموران امنیت پرواز یک نفر از ربایندگان را کشته و مانع از اجرای برنامهٔ آن‌ها می‌شوند. تلفاتی از مسافران یا خدمه گزارش نشد و هواپیما در تهران - فرودگاه مهرآباد به زمین نشست |
| فرودگاه مقصد  | فرودگاه شیراز      | در جریان یک پرواز داخلی از فرودگاه جزیره سیری به فرودگاه شیراز تعداد افراد نامشخصی، قصد ربودن هواپیما را داشتن که مأموران امنیت پرواز یک نفر از ربایندگان را کشته و مانع از اجرای برنامهٔ آن‌ها می‌شوند. تلفاتی از مسافران یا خدمه گزارش نشد و هواپیما در تهران - فرودگاه مهرآباد به زمین نشست |

| تاریخ         | ۱۳۶۵/۰۸/۱۹        | هواپیمای ایرباس A300 در یک پرواز داخلی از تهران به تبریز می‌رفت که یک مرد و زن مسلح اقدام به هواپیماربایی کردند اما در درگیری با مأموران امنیت پرواز در اجرای برنامهٔ خود ناکام ماندند. هواپیما طبق برنامه‌ریزی به فرودگاه تبریز رفت. ضمناً تلفاتی نیز گزارش نشد. |
| تاریخ         | ۱۰ نوامبر ۱۹۸۶    | هواپیمای ایرباس A300 در یک پرواز داخلی از تهران به تبریز می‌رفت که یک مرد و زن مسلح اقدام به هواپیماربایی کردند اما در درگیری با مأموران امنیت پرواز در اجرای برنامهٔ خود ناکام ماندند. هواپیما طبق برنامه‌ریزی به فرودگاه تبریز رفت. ضمناً تلفاتی نیز گزارش نشد. |
| نوع هواپیما   | Airbus A300B2-203 | هواپیمای ایرباس A300 در یک پرواز داخلی از تهران به تبریز می‌رفت که یک مرد و زن مسلح اقدام به هواپیماربایی کردند اما در درگیری با مأموران امنیت پرواز در اجرای برنامهٔ خود ناکام ماندند. هواپیما طبق برنامه‌ریزی به فرودگاه تبریز رفت. ضمناً تلفاتی نیز گزارش نشد. |
| تعداد خدمه    |                   | هواپیمای ایرباس A300 در یک پرواز داخلی از تهران به تبریز می‌رفت که یک مرد و زن مسلح اقدام به هواپیماربایی کردند اما در درگیری با مأموران امنیت پرواز در اجرای برنامهٔ خود ناکام ماندند. هواپیما طبق برنامه‌ریزی به فرودگاه تبریز رفت. ضمناً تلفاتی نیز گزارش نشد. |
| تعداد مسافران |                   | هواپیمای ایرباس A300 در یک پرواز داخلی از تهران به تبریز می‌رفت که یک مرد و زن مسلح اقدام به هواپیماربایی کردند اما در درگیری با مأموران امنیت پرواز در اجرای برنامهٔ خود ناکام ماندند. هواپیما طبق برنامه‌ریزی به فرودگاه تبریز رفت. ضمناً تلفاتی نیز گزارش نشد. |
| فرودگاه مبدأ  | فرودگاه مهرآباد   | هواپیمای ایرباس A300 در یک پرواز داخلی از تهران به تبریز می‌رفت که یک مرد و زن مسلح اقدام به هواپیماربایی کردند اما در درگیری با مأموران امنیت پرواز در اجرای برنامهٔ خود ناکام ماندند. هواپیما طبق برنامه‌ریزی به فرودگاه تبریز رفت. ضمناً تلفاتی نیز گزارش نشد. |
| فرودگاه مقصد  | فرودگاه تبریز     | هواپیمای ایرباس A300 در یک پرواز داخلی از تهران به تبریز می‌رفت که یک مرد و زن مسلح اقدام به هواپیماربایی کردند اما در درگیری با مأموران امنیت پرواز در اجرای برنامهٔ خود ناکام ماندند. هواپیما طبق برنامه‌ریزی به فرودگاه تبریز رفت. ضمناً تلفاتی نیز گزارش نشد. |

| تاریخ         | ۱۳۶۶/۰۲/۱۵      | یک مسافر مرد به تنهایی قصد ربودن هواپیمای در مسیر فرودگاه شیراز به سمت تهران - فرودگاه مهرآباد را داشت که درگیری مأموران امنیت پرواز کار او را نیمه تمام گذاشت. |
| تاریخ         | ۵ مه ۱۹۸۷       | یک مسافر مرد به تنهایی قصد ربودن هواپیمای در مسیر فرودگاه شیراز به سمت تهران - فرودگاه مهرآباد را داشت که درگیری مأموران امنیت پرواز کار او را نیمه تمام گذاشت. |
| نوع هواپیما   |                 | یک مسافر مرد به تنهایی قصد ربودن هواپیمای در مسیر فرودگاه شیراز به سمت تهران - فرودگاه مهرآباد را داشت که درگیری مأموران امنیت پرواز کار او را نیمه تمام گذاشت. |
| تعداد خدمه    |                 | یک مسافر مرد به تنهایی قصد ربودن هواپیمای در مسیر فرودگاه شیراز به سمت تهران - فرودگاه مهرآباد را داشت که درگیری مأموران امنیت پرواز کار او را نیمه تمام گذاشت. |
| تعداد مسافران |                 | یک مسافر مرد به تنهایی قصد ربودن هواپیمای در مسیر فرودگاه شیراز به سمت تهران - فرودگاه مهرآباد را داشت که درگیری مأموران امنیت پرواز کار او را نیمه تمام گذاشت. |
| فرودگاه مبدأ  | فرودگاه شیراز   | یک مسافر مرد به تنهایی قصد ربودن هواپیمای در مسیر فرودگاه شیراز به سمت تهران - فرودگاه مهرآباد را داشت که درگیری مأموران امنیت پرواز کار او را نیمه تمام گذاشت. |
| فرودگاه مقصد  | فرودگاه مهرآباد | یک مسافر مرد به تنهایی قصد ربودن هواپیمای در مسیر فرودگاه شیراز به سمت تهران - فرودگاه مهرآباد را داشت که درگیری مأموران امنیت پرواز کار او را نیمه تمام گذاشت. |

| تاریخ         | ۱۳۶۶/۱۰/۰۴      | چند نفر از اعضای سازمان مجاهدین خلق ایران قصد بدست آوردن کنترل هواپیمایی را داشتند که در یک پرواز داخلی از فرودگاه مهرآباد به سمت فرودگاه مشهد می‌رفت. مأموران امنیتی پرواز وابسته به سپاه پاسداران، ربایندگان را که مسلح به نارنجک دستی بودند دستگیر و هواپیما مسیر خود را به سمت مشهد ادامه می‌دهد. |
| تاریخ         | ۲۵ دسامبر ۱۹۸۷  | چند نفر از اعضای سازمان مجاهدین خلق ایران قصد بدست آوردن کنترل هواپیمایی را داشتند که در یک پرواز داخلی از فرودگاه مهرآباد به سمت فرودگاه مشهد می‌رفت. مأموران امنیتی پرواز وابسته به سپاه پاسداران، ربایندگان را که مسلح به نارنجک دستی بودند دستگیر و هواپیما مسیر خود را به سمت مشهد ادامه می‌دهد. |
| نوع هواپیما   |                 | چند نفر از اعضای سازمان مجاهدین خلق ایران قصد بدست آوردن کنترل هواپیمایی را داشتند که در یک پرواز داخلی از فرودگاه مهرآباد به سمت فرودگاه مشهد می‌رفت. مأموران امنیتی پرواز وابسته به سپاه پاسداران، ربایندگان را که مسلح به نارنجک دستی بودند دستگیر و هواپیما مسیر خود را به سمت مشهد ادامه می‌دهد. |
| تعداد خدمه    |                 | چند نفر از اعضای سازمان مجاهدین خلق ایران قصد بدست آوردن کنترل هواپیمایی را داشتند که در یک پرواز داخلی از فرودگاه مهرآباد به سمت فرودگاه مشهد می‌رفت. مأموران امنیتی پرواز وابسته به سپاه پاسداران، ربایندگان را که مسلح به نارنجک دستی بودند دستگیر و هواپیما مسیر خود را به سمت مشهد ادامه می‌دهد. |
| تعداد مسافران |                 | چند نفر از اعضای سازمان مجاهدین خلق ایران قصد بدست آوردن کنترل هواپیمایی را داشتند که در یک پرواز داخلی از فرودگاه مهرآباد به سمت فرودگاه مشهد می‌رفت. مأموران امنیتی پرواز وابسته به سپاه پاسداران، ربایندگان را که مسلح به نارنجک دستی بودند دستگیر و هواپیما مسیر خود را به سمت مشهد ادامه می‌دهد. |
| فرودگاه مبدأ  | فرودگاه مهرآباد | چند نفر از اعضای سازمان مجاهدین خلق ایران قصد بدست آوردن کنترل هواپیمایی را داشتند که در یک پرواز داخلی از فرودگاه مهرآباد به سمت فرودگاه مشهد می‌رفت. مأموران امنیتی پرواز وابسته به سپاه پاسداران، ربایندگان را که مسلح به نارنجک دستی بودند دستگیر و هواپیما مسیر خود را به سمت مشهد ادامه می‌دهد. |
| فرودگاه مقصد  | فرودگاه مشهد    | چند نفر از اعضای سازمان مجاهدین خلق ایران قصد بدست آوردن کنترل هواپیمایی را داشتند که در یک پرواز داخلی از فرودگاه مهرآباد به سمت فرودگاه مشهد می‌رفت. مأموران امنیتی پرواز وابسته به سپاه پاسداران، ربایندگان را که مسلح به نارنجک دستی بودند دستگیر و هواپیما مسیر خود را به سمت مشهد ادامه می‌دهد. |

| تاریخ         | ۱۳۶۶/۱۰/۱۵      | هواپیما آماده پرواز از فروردگاه مهرآباد تهران به سمت فرودگاه مشهد بود که چند نفر از مخالفین جمهوری اسلامی ایران با استفاده از نارنجک قصد ربودن هواپیما را داشتند که در درگیری مأموران حفاظتی پرواز انفجار رخ داده و چند تن از مسافران زخمی شدند. |
| تاریخ         | ۵ ژانویه ۱۹۸۸   | هواپیما آماده پرواز از فروردگاه مهرآباد تهران به سمت فرودگاه مشهد بود که چند نفر از مخالفین جمهوری اسلامی ایران با استفاده از نارنجک قصد ربودن هواپیما را داشتند که در درگیری مأموران حفاظتی پرواز انفجار رخ داده و چند تن از مسافران زخمی شدند. |
| نوع هواپیما   |                 | هواپیما آماده پرواز از فروردگاه مهرآباد تهران به سمت فرودگاه مشهد بود که چند نفر از مخالفین جمهوری اسلامی ایران با استفاده از نارنجک قصد ربودن هواپیما را داشتند که در درگیری مأموران حفاظتی پرواز انفجار رخ داده و چند تن از مسافران زخمی شدند. |
| تعداد خدمه    |                 | هواپیما آماده پرواز از فروردگاه مهرآباد تهران به سمت فرودگاه مشهد بود که چند نفر از مخالفین جمهوری اسلامی ایران با استفاده از نارنجک قصد ربودن هواپیما را داشتند که در درگیری مأموران حفاظتی پرواز انفجار رخ داده و چند تن از مسافران زخمی شدند. |
| تعداد مسافران |                 | هواپیما آماده پرواز از فروردگاه مهرآباد تهران به سمت فرودگاه مشهد بود که چند نفر از مخالفین جمهوری اسلامی ایران با استفاده از نارنجک قصد ربودن هواپیما را داشتند که در درگیری مأموران حفاظتی پرواز انفجار رخ داده و چند تن از مسافران زخمی شدند. |
| فرودگاه مبدأ  | فرودگاه مهرآباد | هواپیما آماده پرواز از فروردگاه مهرآباد تهران به سمت فرودگاه مشهد بود که چند نفر از مخالفین جمهوری اسلامی ایران با استفاده از نارنجک قصد ربودن هواپیما را داشتند که در درگیری مأموران حفاظتی پرواز انفجار رخ داده و چند تن از مسافران زخمی شدند. |
| فرودگاه مقصد  | فرودگاه مشهد    | هواپیما آماده پرواز از فروردگاه مهرآباد تهران به سمت فرودگاه مشهد بود که چند نفر از مخالفین جمهوری اسلامی ایران با استفاده از نارنجک قصد ربودن هواپیما را داشتند که در درگیری مأموران حفاظتی پرواز انفجار رخ داده و چند تن از مسافران زخمی شدند. |

| تاریخ            | ۱۳۶۷/۰۷/۳۰        | مقصد اول پرواز ایران ایر IR723، فرودگاه بین‌المللی وین - اتریش بود که در ساعت ۷:۱۰ UTC، حدود نیم ساعت پیش از رسیدن به وین توسط دو مسافر مسلح به چاقو و تفنگ دستی ربوده شد. خلبان به مراقبت پرواز وین گزارش می‌دهد که به‌علت بدی آب و هوا (تأیید نشده) امکان فرود در وین و فرانکفورت وجود ندارد و هواپیما را به سمت لندن هدایت می‌کند. در نهایت مأموران امنیتی پرواز کنترل هواپیما را بدست می‌گیرند و هواپیما در فرودگاه هیترو لندن به زمین می‌نشیند. |
| تاریخ            | ۲۲ اکتبر ۱۹۸۸     | مقصد اول پرواز ایران ایر IR723، فرودگاه بین‌المللی وین - اتریش بود که در ساعت ۷:۱۰ UTC، حدود نیم ساعت پیش از رسیدن به وین توسط دو مسافر مسلح به چاقو و تفنگ دستی ربوده شد. خلبان به مراقبت پرواز وین گزارش می‌دهد که به‌علت بدی آب و هوا (تأیید نشده) امکان فرود در وین و فرانکفورت وجود ندارد و هواپیما را به سمت لندن هدایت می‌کند. در نهایت مأموران امنیتی پرواز کنترل هواپیما را بدست می‌گیرند و هواپیما در فرودگاه هیترو لندن به زمین می‌نشیند. |
| نوع هواپیما      | Boeing 747        | مقصد اول پرواز ایران ایر IR723، فرودگاه بین‌المللی وین - اتریش بود که در ساعت ۷:۱۰ UTC، حدود نیم ساعت پیش از رسیدن به وین توسط دو مسافر مسلح به چاقو و تفنگ دستی ربوده شد. خلبان به مراقبت پرواز وین گزارش می‌دهد که به‌علت بدی آب و هوا (تأیید نشده) امکان فرود در وین و فرانکفورت وجود ندارد و هواپیما را به سمت لندن هدایت می‌کند. در نهایت مأموران امنیتی پرواز کنترل هواپیما را بدست می‌گیرند و هواپیما در فرودگاه هیترو لندن به زمین می‌نشیند. |
| تعداد خدمه       |                   | مقصد اول پرواز ایران ایر IR723، فرودگاه بین‌المللی وین - اتریش بود که در ساعت ۷:۱۰ UTC، حدود نیم ساعت پیش از رسیدن به وین توسط دو مسافر مسلح به چاقو و تفنگ دستی ربوده شد. خلبان به مراقبت پرواز وین گزارش می‌دهد که به‌علت بدی آب و هوا (تأیید نشده) امکان فرود در وین و فرانکفورت وجود ندارد و هواپیما را به سمت لندن هدایت می‌کند. در نهایت مأموران امنیتی پرواز کنترل هواپیما را بدست می‌گیرند و هواپیما در فرودگاه هیترو لندن به زمین می‌نشیند. |
| تعداد مسافران    |                   | مقصد اول پرواز ایران ایر IR723، فرودگاه بین‌المللی وین - اتریش بود که در ساعت ۷:۱۰ UTC، حدود نیم ساعت پیش از رسیدن به وین توسط دو مسافر مسلح به چاقو و تفنگ دستی ربوده شد. خلبان به مراقبت پرواز وین گزارش می‌دهد که به‌علت بدی آب و هوا (تأیید نشده) امکان فرود در وین و فرانکفورت وجود ندارد و هواپیما را به سمت لندن هدایت می‌کند. در نهایت مأموران امنیتی پرواز کنترل هواپیما را بدست می‌گیرند و هواپیما در فرودگاه هیترو لندن به زمین می‌نشیند. |
| فرودگاه مبدأ     | فرودگاه مهرآباد   | مقصد اول پرواز ایران ایر IR723، فرودگاه بین‌المللی وین - اتریش بود که در ساعت ۷:۱۰ UTC، حدود نیم ساعت پیش از رسیدن به وین توسط دو مسافر مسلح به چاقو و تفنگ دستی ربوده شد. خلبان به مراقبت پرواز وین گزارش می‌دهد که به‌علت بدی آب و هوا (تأیید نشده) امکان فرود در وین و فرانکفورت وجود ندارد و هواپیما را به سمت لندن هدایت می‌کند. در نهایت مأموران امنیتی پرواز کنترل هواپیما را بدست می‌گیرند و هواپیما در فرودگاه هیترو لندن به زمین می‌نشیند. |
| فرودگاه مقصد     | فرودگاه وین       | مقصد اول پرواز ایران ایر IR723، فرودگاه بین‌المللی وین - اتریش بود که در ساعت ۷:۱۰ UTC، حدود نیم ساعت پیش از رسیدن به وین توسط دو مسافر مسلح به چاقو و تفنگ دستی ربوده شد. خلبان به مراقبت پرواز وین گزارش می‌دهد که به‌علت بدی آب و هوا (تأیید نشده) امکان فرود در وین و فرانکفورت وجود ندارد و هواپیما را به سمت لندن هدایت می‌کند. در نهایت مأموران امنیتی پرواز کنترل هواپیما را بدست می‌گیرند و هواپیما در فرودگاه هیترو لندن به زمین می‌نشیند. |
| فرودگاه مقصد دوم | فرودگاه فرانکفورت | مقصد اول پرواز ایران ایر IR723، فرودگاه بین‌المللی وین - اتریش بود که در ساعت ۷:۱۰ UTC، حدود نیم ساعت پیش از رسیدن به وین توسط دو مسافر مسلح به چاقو و تفنگ دستی ربوده شد. خلبان به مراقبت پرواز وین گزارش می‌دهد که به‌علت بدی آب و هوا (تأیید نشده) امکان فرود در وین و فرانکفورت وجود ندارد و هواپیما را به سمت لندن هدایت می‌کند. در نهایت مأموران امنیتی پرواز کنترل هواپیما را بدست می‌گیرند و هواپیما در فرودگاه هیترو لندن به زمین می‌نشیند. |

| تاریخ         | ۱۳۶۸/۱۱/۰۶       | یک فروند هواپیمای بوئینگ ۷۲۷ ایران ایر در حال پرواز به سمت فرودگاه بندرعباس بود که چهار مسافر با اسلحه دستی و نارنجک دستی اقدام به هواپیماربایی و خواستار فرود هواپیما در عراق یا اسرائیل شدند. با کشته شدن ربایندگان توسط مأموران امنیتی پرواز، ماجرا به پایان رسید. هیچ مسافری دیگری کشته نشد و هواپیما به شیراز بازگشت. |
| تاریخ         | ۲۶ ژانویه ۱۹۹۰   | یک فروند هواپیمای بوئینگ ۷۲۷ ایران ایر در حال پرواز به سمت فرودگاه بندرعباس بود که چهار مسافر با اسلحه دستی و نارنجک دستی اقدام به هواپیماربایی و خواستار فرود هواپیما در عراق یا اسرائیل شدند. با کشته شدن ربایندگان توسط مأموران امنیتی پرواز، ماجرا به پایان رسید. هیچ مسافری دیگری کشته نشد و هواپیما به شیراز بازگشت. |
| نوع هواپیما   | Boeing 727       | یک فروند هواپیمای بوئینگ ۷۲۷ ایران ایر در حال پرواز به سمت فرودگاه بندرعباس بود که چهار مسافر با اسلحه دستی و نارنجک دستی اقدام به هواپیماربایی و خواستار فرود هواپیما در عراق یا اسرائیل شدند. با کشته شدن ربایندگان توسط مأموران امنیتی پرواز، ماجرا به پایان رسید. هیچ مسافری دیگری کشته نشد و هواپیما به شیراز بازگشت. |
| تعداد خدمه    |                  | یک فروند هواپیمای بوئینگ ۷۲۷ ایران ایر در حال پرواز به سمت فرودگاه بندرعباس بود که چهار مسافر با اسلحه دستی و نارنجک دستی اقدام به هواپیماربایی و خواستار فرود هواپیما در عراق یا اسرائیل شدند. با کشته شدن ربایندگان توسط مأموران امنیتی پرواز، ماجرا به پایان رسید. هیچ مسافری دیگری کشته نشد و هواپیما به شیراز بازگشت. |
| تعداد مسافران |                  | یک فروند هواپیمای بوئینگ ۷۲۷ ایران ایر در حال پرواز به سمت فرودگاه بندرعباس بود که چهار مسافر با اسلحه دستی و نارنجک دستی اقدام به هواپیماربایی و خواستار فرود هواپیما در عراق یا اسرائیل شدند. با کشته شدن ربایندگان توسط مأموران امنیتی پرواز، ماجرا به پایان رسید. هیچ مسافری دیگری کشته نشد و هواپیما به شیراز بازگشت. |
| فرودگاه مبدأ  | فرودگاه شیراز    | یک فروند هواپیمای بوئینگ ۷۲۷ ایران ایر در حال پرواز به سمت فرودگاه بندرعباس بود که چهار مسافر با اسلحه دستی و نارنجک دستی اقدام به هواپیماربایی و خواستار فرود هواپیما در عراق یا اسرائیل شدند. با کشته شدن ربایندگان توسط مأموران امنیتی پرواز، ماجرا به پایان رسید. هیچ مسافری دیگری کشته نشد و هواپیما به شیراز بازگشت. |
| فرودگاه مقصد  | فرودگاه بندرعباس | یک فروند هواپیمای بوئینگ ۷۲۷ ایران ایر در حال پرواز به سمت فرودگاه بندرعباس بود که چهار مسافر با اسلحه دستی و نارنجک دستی اقدام به هواپیماربایی و خواستار فرود هواپیما در عراق یا اسرائیل شدند. با کشته شدن ربایندگان توسط مأموران امنیتی پرواز، ماجرا به پایان رسید. هیچ مسافری دیگری کشته نشد و هواپیما به شیراز بازگشت. |

| تاریخ                | ۱۳۷۶/۰۹/۰۸ّّ                 | هواپیمای متعلق به شرکت ملی نفت ایران با ۳۸ خدمه و مسافر از گچساران به سمت اهواز ربوده شد. هواپیما پروازهای منظمی در طول هفته برای انتقال بیماران به اهواز داشت و به‌علت داشتن صندلی خالی، چند مسافر شرکت ملی نفت ایران نیز مسافر این هواپیما بودند. رباینده به همراه همسر و پنج فرزند خود در هواپیما بود و با اسلحه‌ای جاسازی شده در قنداق نوزاد (به‌علت نداشتن امنیت پرواز در فرودگاه شرکت ملی نفت) اقدام به هواپیماربایی کرد. ابتدا هواپیما به سمت کویت هدایت شد اما اجازه فرود نگرفت و درحالی که سوختش به اتمام رسیده بود در فرودگاه بصره با موتور خاموش به زمین نشست و در این حین ارابه فرود آسیب دید. گزارش‌های متناقضی در مورد هویت تبهکاران وجود دارد. یک گزارش رباینده و همسر و فرزندانش را پناهنده سیاسی اعلام کرد که برادرش توسط دولت ایران اعدام شده بود. بر اساس گزارش دیگری، یک تماس ناشناس به خبرگزاری ایران اعلام کرد که هواپیماربایی توسط سازمان مجاهدین خلق انجام شد اما پذیرش مسئولیت این کار توسط یک سخنگوی مجاهدین خلق در پاریس رد شد. با توجه به شکسته شدن ارابه فرود، هواپیما در عراق ماند. |
| تاریخ                | ۲۸ نوامبر ۱۹۹۳             | هواپیمای متعلق به شرکت ملی نفت ایران با ۳۸ خدمه و مسافر از گچساران به سمت اهواز ربوده شد. هواپیما پروازهای منظمی در طول هفته برای انتقال بیماران به اهواز داشت و به‌علت داشتن صندلی خالی، چند مسافر شرکت ملی نفت ایران نیز مسافر این هواپیما بودند. رباینده به همراه همسر و پنج فرزند خود در هواپیما بود و با اسلحه‌ای جاسازی شده در قنداق نوزاد (به‌علت نداشتن امنیت پرواز در فرودگاه شرکت ملی نفت) اقدام به هواپیماربایی کرد. ابتدا هواپیما به سمت کویت هدایت شد اما اجازه فرود نگرفت و درحالی که سوختش به اتمام رسیده بود در فرودگاه بصره با موتور خاموش به زمین نشست و در این حین ارابه فرود آسیب دید. گزارش‌های متناقضی در مورد هویت تبهکاران وجود دارد. یک گزارش رباینده و همسر و فرزندانش را پناهنده سیاسی اعلام کرد که برادرش توسط دولت ایران اعدام شده بود. بر اساس گزارش دیگری، یک تماس ناشناس به خبرگزاری ایران اعلام کرد که هواپیماربایی توسط سازمان مجاهدین خلق انجام شد اما پذیرش مسئولیت این کار توسط یک سخنگوی مجاهدین خلق در پاریس رد شد. با توجه به شکسته شدن ارابه فرود، هواپیما در عراق ماند. |
| نوع هواپیما          | Fokker F-27 Friendship 300 | هواپیمای متعلق به شرکت ملی نفت ایران با ۳۸ خدمه و مسافر از گچساران به سمت اهواز ربوده شد. هواپیما پروازهای منظمی در طول هفته برای انتقال بیماران به اهواز داشت و به‌علت داشتن صندلی خالی، چند مسافر شرکت ملی نفت ایران نیز مسافر این هواپیما بودند. رباینده به همراه همسر و پنج فرزند خود در هواپیما بود و با اسلحه‌ای جاسازی شده در قنداق نوزاد (به‌علت نداشتن امنیت پرواز در فرودگاه شرکت ملی نفت) اقدام به هواپیماربایی کرد. ابتدا هواپیما به سمت کویت هدایت شد اما اجازه فرود نگرفت و درحالی که سوختش به اتمام رسیده بود در فرودگاه بصره با موتور خاموش به زمین نشست و در این حین ارابه فرود آسیب دید. گزارش‌های متناقضی در مورد هویت تبهکاران وجود دارد. یک گزارش رباینده و همسر و فرزندانش را پناهنده سیاسی اعلام کرد که برادرش توسط دولت ایران اعدام شده بود. بر اساس گزارش دیگری، یک تماس ناشناس به خبرگزاری ایران اعلام کرد که هواپیماربایی توسط سازمان مجاهدین خلق انجام شد اما پذیرش مسئولیت این کار توسط یک سخنگوی مجاهدین خلق در پاریس رد شد. با توجه به شکسته شدن ارابه فرود، هواپیما در عراق ماند. |
| تعداد خدمه و مسافران | ۳۸                         | هواپیمای متعلق به شرکت ملی نفت ایران با ۳۸ خدمه و مسافر از گچساران به سمت اهواز ربوده شد. هواپیما پروازهای منظمی در طول هفته برای انتقال بیماران به اهواز داشت و به‌علت داشتن صندلی خالی، چند مسافر شرکت ملی نفت ایران نیز مسافر این هواپیما بودند. رباینده به همراه همسر و پنج فرزند خود در هواپیما بود و با اسلحه‌ای جاسازی شده در قنداق نوزاد (به‌علت نداشتن امنیت پرواز در فرودگاه شرکت ملی نفت) اقدام به هواپیماربایی کرد. ابتدا هواپیما به سمت کویت هدایت شد اما اجازه فرود نگرفت و درحالی که سوختش به اتمام رسیده بود در فرودگاه بصره با موتور خاموش به زمین نشست و در این حین ارابه فرود آسیب دید. گزارش‌های متناقضی در مورد هویت تبهکاران وجود دارد. یک گزارش رباینده و همسر و فرزندانش را پناهنده سیاسی اعلام کرد که برادرش توسط دولت ایران اعدام شده بود. بر اساس گزارش دیگری، یک تماس ناشناس به خبرگزاری ایران اعلام کرد که هواپیماربایی توسط سازمان مجاهدین خلق انجام شد اما پذیرش مسئولیت این کار توسط یک سخنگوی مجاهدین خلق در پاریس رد شد. با توجه به شکسته شدن ارابه فرود، هواپیما در عراق ماند. |
| فرودگاه مبدأ         | فرودگاه گچساران            | هواپیمای متعلق به شرکت ملی نفت ایران با ۳۸ خدمه و مسافر از گچساران به سمت اهواز ربوده شد. هواپیما پروازهای منظمی در طول هفته برای انتقال بیماران به اهواز داشت و به‌علت داشتن صندلی خالی، چند مسافر شرکت ملی نفت ایران نیز مسافر این هواپیما بودند. رباینده به همراه همسر و پنج فرزند خود در هواپیما بود و با اسلحه‌ای جاسازی شده در قنداق نوزاد (به‌علت نداشتن امنیت پرواز در فرودگاه شرکت ملی نفت) اقدام به هواپیماربایی کرد. ابتدا هواپیما به سمت کویت هدایت شد اما اجازه فرود نگرفت و درحالی که سوختش به اتمام رسیده بود در فرودگاه بصره با موتور خاموش به زمین نشست و در این حین ارابه فرود آسیب دید. گزارش‌های متناقضی در مورد هویت تبهکاران وجود دارد. یک گزارش رباینده و همسر و فرزندانش را پناهنده سیاسی اعلام کرد که برادرش توسط دولت ایران اعدام شده بود. بر اساس گزارش دیگری، یک تماس ناشناس به خبرگزاری ایران اعلام کرد که هواپیماربایی توسط سازمان مجاهدین خلق انجام شد اما پذیرش مسئولیت این کار توسط یک سخنگوی مجاهدین خلق در پاریس رد شد. با توجه به شکسته شدن ارابه فرود، هواپیما در عراق ماند. |
| فرودگاه مقصد         | فرودگاه اهواز              | هواپیمای متعلق به شرکت ملی نفت ایران با ۳۸ خدمه و مسافر از گچساران به سمت اهواز ربوده شد. هواپیما پروازهای منظمی در طول هفته برای انتقال بیماران به اهواز داشت و به‌علت داشتن صندلی خالی، چند مسافر شرکت ملی نفت ایران نیز مسافر این هواپیما بودند. رباینده به همراه همسر و پنج فرزند خود در هواپیما بود و با اسلحه‌ای جاسازی شده در قنداق نوزاد (به‌علت نداشتن امنیت پرواز در فرودگاه شرکت ملی نفت) اقدام به هواپیماربایی کرد. ابتدا هواپیما به سمت کویت هدایت شد اما اجازه فرود نگرفت و درحالی که سوختش به اتمام رسیده بود در فرودگاه بصره با موتور خاموش به زمین نشست و در این حین ارابه فرود آسیب دید. گزارش‌های متناقضی در مورد هویت تبهکاران وجود دارد. یک گزارش رباینده و همسر و فرزندانش را پناهنده سیاسی اعلام کرد که برادرش توسط دولت ایران اعدام شده بود. بر اساس گزارش دیگری، یک تماس ناشناس به خبرگزاری ایران اعلام کرد که هواپیماربایی توسط سازمان مجاهدین خلق انجام شد اما پذیرش مسئولیت این کار توسط یک سخنگوی مجاهدین خلق در پاریس رد شد. با توجه به شکسته شدن ارابه فرود، هواپیما در عراق ماند. |

| تاریخ         | ۱۳۷۴/۰۶/۲۸      | پرواز ۷۰۷ کیش ایر در مسیر توسط مهماندار ۳۶ ساله اش بنام رضا جباری ربوده شد. هواپیماربا قصد بردن هواپیما به اروپا را داشت، اما سوخت کافی نبود. رباینده درخواست نشستن هواپیما در فرودگاه ظهران در عربستان سعودی را کرد اما این درخواست از سوی عربستان رد شد. سپس درخواست فرود در اردن را کرد، اما اردن نیز اجازه فرود نداد. سرانجام هواپیماربا تصمیم گرفت تا هواپیما را در فرودگاه بن گوریون در تل‌آویو بنشاند اما دولت اسرائیل به دلیل احتمال وجود بمب در هواپیما اجازه فرود در پایتخت را نداد و با همراهی یک جنگنده اسرائیلی به سمت یک پایگاه هوایی اسرائیل در نزدیکی ایلات، هدایت و سپس نشانده شد. رباینده پس از پیاده شدن، محاصره شد و بدون درگیری تسلیم شد. نمایندگان پارلمان اسرائیل، دولت را تحت فشار گذاشتند تا هواپیما و مسافران آن را در اسرائیل نگه‌دارد و در ازای آن‌ها از ایران دربارهٔ رون آراد، (کمک‌خلبان مفقودالاثر ارتش اسرائیل که ۹ سال پیش از حادثه توسط نیروهای چریکی ایران در لبنان هواپیمایش سرنگون شد) اطلاعات دریافت کند. اسرائیل رباینده را به ایران پس نداد و او را به خاطر ۴ اتهام: دزدی هوایی، هواپیماربایی، حمل غیرقانونی اسلحه گرم و ورود غیرقانونی به خاک اسرائیل به ۸ سال زندان محکوم کرد. روزنامه اسرائیلی هاآرتص در سال ۲۰۰۶ نوشت که دولت کانادا در سال ۱۹۹۸ به او پناهندگی داده. وی پس از ۱۲ سال از گذشت حادثه، شهروند اسرائیل شد و در سال ۲۰۰۷ از اسلام به یهودیت گروید. به گزارش روزنامه هاآرتص، در سال ۱۳۸۵ وبگاه خبری «فردا نیوز» طی خبری اعلام کرده که وزارت اطلاعات یک جاسوس موساد را در مرز ایران و ترکیه دستگیر کرده‌است. این وبگاه اعلام کرده که این جاسوس ۱۴ سال قبل (از سال ۱۳۸۵)، یک هواپیمای ایرانی را ربوده و به اسرائیل برده‌است. فردانیوز همچنین نوشت که «اسرائیل به این جاسوس پناهندگی داده و او را برای جاسوسی مأمور کرده‌است». هاآرتص در ادامه می‌نویسد که این اتفاق در ۱۴ سال قبل نیفتاده، بلکه ۱۱ سال قبل افتاده و فردانیوز ضمن این که مشخص نکرده که این فرد در هنگام ورود به ایران دستگیر شده یا در هنگام خروج، در ادامه نیز هیچ خبری در این باره منتشر نکرده‌است. |
| تاریخ         | ۱۹ سپتامبر ۱۹۹۵ | پرواز ۷۰۷ کیش ایر در مسیر توسط مهماندار ۳۶ ساله اش بنام رضا جباری ربوده شد. هواپیماربا قصد بردن هواپیما به اروپا را داشت، اما سوخت کافی نبود. رباینده درخواست نشستن هواپیما در فرودگاه ظهران در عربستان سعودی را کرد اما این درخواست از سوی عربستان رد شد. سپس درخواست فرود در اردن را کرد، اما اردن نیز اجازه فرود نداد. سرانجام هواپیماربا تصمیم گرفت تا هواپیما را در فرودگاه بن گوریون در تل‌آویو بنشاند اما دولت اسرائیل به دلیل احتمال وجود بمب در هواپیما اجازه فرود در پایتخت را نداد و با همراهی یک جنگنده اسرائیلی به سمت یک پایگاه هوایی اسرائیل در نزدیکی ایلات، هدایت و سپس نشانده شد. رباینده پس از پیاده شدن، محاصره شد و بدون درگیری تسلیم شد. نمایندگان پارلمان اسرائیل، دولت را تحت فشار گذاشتند تا هواپیما و مسافران آن را در اسرائیل نگه‌دارد و در ازای آن‌ها از ایران دربارهٔ رون آراد، (کمک‌خلبان مفقودالاثر ارتش اسرائیل که ۹ سال پیش از حادثه توسط نیروهای چریکی ایران در لبنان هواپیمایش سرنگون شد) اطلاعات دریافت کند. اسرائیل رباینده را به ایران پس نداد و او را به خاطر ۴ اتهام: دزدی هوایی، هواپیماربایی، حمل غیرقانونی اسلحه گرم و ورود غیرقانونی به خاک اسرائیل به ۸ سال زندان محکوم کرد. روزنامه اسرائیلی هاآرتص در سال ۲۰۰۶ نوشت که دولت کانادا در سال ۱۹۹۸ به او پناهندگی داده. وی پس از ۱۲ سال از گذشت حادثه، شهروند اسرائیل شد و در سال ۲۰۰۷ از اسلام به یهودیت گروید. به گزارش روزنامه هاآرتص، در سال ۱۳۸۵ وبگاه خبری «فردا نیوز» طی خبری اعلام کرده که وزارت اطلاعات یک جاسوس موساد را در مرز ایران و ترکیه دستگیر کرده‌است. این وبگاه اعلام کرده که این جاسوس ۱۴ سال قبل (از سال ۱۳۸۵)، یک هواپیمای ایرانی را ربوده و به اسرائیل برده‌است. فردانیوز همچنین نوشت که «اسرائیل به این جاسوس پناهندگی داده و او را برای جاسوسی مأمور کرده‌است». هاآرتص در ادامه می‌نویسد که این اتفاق در ۱۴ سال قبل نیفتاده، بلکه ۱۱ سال قبل افتاده و فردانیوز ضمن این که مشخص نکرده که این فرد در هنگام ورود به ایران دستگیر شده یا در هنگام خروج، در ادامه نیز هیچ خبری در این باره منتشر نکرده‌است. |
| نوع هواپیما   | Boeing 707-3J9C | پرواز ۷۰۷ کیش ایر در مسیر توسط مهماندار ۳۶ ساله اش بنام رضا جباری ربوده شد. هواپیماربا قصد بردن هواپیما به اروپا را داشت، اما سوخت کافی نبود. رباینده درخواست نشستن هواپیما در فرودگاه ظهران در عربستان سعودی را کرد اما این درخواست از سوی عربستان رد شد. سپس درخواست فرود در اردن را کرد، اما اردن نیز اجازه فرود نداد. سرانجام هواپیماربا تصمیم گرفت تا هواپیما را در فرودگاه بن گوریون در تل‌آویو بنشاند اما دولت اسرائیل به دلیل احتمال وجود بمب در هواپیما اجازه فرود در پایتخت را نداد و با همراهی یک جنگنده اسرائیلی به سمت یک پایگاه هوایی اسرائیل در نزدیکی ایلات، هدایت و سپس نشانده شد. رباینده پس از پیاده شدن، محاصره شد و بدون درگیری تسلیم شد. نمایندگان پارلمان اسرائیل، دولت را تحت فشار گذاشتند تا هواپیما و مسافران آن را در اسرائیل نگه‌دارد و در ازای آن‌ها از ایران دربارهٔ رون آراد، (کمک‌خلبان مفقودالاثر ارتش اسرائیل که ۹ سال پیش از حادثه توسط نیروهای چریکی ایران در لبنان هواپیمایش سرنگون شد) اطلاعات دریافت کند. اسرائیل رباینده را به ایران پس نداد و او را به خاطر ۴ اتهام: دزدی هوایی، هواپیماربایی، حمل غیرقانونی اسلحه گرم و ورود غیرقانونی به خاک اسرائیل به ۸ سال زندان محکوم کرد. روزنامه اسرائیلی هاآرتص در سال ۲۰۰۶ نوشت که دولت کانادا در سال ۱۹۹۸ به او پناهندگی داده. وی پس از ۱۲ سال از گذشت حادثه، شهروند اسرائیل شد و در سال ۲۰۰۷ از اسلام به یهودیت گروید. به گزارش روزنامه هاآرتص، در سال ۱۳۸۵ وبگاه خبری «فردا نیوز» طی خبری اعلام کرده که وزارت اطلاعات یک جاسوس موساد را در مرز ایران و ترکیه دستگیر کرده‌است. این وبگاه اعلام کرده که این جاسوس ۱۴ سال قبل (از سال ۱۳۸۵)، یک هواپیمای ایرانی را ربوده و به اسرائیل برده‌است. فردانیوز همچنین نوشت که «اسرائیل به این جاسوس پناهندگی داده و او را برای جاسوسی مأمور کرده‌است». هاآرتص در ادامه می‌نویسد که این اتفاق در ۱۴ سال قبل نیفتاده، بلکه ۱۱ سال قبل افتاده و فردانیوز ضمن این که مشخص نکرده که این فرد در هنگام ورود به ایران دستگیر شده یا در هنگام خروج، در ادامه نیز هیچ خبری در این باره منتشر نکرده‌است. |
| تعداد خدمه    | ۱۳              | پرواز ۷۰۷ کیش ایر در مسیر توسط مهماندار ۳۶ ساله اش بنام رضا جباری ربوده شد. هواپیماربا قصد بردن هواپیما به اروپا را داشت، اما سوخت کافی نبود. رباینده درخواست نشستن هواپیما در فرودگاه ظهران در عربستان سعودی را کرد اما این درخواست از سوی عربستان رد شد. سپس درخواست فرود در اردن را کرد، اما اردن نیز اجازه فرود نداد. سرانجام هواپیماربا تصمیم گرفت تا هواپیما را در فرودگاه بن گوریون در تل‌آویو بنشاند اما دولت اسرائیل به دلیل احتمال وجود بمب در هواپیما اجازه فرود در پایتخت را نداد و با همراهی یک جنگنده اسرائیلی به سمت یک پایگاه هوایی اسرائیل در نزدیکی ایلات، هدایت و سپس نشانده شد. رباینده پس از پیاده شدن، محاصره شد و بدون درگیری تسلیم شد. نمایندگان پارلمان اسرائیل، دولت را تحت فشار گذاشتند تا هواپیما و مسافران آن را در اسرائیل نگه‌دارد و در ازای آن‌ها از ایران دربارهٔ رون آراد، (کمک‌خلبان مفقودالاثر ارتش اسرائیل که ۹ سال پیش از حادثه توسط نیروهای چریکی ایران در لبنان هواپیمایش سرنگون شد) اطلاعات دریافت کند. اسرائیل رباینده را به ایران پس نداد و او را به خاطر ۴ اتهام: دزدی هوایی، هواپیماربایی، حمل غیرقانونی اسلحه گرم و ورود غیرقانونی به خاک اسرائیل به ۸ سال زندان محکوم کرد. روزنامه اسرائیلی هاآرتص در سال ۲۰۰۶ نوشت که دولت کانادا در سال ۱۹۹۸ به او پناهندگی داده. وی پس از ۱۲ سال از گذشت حادثه، شهروند اسرائیل شد و در سال ۲۰۰۷ از اسلام به یهودیت گروید. به گزارش روزنامه هاآرتص، در سال ۱۳۸۵ وبگاه خبری «فردا نیوز» طی خبری اعلام کرده که وزارت اطلاعات یک جاسوس موساد را در مرز ایران و ترکیه دستگیر کرده‌است. این وبگاه اعلام کرده که این جاسوس ۱۴ سال قبل (از سال ۱۳۸۵)، یک هواپیمای ایرانی را ربوده و به اسرائیل برده‌است. فردانیوز همچنین نوشت که «اسرائیل به این جاسوس پناهندگی داده و او را برای جاسوسی مأمور کرده‌است». هاآرتص در ادامه می‌نویسد که این اتفاق در ۱۴ سال قبل نیفتاده، بلکه ۱۱ سال قبل افتاده و فردانیوز ضمن این که مشخص نکرده که این فرد در هنگام ورود به ایران دستگیر شده یا در هنگام خروج، در ادامه نیز هیچ خبری در این باره منتشر نکرده‌است. |
| تعداد مسافران | ۱۶۴             | پرواز ۷۰۷ کیش ایر در مسیر توسط مهماندار ۳۶ ساله اش بنام رضا جباری ربوده شد. هواپیماربا قصد بردن هواپیما به اروپا را داشت، اما سوخت کافی نبود. رباینده درخواست نشستن هواپیما در فرودگاه ظهران در عربستان سعودی را کرد اما این درخواست از سوی عربستان رد شد. سپس درخواست فرود در اردن را کرد، اما اردن نیز اجازه فرود نداد. سرانجام هواپیماربا تصمیم گرفت تا هواپیما را در فرودگاه بن گوریون در تل‌آویو بنشاند اما دولت اسرائیل به دلیل احتمال وجود بمب در هواپیما اجازه فرود در پایتخت را نداد و با همراهی یک جنگنده اسرائیلی به سمت یک پایگاه هوایی اسرائیل در نزدیکی ایلات، هدایت و سپس نشانده شد. رباینده پس از پیاده شدن، محاصره شد و بدون درگیری تسلیم شد. نمایندگان پارلمان اسرائیل، دولت را تحت فشار گذاشتند تا هواپیما و مسافران آن را در اسرائیل نگه‌دارد و در ازای آن‌ها از ایران دربارهٔ رون آراد، (کمک‌خلبان مفقودالاثر ارتش اسرائیل که ۹ سال پیش از حادثه توسط نیروهای چریکی ایران در لبنان هواپیمایش سرنگون شد) اطلاعات دریافت کند. اسرائیل رباینده را به ایران پس نداد و او را به خاطر ۴ اتهام: دزدی هوایی، هواپیماربایی، حمل غیرقانونی اسلحه گرم و ورود غیرقانونی به خاک اسرائیل به ۸ سال زندان محکوم کرد. روزنامه اسرائیلی هاآرتص در سال ۲۰۰۶ نوشت که دولت کانادا در سال ۱۹۹۸ به او پناهندگی داده. وی پس از ۱۲ سال از گذشت حادثه، شهروند اسرائیل شد و در سال ۲۰۰۷ از اسلام به یهودیت گروید. به گزارش روزنامه هاآرتص، در سال ۱۳۸۵ وبگاه خبری «فردا نیوز» طی خبری اعلام کرده که وزارت اطلاعات یک جاسوس موساد را در مرز ایران و ترکیه دستگیر کرده‌است. این وبگاه اعلام کرده که این جاسوس ۱۴ سال قبل (از سال ۱۳۸۵)، یک هواپیمای ایرانی را ربوده و به اسرائیل برده‌است. فردانیوز همچنین نوشت که «اسرائیل به این جاسوس پناهندگی داده و او را برای جاسوسی مأمور کرده‌است». هاآرتص در ادامه می‌نویسد که این اتفاق در ۱۴ سال قبل نیفتاده، بلکه ۱۱ سال قبل افتاده و فردانیوز ضمن این که مشخص نکرده که این فرد در هنگام ورود به ایران دستگیر شده یا در هنگام خروج، در ادامه نیز هیچ خبری در این باره منتشر نکرده‌است. |
| فرودگاه مبدأ  | فرودگاه مهرآباد | پرواز ۷۰۷ کیش ایر در مسیر توسط مهماندار ۳۶ ساله اش بنام رضا جباری ربوده شد. هواپیماربا قصد بردن هواپیما به اروپا را داشت، اما سوخت کافی نبود. رباینده درخواست نشستن هواپیما در فرودگاه ظهران در عربستان سعودی را کرد اما این درخواست از سوی عربستان رد شد. سپس درخواست فرود در اردن را کرد، اما اردن نیز اجازه فرود نداد. سرانجام هواپیماربا تصمیم گرفت تا هواپیما را در فرودگاه بن گوریون در تل‌آویو بنشاند اما دولت اسرائیل به دلیل احتمال وجود بمب در هواپیما اجازه فرود در پایتخت را نداد و با همراهی یک جنگنده اسرائیلی به سمت یک پایگاه هوایی اسرائیل در نزدیکی ایلات، هدایت و سپس نشانده شد. رباینده پس از پیاده شدن، محاصره شد و بدون درگیری تسلیم شد. نمایندگان پارلمان اسرائیل، دولت را تحت فشار گذاشتند تا هواپیما و مسافران آن را در اسرائیل نگه‌دارد و در ازای آن‌ها از ایران دربارهٔ رون آراد، (کمک‌خلبان مفقودالاثر ارتش اسرائیل که ۹ سال پیش از حادثه توسط نیروهای چریکی ایران در لبنان هواپیمایش سرنگون شد) اطلاعات دریافت کند. اسرائیل رباینده را به ایران پس نداد و او را به خاطر ۴ اتهام: دزدی هوایی، هواپیماربایی، حمل غیرقانونی اسلحه گرم و ورود غیرقانونی به خاک اسرائیل به ۸ سال زندان محکوم کرد. روزنامه اسرائیلی هاآرتص در سال ۲۰۰۶ نوشت که دولت کانادا در سال ۱۹۹۸ به او پناهندگی داده. وی پس از ۱۲ سال از گذشت حادثه، شهروند اسرائیل شد و در سال ۲۰۰۷ از اسلام به یهودیت گروید. به گزارش روزنامه هاآرتص، در سال ۱۳۸۵ وبگاه خبری «فردا نیوز» طی خبری اعلام کرده که وزارت اطلاعات یک جاسوس موساد را در مرز ایران و ترکیه دستگیر کرده‌است. این وبگاه اعلام کرده که این جاسوس ۱۴ سال قبل (از سال ۱۳۸۵)، یک هواپیمای ایرانی را ربوده و به اسرائیل برده‌است. فردانیوز همچنین نوشت که «اسرائیل به این جاسوس پناهندگی داده و او را برای جاسوسی مأمور کرده‌است». هاآرتص در ادامه می‌نویسد که این اتفاق در ۱۴ سال قبل نیفتاده، بلکه ۱۱ سال قبل افتاده و فردانیوز ضمن این که مشخص نکرده که این فرد در هنگام ورود به ایران دستگیر شده یا در هنگام خروج، در ادامه نیز هیچ خبری در این باره منتشر نکرده‌است. |
| فرودگاه مقصد  | فرودگاه کیش     | پرواز ۷۰۷ کیش ایر در مسیر توسط مهماندار ۳۶ ساله اش بنام رضا جباری ربوده شد. هواپیماربا قصد بردن هواپیما به اروپا را داشت، اما سوخت کافی نبود. رباینده درخواست نشستن هواپیما در فرودگاه ظهران در عربستان سعودی را کرد اما این درخواست از سوی عربستان رد شد. سپس درخواست فرود در اردن را کرد، اما اردن نیز اجازه فرود نداد. سرانجام هواپیماربا تصمیم گرفت تا هواپیما را در فرودگاه بن گوریون در تل‌آویو بنشاند اما دولت اسرائیل به دلیل احتمال وجود بمب در هواپیما اجازه فرود در پایتخت را نداد و با همراهی یک جنگنده اسرائیلی به سمت یک پایگاه هوایی اسرائیل در نزدیکی ایلات، هدایت و سپس نشانده شد. رباینده پس از پیاده شدن، محاصره شد و بدون درگیری تسلیم شد. نمایندگان پارلمان اسرائیل، دولت را تحت فشار گذاشتند تا هواپیما و مسافران آن را در اسرائیل نگه‌دارد و در ازای آن‌ها از ایران دربارهٔ رون آراد، (کمک‌خلبان مفقودالاثر ارتش اسرائیل که ۹ سال پیش از حادثه توسط نیروهای چریکی ایران در لبنان هواپیمایش سرنگون شد) اطلاعات دریافت کند. اسرائیل رباینده را به ایران پس نداد و او را به خاطر ۴ اتهام: دزدی هوایی، هواپیماربایی، حمل غیرقانونی اسلحه گرم و ورود غیرقانونی به خاک اسرائیل به ۸ سال زندان محکوم کرد. روزنامه اسرائیلی هاآرتص در سال ۲۰۰۶ نوشت که دولت کانادا در سال ۱۹۹۸ به او پناهندگی داده. وی پس از ۱۲ سال از گذشت حادثه، شهروند اسرائیل شد و در سال ۲۰۰۷ از اسلام به یهودیت گروید. به گزارش روزنامه هاآرتص، در سال ۱۳۸۵ وبگاه خبری «فردا نیوز» طی خبری اعلام کرده که وزارت اطلاعات یک جاسوس موساد را در مرز ایران و ترکیه دستگیر کرده‌است. این وبگاه اعلام کرده که این جاسوس ۱۴ سال قبل (از سال ۱۳۸۵)، یک هواپیمای ایرانی را ربوده و به اسرائیل برده‌است. فردانیوز همچنین نوشت که «اسرائیل به این جاسوس پناهندگی داده و او را برای جاسوسی مأمور کرده‌است». هاآرتص در ادامه می‌نویسد که این اتفاق در ۱۴ سال قبل نیفتاده، بلکه ۱۱ سال قبل افتاده و فردانیوز ضمن این که مشخص نکرده که این فرد در هنگام ورود به ایران دستگیر شده یا در هنگام خروج، در ادامه نیز هیچ خبری در این باره منتشر نکرده‌است. |

| تاریخ         | ۱۳۷۶/۰۷/۱۴       | یکی از مسافران مسلح به اسلحه دستی در پرواز شماره ۲۵۷ تهران به بندرعباس توانست خود را به کابین خلبان برساند و از خلبان خواست که هواپیما را به عراق یا اسرائیل ببرد. وی در درگیری با مأموران امنیت پرواز، یکی از مأموران را زخمی کرد اما خودش نیز توسط یکی دیگر از مأموران زخمی و نهایتاً دستگیر شد. هواپیما طبق برنامه در فرودگاه بندرعباس به زمین نشست. هواپیماربا ادعا کرد سه همدست داشته‌است اما هویت ربایندگان هیچگاه فاش نشد. |
| تاریخ         | ۶ اکتبر ۱۹۹۷     | یکی از مسافران مسلح به اسلحه دستی در پرواز شماره ۲۵۷ تهران به بندرعباس توانست خود را به کابین خلبان برساند و از خلبان خواست که هواپیما را به عراق یا اسرائیل ببرد. وی در درگیری با مأموران امنیت پرواز، یکی از مأموران را زخمی کرد اما خودش نیز توسط یکی دیگر از مأموران زخمی و نهایتاً دستگیر شد. هواپیما طبق برنامه در فرودگاه بندرعباس به زمین نشست. هواپیماربا ادعا کرد سه همدست داشته‌است اما هویت ربایندگان هیچگاه فاش نشد. |
| نوع هواپیما   |                  | یکی از مسافران مسلح به اسلحه دستی در پرواز شماره ۲۵۷ تهران به بندرعباس توانست خود را به کابین خلبان برساند و از خلبان خواست که هواپیما را به عراق یا اسرائیل ببرد. وی در درگیری با مأموران امنیت پرواز، یکی از مأموران را زخمی کرد اما خودش نیز توسط یکی دیگر از مأموران زخمی و نهایتاً دستگیر شد. هواپیما طبق برنامه در فرودگاه بندرعباس به زمین نشست. هواپیماربا ادعا کرد سه همدست داشته‌است اما هویت ربایندگان هیچگاه فاش نشد. |
| تعداد خدمه    |                  | یکی از مسافران مسلح به اسلحه دستی در پرواز شماره ۲۵۷ تهران به بندرعباس توانست خود را به کابین خلبان برساند و از خلبان خواست که هواپیما را به عراق یا اسرائیل ببرد. وی در درگیری با مأموران امنیت پرواز، یکی از مأموران را زخمی کرد اما خودش نیز توسط یکی دیگر از مأموران زخمی و نهایتاً دستگیر شد. هواپیما طبق برنامه در فرودگاه بندرعباس به زمین نشست. هواپیماربا ادعا کرد سه همدست داشته‌است اما هویت ربایندگان هیچگاه فاش نشد. |
| تعداد مسافران |                  | یکی از مسافران مسلح به اسلحه دستی در پرواز شماره ۲۵۷ تهران به بندرعباس توانست خود را به کابین خلبان برساند و از خلبان خواست که هواپیما را به عراق یا اسرائیل ببرد. وی در درگیری با مأموران امنیت پرواز، یکی از مأموران را زخمی کرد اما خودش نیز توسط یکی دیگر از مأموران زخمی و نهایتاً دستگیر شد. هواپیما طبق برنامه در فرودگاه بندرعباس به زمین نشست. هواپیماربا ادعا کرد سه همدست داشته‌است اما هویت ربایندگان هیچگاه فاش نشد. |
| فرودگاه مبدأ  | فرودگاه مهرآباد  | یکی از مسافران مسلح به اسلحه دستی در پرواز شماره ۲۵۷ تهران به بندرعباس توانست خود را به کابین خلبان برساند و از خلبان خواست که هواپیما را به عراق یا اسرائیل ببرد. وی در درگیری با مأموران امنیت پرواز، یکی از مأموران را زخمی کرد اما خودش نیز توسط یکی دیگر از مأموران زخمی و نهایتاً دستگیر شد. هواپیما طبق برنامه در فرودگاه بندرعباس به زمین نشست. هواپیماربا ادعا کرد سه همدست داشته‌است اما هویت ربایندگان هیچگاه فاش نشد. |
| فرودگاه مقصد  | فرودگاه بندرعباس | یکی از مسافران مسلح به اسلحه دستی در پرواز شماره ۲۵۷ تهران به بندرعباس توانست خود را به کابین خلبان برساند و از خلبان خواست که هواپیما را به عراق یا اسرائیل ببرد. وی در درگیری با مأموران امنیت پرواز، یکی از مأموران را زخمی کرد اما خودش نیز توسط یکی دیگر از مأموران زخمی و نهایتاً دستگیر شد. هواپیما طبق برنامه در فرودگاه بندرعباس به زمین نشست. هواپیماربا ادعا کرد سه همدست داشته‌است اما هویت ربایندگان هیچگاه فاش نشد. |

| تاریخ         | ۱۳۷۸/۰۸/۰۴      | یکی از مسافران هواپیما به مقصد ارومیه قصد داشت با ترساندن مسافران و خدمه، هواپیما را ربوده و به فرانسه ببرد اما مأموران امنیتی پرواز وابسته به سپاه پاسداران او را دستگیر و هواپیما طبق برنامه در فرودگاه ارومیه به زمین نشست. مقامات ایران هواپیماربایی را به سفر ۳ روزه رئیس‌جمهور وقت (محمد خاتمی) مرتبط دانسته و رباینده را عضو سازمان مجاهدین خلق معرفی کردند. سخنگوی سازمان مجاهدین خلق هر گونه مشارکت در این هواپیماربایی را تکذیب کرد. |
| تاریخ         | ۲۶ اکتبر ۱۹۹۹   | یکی از مسافران هواپیما به مقصد ارومیه قصد داشت با ترساندن مسافران و خدمه، هواپیما را ربوده و به فرانسه ببرد اما مأموران امنیتی پرواز وابسته به سپاه پاسداران او را دستگیر و هواپیما طبق برنامه در فرودگاه ارومیه به زمین نشست. مقامات ایران هواپیماربایی را به سفر ۳ روزه رئیس‌جمهور وقت (محمد خاتمی) مرتبط دانسته و رباینده را عضو سازمان مجاهدین خلق معرفی کردند. سخنگوی سازمان مجاهدین خلق هر گونه مشارکت در این هواپیماربایی را تکذیب کرد. |
| نوع هواپیما   |                 | یکی از مسافران هواپیما به مقصد ارومیه قصد داشت با ترساندن مسافران و خدمه، هواپیما را ربوده و به فرانسه ببرد اما مأموران امنیتی پرواز وابسته به سپاه پاسداران او را دستگیر و هواپیما طبق برنامه در فرودگاه ارومیه به زمین نشست. مقامات ایران هواپیماربایی را به سفر ۳ روزه رئیس‌جمهور وقت (محمد خاتمی) مرتبط دانسته و رباینده را عضو سازمان مجاهدین خلق معرفی کردند. سخنگوی سازمان مجاهدین خلق هر گونه مشارکت در این هواپیماربایی را تکذیب کرد. |
| تعداد خدمه    |                 | یکی از مسافران هواپیما به مقصد ارومیه قصد داشت با ترساندن مسافران و خدمه، هواپیما را ربوده و به فرانسه ببرد اما مأموران امنیتی پرواز وابسته به سپاه پاسداران او را دستگیر و هواپیما طبق برنامه در فرودگاه ارومیه به زمین نشست. مقامات ایران هواپیماربایی را به سفر ۳ روزه رئیس‌جمهور وقت (محمد خاتمی) مرتبط دانسته و رباینده را عضو سازمان مجاهدین خلق معرفی کردند. سخنگوی سازمان مجاهدین خلق هر گونه مشارکت در این هواپیماربایی را تکذیب کرد. |
| تعداد مسافران |                 | یکی از مسافران هواپیما به مقصد ارومیه قصد داشت با ترساندن مسافران و خدمه، هواپیما را ربوده و به فرانسه ببرد اما مأموران امنیتی پرواز وابسته به سپاه پاسداران او را دستگیر و هواپیما طبق برنامه در فرودگاه ارومیه به زمین نشست. مقامات ایران هواپیماربایی را به سفر ۳ روزه رئیس‌جمهور وقت (محمد خاتمی) مرتبط دانسته و رباینده را عضو سازمان مجاهدین خلق معرفی کردند. سخنگوی سازمان مجاهدین خلق هر گونه مشارکت در این هواپیماربایی را تکذیب کرد. |
| فرودگاه مبدأ  | فرودگاه مهرآباد | یکی از مسافران هواپیما به مقصد ارومیه قصد داشت با ترساندن مسافران و خدمه، هواپیما را ربوده و به فرانسه ببرد اما مأموران امنیتی پرواز وابسته به سپاه پاسداران او را دستگیر و هواپیما طبق برنامه در فرودگاه ارومیه به زمین نشست. مقامات ایران هواپیماربایی را به سفر ۳ روزه رئیس‌جمهور وقت (محمد خاتمی) مرتبط دانسته و رباینده را عضو سازمان مجاهدین خلق معرفی کردند. سخنگوی سازمان مجاهدین خلق هر گونه مشارکت در این هواپیماربایی را تکذیب کرد. |
| فرودگاه مقصد  | فرودگاه ارومیه  | یکی از مسافران هواپیما به مقصد ارومیه قصد داشت با ترساندن مسافران و خدمه، هواپیما را ربوده و به فرانسه ببرد اما مأموران امنیتی پرواز وابسته به سپاه پاسداران او را دستگیر و هواپیما طبق برنامه در فرودگاه ارومیه به زمین نشست. مقامات ایران هواپیماربایی را به سفر ۳ روزه رئیس‌جمهور وقت (محمد خاتمی) مرتبط دانسته و رباینده را عضو سازمان مجاهدین خلق معرفی کردند. سخنگوی سازمان مجاهدین خلق هر گونه مشارکت در این هواپیماربایی را تکذیب کرد. |

| تاریخ         | ۱۳۷۹/۰۷/۰۳      | فردی با یک اسلحه دستی جعلی و با یک بمب گازوئیلی دست‌ساز قصد ربودن هواپیمایی را داشت که در مسیر شیراز به تهران بود. رباینده تهدید کرد که هواپیما را به آتش می‌کشد و خواستار انتقال هواپیما به فرانسه بود، اما توسط مأموران امنیت پرواز دستگیر شد. هواپیما در فرودگاه اصفهان به زمین نشست و رباینده به مقامات امنیتی تحویل داده شد. |
| تاریخ         | ۲۴ سپتامبر ۲۰۰۰ | فردی با یک اسلحه دستی جعلی و با یک بمب گازوئیلی دست‌ساز قصد ربودن هواپیمایی را داشت که در مسیر شیراز به تهران بود. رباینده تهدید کرد که هواپیما را به آتش می‌کشد و خواستار انتقال هواپیما به فرانسه بود، اما توسط مأموران امنیت پرواز دستگیر شد. هواپیما در فرودگاه اصفهان به زمین نشست و رباینده به مقامات امنیتی تحویل داده شد. |
| نوع هواپیما   | Fokker 100      | فردی با یک اسلحه دستی جعلی و با یک بمب گازوئیلی دست‌ساز قصد ربودن هواپیمایی را داشت که در مسیر شیراز به تهران بود. رباینده تهدید کرد که هواپیما را به آتش می‌کشد و خواستار انتقال هواپیما به فرانسه بود، اما توسط مأموران امنیت پرواز دستگیر شد. هواپیما در فرودگاه اصفهان به زمین نشست و رباینده به مقامات امنیتی تحویل داده شد. |
| تعداد خدمه    |                 | فردی با یک اسلحه دستی جعلی و با یک بمب گازوئیلی دست‌ساز قصد ربودن هواپیمایی را داشت که در مسیر شیراز به تهران بود. رباینده تهدید کرد که هواپیما را به آتش می‌کشد و خواستار انتقال هواپیما به فرانسه بود، اما توسط مأموران امنیت پرواز دستگیر شد. هواپیما در فرودگاه اصفهان به زمین نشست و رباینده به مقامات امنیتی تحویل داده شد. |
| تعداد مسافران |                 | فردی با یک اسلحه دستی جعلی و با یک بمب گازوئیلی دست‌ساز قصد ربودن هواپیمایی را داشت که در مسیر شیراز به تهران بود. رباینده تهدید کرد که هواپیما را به آتش می‌کشد و خواستار انتقال هواپیما به فرانسه بود، اما توسط مأموران امنیت پرواز دستگیر شد. هواپیما در فرودگاه اصفهان به زمین نشست و رباینده به مقامات امنیتی تحویل داده شد. |
| فرودگاه مبدأ  | فرودگاه شیراز   | فردی با یک اسلحه دستی جعلی و با یک بمب گازوئیلی دست‌ساز قصد ربودن هواپیمایی را داشت که در مسیر شیراز به تهران بود. رباینده تهدید کرد که هواپیما را به آتش می‌کشد و خواستار انتقال هواپیما به فرانسه بود، اما توسط مأموران امنیت پرواز دستگیر شد. هواپیما در فرودگاه اصفهان به زمین نشست و رباینده به مقامات امنیتی تحویل داده شد. |
| فرودگاه مقصد  | فرودگاه مهرآباد | فردی با یک اسلحه دستی جعلی و با یک بمب گازوئیلی دست‌ساز قصد ربودن هواپیمایی را داشت که در مسیر شیراز به تهران بود. رباینده تهدید کرد که هواپیما را به آتش می‌کشد و خواستار انتقال هواپیما به فرانسه بود، اما توسط مأموران امنیت پرواز دستگیر شد. هواپیما در فرودگاه اصفهان به زمین نشست و رباینده به مقامات امنیتی تحویل داده شد. |

| تاریخ         | ۱۳۷۹/۰۸/۲۳       | هواپیما در مسیر اهواز به بندرعباس توسط خالد حردانی و ۲ برادر بنام فرهنگ و شهرام پورمنصوری مورد ربایش قرار گرفت که ظاهراً خواستار پرواز به آمریکا بودند. یکی از مأموران امنیت پرواز با پنجه‌بوکس مجروح شد. سایر مأموران امنیت پرواز با هواپیماربایان درگیر که در این حین پنج مسافر و یک خدمه پرواز مجروح شد اما سرانجام ربایندگان دستگیر و هواپیما در فرودگاه بندرعباس به زمین نشست. جمعاً ۲۳ نفر از مسافران بازداشت شدند و ۳ تن از آن‌ها به اتهام اقدام علیه امنیت ملی و محاربه به اعدام و حبس ابد محکوم شدند. در سال ۱۳۸۶ علیزاده طباطبایی وکالت متهمان را برعهده گرفت و با عنوان اینکه هواپیماربایی جنبه سیاسی نداشته و پس از بررسی پرونده متهمان در کمیسیون عفو و بخشودگی قوه قضائیه، محکومیت خالد حردانی به ۲۰ سال زندان و حکم شهرام و فرهنگ پورمنصوری از حبس ابد به ۱۵ سال زندان کاهش یافت. |
| تاریخ         | ۱۳ نوامبر ۲۰۰۰   | هواپیما در مسیر اهواز به بندرعباس توسط خالد حردانی و ۲ برادر بنام فرهنگ و شهرام پورمنصوری مورد ربایش قرار گرفت که ظاهراً خواستار پرواز به آمریکا بودند. یکی از مأموران امنیت پرواز با پنجه‌بوکس مجروح شد. سایر مأموران امنیت پرواز با هواپیماربایان درگیر که در این حین پنج مسافر و یک خدمه پرواز مجروح شد اما سرانجام ربایندگان دستگیر و هواپیما در فرودگاه بندرعباس به زمین نشست. جمعاً ۲۳ نفر از مسافران بازداشت شدند و ۳ تن از آن‌ها به اتهام اقدام علیه امنیت ملی و محاربه به اعدام و حبس ابد محکوم شدند. در سال ۱۳۸۶ علیزاده طباطبایی وکالت متهمان را برعهده گرفت و با عنوان اینکه هواپیماربایی جنبه سیاسی نداشته و پس از بررسی پرونده متهمان در کمیسیون عفو و بخشودگی قوه قضائیه، محکومیت خالد حردانی به ۲۰ سال زندان و حکم شهرام و فرهنگ پورمنصوری از حبس ابد به ۱۵ سال زندان کاهش یافت. |
| نوع هواپیما   | Yakovlev 40K     | هواپیما در مسیر اهواز به بندرعباس توسط خالد حردانی و ۲ برادر بنام فرهنگ و شهرام پورمنصوری مورد ربایش قرار گرفت که ظاهراً خواستار پرواز به آمریکا بودند. یکی از مأموران امنیت پرواز با پنجه‌بوکس مجروح شد. سایر مأموران امنیت پرواز با هواپیماربایان درگیر که در این حین پنج مسافر و یک خدمه پرواز مجروح شد اما سرانجام ربایندگان دستگیر و هواپیما در فرودگاه بندرعباس به زمین نشست. جمعاً ۲۳ نفر از مسافران بازداشت شدند و ۳ تن از آن‌ها به اتهام اقدام علیه امنیت ملی و محاربه به اعدام و حبس ابد محکوم شدند. در سال ۱۳۸۶ علیزاده طباطبایی وکالت متهمان را برعهده گرفت و با عنوان اینکه هواپیماربایی جنبه سیاسی نداشته و پس از بررسی پرونده متهمان در کمیسیون عفو و بخشودگی قوه قضائیه، محکومیت خالد حردانی به ۲۰ سال زندان و حکم شهرام و فرهنگ پورمنصوری از حبس ابد به ۱۵ سال زندان کاهش یافت. |
| تعداد خدمه    | ۷                | هواپیما در مسیر اهواز به بندرعباس توسط خالد حردانی و ۲ برادر بنام فرهنگ و شهرام پورمنصوری مورد ربایش قرار گرفت که ظاهراً خواستار پرواز به آمریکا بودند. یکی از مأموران امنیت پرواز با پنجه‌بوکس مجروح شد. سایر مأموران امنیت پرواز با هواپیماربایان درگیر که در این حین پنج مسافر و یک خدمه پرواز مجروح شد اما سرانجام ربایندگان دستگیر و هواپیما در فرودگاه بندرعباس به زمین نشست. جمعاً ۲۳ نفر از مسافران بازداشت شدند و ۳ تن از آن‌ها به اتهام اقدام علیه امنیت ملی و محاربه به اعدام و حبس ابد محکوم شدند. در سال ۱۳۸۶ علیزاده طباطبایی وکالت متهمان را برعهده گرفت و با عنوان اینکه هواپیماربایی جنبه سیاسی نداشته و پس از بررسی پرونده متهمان در کمیسیون عفو و بخشودگی قوه قضائیه، محکومیت خالد حردانی به ۲۰ سال زندان و حکم شهرام و فرهنگ پورمنصوری از حبس ابد به ۱۵ سال زندان کاهش یافت. |
| تعداد مسافران | ۳۹               | هواپیما در مسیر اهواز به بندرعباس توسط خالد حردانی و ۲ برادر بنام فرهنگ و شهرام پورمنصوری مورد ربایش قرار گرفت که ظاهراً خواستار پرواز به آمریکا بودند. یکی از مأموران امنیت پرواز با پنجه‌بوکس مجروح شد. سایر مأموران امنیت پرواز با هواپیماربایان درگیر که در این حین پنج مسافر و یک خدمه پرواز مجروح شد اما سرانجام ربایندگان دستگیر و هواپیما در فرودگاه بندرعباس به زمین نشست. جمعاً ۲۳ نفر از مسافران بازداشت شدند و ۳ تن از آن‌ها به اتهام اقدام علیه امنیت ملی و محاربه به اعدام و حبس ابد محکوم شدند. در سال ۱۳۸۶ علیزاده طباطبایی وکالت متهمان را برعهده گرفت و با عنوان اینکه هواپیماربایی جنبه سیاسی نداشته و پس از بررسی پرونده متهمان در کمیسیون عفو و بخشودگی قوه قضائیه، محکومیت خالد حردانی به ۲۰ سال زندان و حکم شهرام و فرهنگ پورمنصوری از حبس ابد به ۱۵ سال زندان کاهش یافت. |
| فرودگاه مبدأ  | فرودگاه اهواز    | هواپیما در مسیر اهواز به بندرعباس توسط خالد حردانی و ۲ برادر بنام فرهنگ و شهرام پورمنصوری مورد ربایش قرار گرفت که ظاهراً خواستار پرواز به آمریکا بودند. یکی از مأموران امنیت پرواز با پنجه‌بوکس مجروح شد. سایر مأموران امنیت پرواز با هواپیماربایان درگیر که در این حین پنج مسافر و یک خدمه پرواز مجروح شد اما سرانجام ربایندگان دستگیر و هواپیما در فرودگاه بندرعباس به زمین نشست. جمعاً ۲۳ نفر از مسافران بازداشت شدند و ۳ تن از آن‌ها به اتهام اقدام علیه امنیت ملی و محاربه به اعدام و حبس ابد محکوم شدند. در سال ۱۳۸۶ علیزاده طباطبایی وکالت متهمان را برعهده گرفت و با عنوان اینکه هواپیماربایی جنبه سیاسی نداشته و پس از بررسی پرونده متهمان در کمیسیون عفو و بخشودگی قوه قضائیه، محکومیت خالد حردانی به ۲۰ سال زندان و حکم شهرام و فرهنگ پورمنصوری از حبس ابد به ۱۵ سال زندان کاهش یافت. |
| فرودگاه مقصد  | فرودگاه بندرعباس | هواپیما در مسیر اهواز به بندرعباس توسط خالد حردانی و ۲ برادر بنام فرهنگ و شهرام پورمنصوری مورد ربایش قرار گرفت که ظاهراً خواستار پرواز به آمریکا بودند. یکی از مأموران امنیت پرواز با پنجه‌بوکس مجروح شد. سایر مأموران امنیت پرواز با هواپیماربایان درگیر که در این حین پنج مسافر و یک خدمه پرواز مجروح شد اما سرانجام ربایندگان دستگیر و هواپیما در فرودگاه بندرعباس به زمین نشست. جمعاً ۲۳ نفر از مسافران بازداشت شدند و ۳ تن از آن‌ها به اتهام اقدام علیه امنیت ملی و محاربه به اعدام و حبس ابد محکوم شدند. در سال ۱۳۸۶ علیزاده طباطبایی وکالت متهمان را برعهده گرفت و با عنوان اینکه هواپیماربایی جنبه سیاسی نداشته و پس از بررسی پرونده متهمان در کمیسیون عفو و بخشودگی قوه قضائیه، محکومیت خالد حردانی به ۲۰ سال زندان و حکم شهرام و فرهنگ پورمنصوری از حبس ابد به ۱۵ سال زندان کاهش یافت. |

| تاریخ         | ۱۳۹۹/۱۲/۱۴    | روابط عمومی فرماندهی سپاه حفاظت هواپیمایی در اطلاعیه‌ای از خنثی‌سازی هواپیماربایی در مسیر اهواز-مشهد خبر داد. این عملیات در پرواز شماره ۳۳۴ شرکت ایران ایر که ساعت ۲۲ و ۱۰ دقیقه پنجشنبه اهواز را به مقصد مشهد ترک کرده رخ داد. بر اساس این اطلاعیه بعد از پرواز یکی از مسافران این هواپیمای فوکر ۱۰۰ تلاش کرده با ربایش هواپیما آن را به سمت یکی از کشورهای عربی حاشیه خلیج فارس هدایت کند. گفته می‌شود هواپیماربا قصد داشته‌است هواپیما را پس از ربایش در فرودگاه یکی از کشورهای حاشیه جنوبی خلیج فارس به زمین بنشاند. پس از این رخداد هواپیما در فرودگاه اصفهان فرود آمد و پس از دستگیری عامل هواپیماربایی، مسافران با پرواز جایگزین به سمت مقصد حرکت کردند. |
| تاریخ         | ۴ مارس ۲۰۲۱   | روابط عمومی فرماندهی سپاه حفاظت هواپیمایی در اطلاعیه‌ای از خنثی‌سازی هواپیماربایی در مسیر اهواز-مشهد خبر داد. این عملیات در پرواز شماره ۳۳۴ شرکت ایران ایر که ساعت ۲۲ و ۱۰ دقیقه پنجشنبه اهواز را به مقصد مشهد ترک کرده رخ داد. بر اساس این اطلاعیه بعد از پرواز یکی از مسافران این هواپیمای فوکر ۱۰۰ تلاش کرده با ربایش هواپیما آن را به سمت یکی از کشورهای عربی حاشیه خلیج فارس هدایت کند. گفته می‌شود هواپیماربا قصد داشته‌است هواپیما را پس از ربایش در فرودگاه یکی از کشورهای حاشیه جنوبی خلیج فارس به زمین بنشاند. پس از این رخداد هواپیما در فرودگاه اصفهان فرود آمد و پس از دستگیری عامل هواپیماربایی، مسافران با پرواز جایگزین به سمت مقصد حرکت کردند. |
| نوع هواپیما   | فوکر-۱۰۰      | روابط عمومی فرماندهی سپاه حفاظت هواپیمایی در اطلاعیه‌ای از خنثی‌سازی هواپیماربایی در مسیر اهواز-مشهد خبر داد. این عملیات در پرواز شماره ۳۳۴ شرکت ایران ایر که ساعت ۲۲ و ۱۰ دقیقه پنجشنبه اهواز را به مقصد مشهد ترک کرده رخ داد. بر اساس این اطلاعیه بعد از پرواز یکی از مسافران این هواپیمای فوکر ۱۰۰ تلاش کرده با ربایش هواپیما آن را به سمت یکی از کشورهای عربی حاشیه خلیج فارس هدایت کند. گفته می‌شود هواپیماربا قصد داشته‌است هواپیما را پس از ربایش در فرودگاه یکی از کشورهای حاشیه جنوبی خلیج فارس به زمین بنشاند. پس از این رخداد هواپیما در فرودگاه اصفهان فرود آمد و پس از دستگیری عامل هواپیماربایی، مسافران با پرواز جایگزین به سمت مقصد حرکت کردند. |
| تعداد خدمه    | اعلام نشده    | روابط عمومی فرماندهی سپاه حفاظت هواپیمایی در اطلاعیه‌ای از خنثی‌سازی هواپیماربایی در مسیر اهواز-مشهد خبر داد. این عملیات در پرواز شماره ۳۳۴ شرکت ایران ایر که ساعت ۲۲ و ۱۰ دقیقه پنجشنبه اهواز را به مقصد مشهد ترک کرده رخ داد. بر اساس این اطلاعیه بعد از پرواز یکی از مسافران این هواپیمای فوکر ۱۰۰ تلاش کرده با ربایش هواپیما آن را به سمت یکی از کشورهای عربی حاشیه خلیج فارس هدایت کند. گفته می‌شود هواپیماربا قصد داشته‌است هواپیما را پس از ربایش در فرودگاه یکی از کشورهای حاشیه جنوبی خلیج فارس به زمین بنشاند. پس از این رخداد هواپیما در فرودگاه اصفهان فرود آمد و پس از دستگیری عامل هواپیماربایی، مسافران با پرواز جایگزین به سمت مقصد حرکت کردند. |
| تعداد مسافران | اعلام نشده    | روابط عمومی فرماندهی سپاه حفاظت هواپیمایی در اطلاعیه‌ای از خنثی‌سازی هواپیماربایی در مسیر اهواز-مشهد خبر داد. این عملیات در پرواز شماره ۳۳۴ شرکت ایران ایر که ساعت ۲۲ و ۱۰ دقیقه پنجشنبه اهواز را به مقصد مشهد ترک کرده رخ داد. بر اساس این اطلاعیه بعد از پرواز یکی از مسافران این هواپیمای فوکر ۱۰۰ تلاش کرده با ربایش هواپیما آن را به سمت یکی از کشورهای عربی حاشیه خلیج فارس هدایت کند. گفته می‌شود هواپیماربا قصد داشته‌است هواپیما را پس از ربایش در فرودگاه یکی از کشورهای حاشیه جنوبی خلیج فارس به زمین بنشاند. پس از این رخداد هواپیما در فرودگاه اصفهان فرود آمد و پس از دستگیری عامل هواپیماربایی، مسافران با پرواز جایگزین به سمت مقصد حرکت کردند. |
| فرودگاه مبدأ  | فرودگاه اهواز | روابط عمومی فرماندهی سپاه حفاظت هواپیمایی در اطلاعیه‌ای از خنثی‌سازی هواپیماربایی در مسیر اهواز-مشهد خبر داد. این عملیات در پرواز شماره ۳۳۴ شرکت ایران ایر که ساعت ۲۲ و ۱۰ دقیقه پنجشنبه اهواز را به مقصد مشهد ترک کرده رخ داد. بر اساس این اطلاعیه بعد از پرواز یکی از مسافران این هواپیمای فوکر ۱۰۰ تلاش کرده با ربایش هواپیما آن را به سمت یکی از کشورهای عربی حاشیه خلیج فارس هدایت کند. گفته می‌شود هواپیماربا قصد داشته‌است هواپیما را پس از ربایش در فرودگاه یکی از کشورهای حاشیه جنوبی خلیج فارس به زمین بنشاند. پس از این رخداد هواپیما در فرودگاه اصفهان فرود آمد و پس از دستگیری عامل هواپیماربایی، مسافران با پرواز جایگزین به سمت مقصد حرکت کردند. |
| فرودگاه مقصد  | فرودگاه مشهد  | روابط عمومی فرماندهی سپاه حفاظت هواپیمایی در اطلاعیه‌ای از خنثی‌سازی هواپیماربایی در مسیر اهواز-مشهد خبر داد. این عملیات در پرواز شماره ۳۳۴ شرکت ایران ایر که ساعت ۲۲ و ۱۰ دقیقه پنجشنبه اهواز را به مقصد مشهد ترک کرده رخ داد. بر اساس این اطلاعیه بعد از پرواز یکی از مسافران این هواپیمای فوکر ۱۰۰ تلاش کرده با ربایش هواپیما آن را به سمت یکی از کشورهای عربی حاشیه خلیج فارس هدایت کند. گفته می‌شود هواپیماربا قصد داشته‌است هواپیما را پس از ربایش در فرودگاه یکی از کشورهای حاشیه جنوبی خلیج فارس به زمین بنشاند. پس از این رخداد هواپیما در فرودگاه اصفهان فرود آمد و پس از دستگیری عامل هواپیماربایی، مسافران با پرواز جایگزین به سمت مقصد حرکت کردند. |

## هواپیماربایی که به ایران انجامید
| تاریخ         | ۱۳۵۸/۰۶/۱۶                 | سه هواپیماربا که توانستن در جعبه شکلات اسلحه به داخل هواپیما ببرند، ابتدا خواستار فرود هواپیما در هاوانا شدند. ربایندگان از سازمان جنبش عدم تعهد درخواست آزادی رهبرشان از زندان لیبی را داشتند. هواپیما در رم فرود آمد و پس از چند ساعت مذاکره مسافران آزاد و یک پیام به سازمان جنبش عدم تعهد ارسال شد. هواپیما و ربایندگان به سمت تهران پرواز کردند و نهایتاً پس از مذاکرات تسلیم مقامات ایرانی شدند. |
| تاریخ         | ۷ سپتامبر ۱۹۷۹             | سه هواپیماربا که توانستن در جعبه شکلات اسلحه به داخل هواپیما ببرند، ابتدا خواستار فرود هواپیما در هاوانا شدند. ربایندگان از سازمان جنبش عدم تعهد درخواست آزادی رهبرشان از زندان لیبی را داشتند. هواپیما در رم فرود آمد و پس از چند ساعت مذاکره مسافران آزاد و یک پیام به سازمان جنبش عدم تعهد ارسال شد. هواپیما و ربایندگان به سمت تهران پرواز کردند و نهایتاً پس از مذاکرات تسلیم مقامات ایرانی شدند. |
| نوع هواپیما   | McDonnell Douglas DC-8-62H | سه هواپیماربا که توانستن در جعبه شکلات اسلحه به داخل هواپیما ببرند، ابتدا خواستار فرود هواپیما در هاوانا شدند. ربایندگان از سازمان جنبش عدم تعهد درخواست آزادی رهبرشان از زندان لیبی را داشتند. هواپیما در رم فرود آمد و پس از چند ساعت مذاکره مسافران آزاد و یک پیام به سازمان جنبش عدم تعهد ارسال شد. هواپیما و ربایندگان به سمت تهران پرواز کردند و نهایتاً پس از مذاکرات تسلیم مقامات ایرانی شدند. |
| تعداد خدمه    | ۱۲۹                        | سه هواپیماربا که توانستن در جعبه شکلات اسلحه به داخل هواپیما ببرند، ابتدا خواستار فرود هواپیما در هاوانا شدند. ربایندگان از سازمان جنبش عدم تعهد درخواست آزادی رهبرشان از زندان لیبی را داشتند. هواپیما در رم فرود آمد و پس از چند ساعت مذاکره مسافران آزاد و یک پیام به سازمان جنبش عدم تعهد ارسال شد. هواپیما و ربایندگان به سمت تهران پرواز کردند و نهایتاً پس از مذاکرات تسلیم مقامات ایرانی شدند. |
| تعداد مسافران | ۱۲۹                        | سه هواپیماربا که توانستن در جعبه شکلات اسلحه به داخل هواپیما ببرند، ابتدا خواستار فرود هواپیما در هاوانا شدند. ربایندگان از سازمان جنبش عدم تعهد درخواست آزادی رهبرشان از زندان لیبی را داشتند. هواپیما در رم فرود آمد و پس از چند ساعت مذاکره مسافران آزاد و یک پیام به سازمان جنبش عدم تعهد ارسال شد. هواپیما و ربایندگان به سمت تهران پرواز کردند و نهایتاً پس از مذاکرات تسلیم مقامات ایرانی شدند. |
| فرودگاه مبدأ  | فرودگاه بیروت              | سه هواپیماربا که توانستن در جعبه شکلات اسلحه به داخل هواپیما ببرند، ابتدا خواستار فرود هواپیما در هاوانا شدند. ربایندگان از سازمان جنبش عدم تعهد درخواست آزادی رهبرشان از زندان لیبی را داشتند. هواپیما در رم فرود آمد و پس از چند ساعت مذاکره مسافران آزاد و یک پیام به سازمان جنبش عدم تعهد ارسال شد. هواپیما و ربایندگان به سمت تهران پرواز کردند و نهایتاً پس از مذاکرات تسلیم مقامات ایرانی شدند. |
| فرودگاه مقصد  | فرودگاه رم                 | سه هواپیماربا که توانستن در جعبه شکلات اسلحه به داخل هواپیما ببرند، ابتدا خواستار فرود هواپیما در هاوانا شدند. ربایندگان از سازمان جنبش عدم تعهد درخواست آزادی رهبرشان از زندان لیبی را داشتند. هواپیما در رم فرود آمد و پس از چند ساعت مذاکره مسافران آزاد و یک پیام به سازمان جنبش عدم تعهد ارسال شد. هواپیما و ربایندگان به سمت تهران پرواز کردند و نهایتاً پس از مذاکرات تسلیم مقامات ایرانی شدند. |

| تاریخ         | ۱۳۶۲/۰۶/۰۵              | هواپیماربایان مسلح به اسلحه دستی و نارنجک پس از خروج هواپیما از وین اتریش آن را در ژنو سوئیس، سیسیل ایتالیا و دمشق سوریه نشانده و در این شهرها ۹۰ نفر از مسافران و خدمه را آزاد کردند. مقصد بعدی ربایندگان تهران بود. گزارش شده‌است هواپیماربایان خواستار آزادی زندانیان لبنانی از زندان‌های فرانسه و همچنین خروج نیروهای نظامی فرانسه از چاد و لبنان شدند. پس از سه روز مذاکرات در تهران، هواپیماربایان تسلیم و باقی‌مانده مسافران و خدمه آزاد شدند. |
| تاریخ         | ۲۷ اوت ۱۹۸۳             | هواپیماربایان مسلح به اسلحه دستی و نارنجک پس از خروج هواپیما از وین اتریش آن را در ژنو سوئیس، سیسیل ایتالیا و دمشق سوریه نشانده و در این شهرها ۹۰ نفر از مسافران و خدمه را آزاد کردند. مقصد بعدی ربایندگان تهران بود. گزارش شده‌است هواپیماربایان خواستار آزادی زندانیان لبنانی از زندان‌های فرانسه و همچنین خروج نیروهای نظامی فرانسه از چاد و لبنان شدند. پس از سه روز مذاکرات در تهران، هواپیماربایان تسلیم و باقی‌مانده مسافران و خدمه آزاد شدند. |
| نوع هواپیما   | Boeing 727-228          | هواپیماربایان مسلح به اسلحه دستی و نارنجک پس از خروج هواپیما از وین اتریش آن را در ژنو سوئیس، سیسیل ایتالیا و دمشق سوریه نشانده و در این شهرها ۹۰ نفر از مسافران و خدمه را آزاد کردند. مقصد بعدی ربایندگان تهران بود. گزارش شده‌است هواپیماربایان خواستار آزادی زندانیان لبنانی از زندان‌های فرانسه و همچنین خروج نیروهای نظامی فرانسه از چاد و لبنان شدند. پس از سه روز مذاکرات در تهران، هواپیماربایان تسلیم و باقی‌مانده مسافران و خدمه آزاد شدند. |
| تعداد خدمه    | ۱۱۱                     | هواپیماربایان مسلح به اسلحه دستی و نارنجک پس از خروج هواپیما از وین اتریش آن را در ژنو سوئیس، سیسیل ایتالیا و دمشق سوریه نشانده و در این شهرها ۹۰ نفر از مسافران و خدمه را آزاد کردند. مقصد بعدی ربایندگان تهران بود. گزارش شده‌است هواپیماربایان خواستار آزادی زندانیان لبنانی از زندان‌های فرانسه و همچنین خروج نیروهای نظامی فرانسه از چاد و لبنان شدند. پس از سه روز مذاکرات در تهران، هواپیماربایان تسلیم و باقی‌مانده مسافران و خدمه آزاد شدند. |
| تعداد مسافران | ۱۱۱                     | هواپیماربایان مسلح به اسلحه دستی و نارنجک پس از خروج هواپیما از وین اتریش آن را در ژنو سوئیس، سیسیل ایتالیا و دمشق سوریه نشانده و در این شهرها ۹۰ نفر از مسافران و خدمه را آزاد کردند. مقصد بعدی ربایندگان تهران بود. گزارش شده‌است هواپیماربایان خواستار آزادی زندانیان لبنانی از زندان‌های فرانسه و همچنین خروج نیروهای نظامی فرانسه از چاد و لبنان شدند. پس از سه روز مذاکرات در تهران، هواپیماربایان تسلیم و باقی‌مانده مسافران و خدمه آزاد شدند. |
| فرودگاه مبدأ  | فرودگاه وین             | هواپیماربایان مسلح به اسلحه دستی و نارنجک پس از خروج هواپیما از وین اتریش آن را در ژنو سوئیس، سیسیل ایتالیا و دمشق سوریه نشانده و در این شهرها ۹۰ نفر از مسافران و خدمه را آزاد کردند. مقصد بعدی ربایندگان تهران بود. گزارش شده‌است هواپیماربایان خواستار آزادی زندانیان لبنانی از زندان‌های فرانسه و همچنین خروج نیروهای نظامی فرانسه از چاد و لبنان شدند. پس از سه روز مذاکرات در تهران، هواپیماربایان تسلیم و باقی‌مانده مسافران و خدمه آزاد شدند. |
| فرودگاه مقصد  | فرودگاه شارل دوگل پاریس | هواپیماربایان مسلح به اسلحه دستی و نارنجک پس از خروج هواپیما از وین اتریش آن را در ژنو سوئیس، سیسیل ایتالیا و دمشق سوریه نشانده و در این شهرها ۹۰ نفر از مسافران و خدمه را آزاد کردند. مقصد بعدی ربایندگان تهران بود. گزارش شده‌است هواپیماربایان خواستار آزادی زندانیان لبنانی از زندان‌های فرانسه و همچنین خروج نیروهای نظامی فرانسه از چاد و لبنان شدند. پس از سه روز مذاکرات در تهران، هواپیماربایان تسلیم و باقی‌مانده مسافران و خدمه آزاد شدند. |

| تاریخ         | ۱۳۶۳/۰۵/۰۹              | هواپیما پس از ربوده شدن توسط سه فرد عرب در ژنو و بیروت و لارناکا سوختگیری و با گذشتن بدون اجازه از مرز ایران و ترکیه، صبح دهم مرداد در فرودگاه مهرآباد برزمین نشست. روزنامه اطلاعات دهم مرداد به نقل از یک مقام آگاه گزارش داد که هواپیماربایان تهدید کردند در صورت عدم موافقت ایران با فرود این هواپیما، آن را منفجر خواهند کرد و ایران به منظور نجات جان سرنشینان اجازه فرود داد. هواپیماربایان از دولت فرانسه خواستار آزادی پنج زندانی به نام‌های «انیس نقاش»، «بناء عزی»، «سمیر»، «مهدی‌نژاد تبریزی» و «جواد جناب» بودند. صبح سیزدهم مرداد خلبان هواپیما طی تماس کوتاهی با برج مراقبت اعلام کرد که هواپیماربایان اقدام به گذاشتن تی‌ان‌تی در کابین خلبان کرده‌اند و وضعیت بحرانی است. هواپیماربایان با انتشار بیانه‌ای اعلام کردند: «قصد آن‌ها نشان دادن ضرب شستی به دولت فرانسه بوده که دست سران آن به خون مسلمانان الجزایر، مستضعفین فلسطین، مسلمین لبنان، محرومین چاد، مؤمنین ایران و مستضعفین سراسر عالم آغشته‌است.» پس از انتشار بیانیه، همه مسافران را آزاد و کابین خلبان را منفجر کردند. با انفجار کابین، پلیس ایران ربایندگان را دستگیر و با یک لیموزین سیاه به مکان نامعلومی برد. مسافران به فرانسه بازگشتند و ششم آذرماه همان سال هواپیمای ایرفرانس پس از تعمیرات اولیه به پاریس برگشت. محسن رفیق دوست سی سال بعد در خاطرات خود به مأموریت آن پنج زندانی برای ترور شاپور بختیار در فرانسه اشاره کرد. تروری که در سال ۱۳۵۹ ناکام ماند و به دنبال آن این پنج نفر توسط پلیس فرانسه دستگیر و سه نفرشان به حبس ابد و دو نفر دیگر به حبس‌های کمتر محکوم شدند. رفیق دوست در کتاب خاطرات خود تعریف می‌کند: «چریک‌های لبنانی که دوستان ابومازن (انیس نقاش) بودند در یک رشته عملیات، به سفارتخانه فرانسه حمله کردند و همچنین یک هواپیمای فرانسوی را نیز ربودند. پس از این اقدامات نماینده‌ای از طرف رئیس‌جمهور فرانسه با من ملاقات کرد. در این ملاقات تنها راه حل را آزادی گروه ابومازن از زندان عنوان کردم و گفتم که اگر آن‌ها آزاد نشوند دوستانشان اقدامات دیگری انجام خواهند داد.» از سوی دیگر هم‌زمان با این مذاکرات، ابومازن هم در زندان دست به اعتصاب غذای سختی می‌زند و خواستار ملاقات با نماینده‌ای از ایران می‌شود. رفیق دوست با مشورت رئیس‌جمهور وقت (اکبر هاشمی رفسنجانی) به فرانسه می‌رود و قرار می‌شود تا از ابومازن بخواهد اعتصاب غذایش را بشکند و از سوی دیگر با پرداخت خسارت به خانواده کشته شدگان که طبق قوانین فرانسه حدود پانصد هزار دلار بود، ظرف دو هفته ابومازن و تیمش آزاد شوند. دستور پرداخت خسارت به کشته‌شدگان صادر و گروه ابومازن هم بالاخره در سال ۱۳۶۹ و پس از ده سال آزاد می‌شوند. |
| تاریخ         | ۳۱ ژوئیه ۱۹۸۴           | هواپیما پس از ربوده شدن توسط سه فرد عرب در ژنو و بیروت و لارناکا سوختگیری و با گذشتن بدون اجازه از مرز ایران و ترکیه، صبح دهم مرداد در فرودگاه مهرآباد برزمین نشست. روزنامه اطلاعات دهم مرداد به نقل از یک مقام آگاه گزارش داد که هواپیماربایان تهدید کردند در صورت عدم موافقت ایران با فرود این هواپیما، آن را منفجر خواهند کرد و ایران به منظور نجات جان سرنشینان اجازه فرود داد. هواپیماربایان از دولت فرانسه خواستار آزادی پنج زندانی به نام‌های «انیس نقاش»، «بناء عزی»، «سمیر»، «مهدی‌نژاد تبریزی» و «جواد جناب» بودند. صبح سیزدهم مرداد خلبان هواپیما طی تماس کوتاهی با برج مراقبت اعلام کرد که هواپیماربایان اقدام به گذاشتن تی‌ان‌تی در کابین خلبان کرده‌اند و وضعیت بحرانی است. هواپیماربایان با انتشار بیانه‌ای اعلام کردند: «قصد آن‌ها نشان دادن ضرب شستی به دولت فرانسه بوده که دست سران آن به خون مسلمانان الجزایر، مستضعفین فلسطین، مسلمین لبنان، محرومین چاد، مؤمنین ایران و مستضعفین سراسر عالم آغشته‌است.» پس از انتشار بیانیه، همه مسافران را آزاد و کابین خلبان را منفجر کردند. با انفجار کابین، پلیس ایران ربایندگان را دستگیر و با یک لیموزین سیاه به مکان نامعلومی برد. مسافران به فرانسه بازگشتند و ششم آذرماه همان سال هواپیمای ایرفرانس پس از تعمیرات اولیه به پاریس برگشت. محسن رفیق دوست سی سال بعد در خاطرات خود به مأموریت آن پنج زندانی برای ترور شاپور بختیار در فرانسه اشاره کرد. تروری که در سال ۱۳۵۹ ناکام ماند و به دنبال آن این پنج نفر توسط پلیس فرانسه دستگیر و سه نفرشان به حبس ابد و دو نفر دیگر به حبس‌های کمتر محکوم شدند. رفیق دوست در کتاب خاطرات خود تعریف می‌کند: «چریک‌های لبنانی که دوستان ابومازن (انیس نقاش) بودند در یک رشته عملیات، به سفارتخانه فرانسه حمله کردند و همچنین یک هواپیمای فرانسوی را نیز ربودند. پس از این اقدامات نماینده‌ای از طرف رئیس‌جمهور فرانسه با من ملاقات کرد. در این ملاقات تنها راه حل را آزادی گروه ابومازن از زندان عنوان کردم و گفتم که اگر آن‌ها آزاد نشوند دوستانشان اقدامات دیگری انجام خواهند داد.» از سوی دیگر هم‌زمان با این مذاکرات، ابومازن هم در زندان دست به اعتصاب غذای سختی می‌زند و خواستار ملاقات با نماینده‌ای از ایران می‌شود. رفیق دوست با مشورت رئیس‌جمهور وقت (اکبر هاشمی رفسنجانی) به فرانسه می‌رود و قرار می‌شود تا از ابومازن بخواهد اعتصاب غذایش را بشکند و از سوی دیگر با پرداخت خسارت به خانواده کشته شدگان که طبق قوانین فرانسه حدود پانصد هزار دلار بود، ظرف دو هفته ابومازن و تیمش آزاد شوند. دستور پرداخت خسارت به کشته‌شدگان صادر و گروه ابومازن هم بالاخره در سال ۱۳۶۹ و پس از ده سال آزاد می‌شوند. |
| نوع هواپیما   | Boeing737-228           | هواپیما پس از ربوده شدن توسط سه فرد عرب در ژنو و بیروت و لارناکا سوختگیری و با گذشتن بدون اجازه از مرز ایران و ترکیه، صبح دهم مرداد در فرودگاه مهرآباد برزمین نشست. روزنامه اطلاعات دهم مرداد به نقل از یک مقام آگاه گزارش داد که هواپیماربایان تهدید کردند در صورت عدم موافقت ایران با فرود این هواپیما، آن را منفجر خواهند کرد و ایران به منظور نجات جان سرنشینان اجازه فرود داد. هواپیماربایان از دولت فرانسه خواستار آزادی پنج زندانی به نام‌های «انیس نقاش»، «بناء عزی»، «سمیر»، «مهدی‌نژاد تبریزی» و «جواد جناب» بودند. صبح سیزدهم مرداد خلبان هواپیما طی تماس کوتاهی با برج مراقبت اعلام کرد که هواپیماربایان اقدام به گذاشتن تی‌ان‌تی در کابین خلبان کرده‌اند و وضعیت بحرانی است. هواپیماربایان با انتشار بیانه‌ای اعلام کردند: «قصد آن‌ها نشان دادن ضرب شستی به دولت فرانسه بوده که دست سران آن به خون مسلمانان الجزایر، مستضعفین فلسطین، مسلمین لبنان، محرومین چاد، مؤمنین ایران و مستضعفین سراسر عالم آغشته‌است.» پس از انتشار بیانیه، همه مسافران را آزاد و کابین خلبان را منفجر کردند. با انفجار کابین، پلیس ایران ربایندگان را دستگیر و با یک لیموزین سیاه به مکان نامعلومی برد. مسافران به فرانسه بازگشتند و ششم آذرماه همان سال هواپیمای ایرفرانس پس از تعمیرات اولیه به پاریس برگشت. محسن رفیق دوست سی سال بعد در خاطرات خود به مأموریت آن پنج زندانی برای ترور شاپور بختیار در فرانسه اشاره کرد. تروری که در سال ۱۳۵۹ ناکام ماند و به دنبال آن این پنج نفر توسط پلیس فرانسه دستگیر و سه نفرشان به حبس ابد و دو نفر دیگر به حبس‌های کمتر محکوم شدند. رفیق دوست در کتاب خاطرات خود تعریف می‌کند: «چریک‌های لبنانی که دوستان ابومازن (انیس نقاش) بودند در یک رشته عملیات، به سفارتخانه فرانسه حمله کردند و همچنین یک هواپیمای فرانسوی را نیز ربودند. پس از این اقدامات نماینده‌ای از طرف رئیس‌جمهور فرانسه با من ملاقات کرد. در این ملاقات تنها راه حل را آزادی گروه ابومازن از زندان عنوان کردم و گفتم که اگر آن‌ها آزاد نشوند دوستانشان اقدامات دیگری انجام خواهند داد.» از سوی دیگر هم‌زمان با این مذاکرات، ابومازن هم در زندان دست به اعتصاب غذای سختی می‌زند و خواستار ملاقات با نماینده‌ای از ایران می‌شود. رفیق دوست با مشورت رئیس‌جمهور وقت (اکبر هاشمی رفسنجانی) به فرانسه می‌رود و قرار می‌شود تا از ابومازن بخواهد اعتصاب غذایش را بشکند و از سوی دیگر با پرداخت خسارت به خانواده کشته شدگان که طبق قوانین فرانسه حدود پانصد هزار دلار بود، ظرف دو هفته ابومازن و تیمش آزاد شوند. دستور پرداخت خسارت به کشته‌شدگان صادر و گروه ابومازن هم بالاخره در سال ۱۳۶۹ و پس از ده سال آزاد می‌شوند. |
| تعداد خدمه    | ۶                       | هواپیما پس از ربوده شدن توسط سه فرد عرب در ژنو و بیروت و لارناکا سوختگیری و با گذشتن بدون اجازه از مرز ایران و ترکیه، صبح دهم مرداد در فرودگاه مهرآباد برزمین نشست. روزنامه اطلاعات دهم مرداد به نقل از یک مقام آگاه گزارش داد که هواپیماربایان تهدید کردند در صورت عدم موافقت ایران با فرود این هواپیما، آن را منفجر خواهند کرد و ایران به منظور نجات جان سرنشینان اجازه فرود داد. هواپیماربایان از دولت فرانسه خواستار آزادی پنج زندانی به نام‌های «انیس نقاش»، «بناء عزی»، «سمیر»، «مهدی‌نژاد تبریزی» و «جواد جناب» بودند. صبح سیزدهم مرداد خلبان هواپیما طی تماس کوتاهی با برج مراقبت اعلام کرد که هواپیماربایان اقدام به گذاشتن تی‌ان‌تی در کابین خلبان کرده‌اند و وضعیت بحرانی است. هواپیماربایان با انتشار بیانه‌ای اعلام کردند: «قصد آن‌ها نشان دادن ضرب شستی به دولت فرانسه بوده که دست سران آن به خون مسلمانان الجزایر، مستضعفین فلسطین، مسلمین لبنان، محرومین چاد، مؤمنین ایران و مستضعفین سراسر عالم آغشته‌است.» پس از انتشار بیانیه، همه مسافران را آزاد و کابین خلبان را منفجر کردند. با انفجار کابین، پلیس ایران ربایندگان را دستگیر و با یک لیموزین سیاه به مکان نامعلومی برد. مسافران به فرانسه بازگشتند و ششم آذرماه همان سال هواپیمای ایرفرانس پس از تعمیرات اولیه به پاریس برگشت. محسن رفیق دوست سی سال بعد در خاطرات خود به مأموریت آن پنج زندانی برای ترور شاپور بختیار در فرانسه اشاره کرد. تروری که در سال ۱۳۵۹ ناکام ماند و به دنبال آن این پنج نفر توسط پلیس فرانسه دستگیر و سه نفرشان به حبس ابد و دو نفر دیگر به حبس‌های کمتر محکوم شدند. رفیق دوست در کتاب خاطرات خود تعریف می‌کند: «چریک‌های لبنانی که دوستان ابومازن (انیس نقاش) بودند در یک رشته عملیات، به سفارتخانه فرانسه حمله کردند و همچنین یک هواپیمای فرانسوی را نیز ربودند. پس از این اقدامات نماینده‌ای از طرف رئیس‌جمهور فرانسه با من ملاقات کرد. در این ملاقات تنها راه حل را آزادی گروه ابومازن از زندان عنوان کردم و گفتم که اگر آن‌ها آزاد نشوند دوستانشان اقدامات دیگری انجام خواهند داد.» از سوی دیگر هم‌زمان با این مذاکرات، ابومازن هم در زندان دست به اعتصاب غذای سختی می‌زند و خواستار ملاقات با نماینده‌ای از ایران می‌شود. رفیق دوست با مشورت رئیس‌جمهور وقت (اکبر هاشمی رفسنجانی) به فرانسه می‌رود و قرار می‌شود تا از ابومازن بخواهد اعتصاب غذایش را بشکند و از سوی دیگر با پرداخت خسارت به خانواده کشته شدگان که طبق قوانین فرانسه حدود پانصد هزار دلار بود، ظرف دو هفته ابومازن و تیمش آزاد شوند. دستور پرداخت خسارت به کشته‌شدگان صادر و گروه ابومازن هم بالاخره در سال ۱۳۶۹ و پس از ده سال آزاد می‌شوند. |
| تعداد مسافران | ۵۸                      | هواپیما پس از ربوده شدن توسط سه فرد عرب در ژنو و بیروت و لارناکا سوختگیری و با گذشتن بدون اجازه از مرز ایران و ترکیه، صبح دهم مرداد در فرودگاه مهرآباد برزمین نشست. روزنامه اطلاعات دهم مرداد به نقل از یک مقام آگاه گزارش داد که هواپیماربایان تهدید کردند در صورت عدم موافقت ایران با فرود این هواپیما، آن را منفجر خواهند کرد و ایران به منظور نجات جان سرنشینان اجازه فرود داد. هواپیماربایان از دولت فرانسه خواستار آزادی پنج زندانی به نام‌های «انیس نقاش»، «بناء عزی»، «سمیر»، «مهدی‌نژاد تبریزی» و «جواد جناب» بودند. صبح سیزدهم مرداد خلبان هواپیما طی تماس کوتاهی با برج مراقبت اعلام کرد که هواپیماربایان اقدام به گذاشتن تی‌ان‌تی در کابین خلبان کرده‌اند و وضعیت بحرانی است. هواپیماربایان با انتشار بیانه‌ای اعلام کردند: «قصد آن‌ها نشان دادن ضرب شستی به دولت فرانسه بوده که دست سران آن به خون مسلمانان الجزایر، مستضعفین فلسطین، مسلمین لبنان، محرومین چاد، مؤمنین ایران و مستضعفین سراسر عالم آغشته‌است.» پس از انتشار بیانیه، همه مسافران را آزاد و کابین خلبان را منفجر کردند. با انفجار کابین، پلیس ایران ربایندگان را دستگیر و با یک لیموزین سیاه به مکان نامعلومی برد. مسافران به فرانسه بازگشتند و ششم آذرماه همان سال هواپیمای ایرفرانس پس از تعمیرات اولیه به پاریس برگشت. محسن رفیق دوست سی سال بعد در خاطرات خود به مأموریت آن پنج زندانی برای ترور شاپور بختیار در فرانسه اشاره کرد. تروری که در سال ۱۳۵۹ ناکام ماند و به دنبال آن این پنج نفر توسط پلیس فرانسه دستگیر و سه نفرشان به حبس ابد و دو نفر دیگر به حبس‌های کمتر محکوم شدند. رفیق دوست در کتاب خاطرات خود تعریف می‌کند: «چریک‌های لبنانی که دوستان ابومازن (انیس نقاش) بودند در یک رشته عملیات، به سفارتخانه فرانسه حمله کردند و همچنین یک هواپیمای فرانسوی را نیز ربودند. پس از این اقدامات نماینده‌ای از طرف رئیس‌جمهور فرانسه با من ملاقات کرد. در این ملاقات تنها راه حل را آزادی گروه ابومازن از زندان عنوان کردم و گفتم که اگر آن‌ها آزاد نشوند دوستانشان اقدامات دیگری انجام خواهند داد.» از سوی دیگر هم‌زمان با این مذاکرات، ابومازن هم در زندان دست به اعتصاب غذای سختی می‌زند و خواستار ملاقات با نماینده‌ای از ایران می‌شود. رفیق دوست با مشورت رئیس‌جمهور وقت (اکبر هاشمی رفسنجانی) به فرانسه می‌رود و قرار می‌شود تا از ابومازن بخواهد اعتصاب غذایش را بشکند و از سوی دیگر با پرداخت خسارت به خانواده کشته شدگان که طبق قوانین فرانسه حدود پانصد هزار دلار بود، ظرف دو هفته ابومازن و تیمش آزاد شوند. دستور پرداخت خسارت به کشته‌شدگان صادر و گروه ابومازن هم بالاخره در سال ۱۳۶۹ و پس از ده سال آزاد می‌شوند. |
| فرودگاه مبدأ  | فرودگاه فرانکفورت       | هواپیما پس از ربوده شدن توسط سه فرد عرب در ژنو و بیروت و لارناکا سوختگیری و با گذشتن بدون اجازه از مرز ایران و ترکیه، صبح دهم مرداد در فرودگاه مهرآباد برزمین نشست. روزنامه اطلاعات دهم مرداد به نقل از یک مقام آگاه گزارش داد که هواپیماربایان تهدید کردند در صورت عدم موافقت ایران با فرود این هواپیما، آن را منفجر خواهند کرد و ایران به منظور نجات جان سرنشینان اجازه فرود داد. هواپیماربایان از دولت فرانسه خواستار آزادی پنج زندانی به نام‌های «انیس نقاش»، «بناء عزی»، «سمیر»، «مهدی‌نژاد تبریزی» و «جواد جناب» بودند. صبح سیزدهم مرداد خلبان هواپیما طی تماس کوتاهی با برج مراقبت اعلام کرد که هواپیماربایان اقدام به گذاشتن تی‌ان‌تی در کابین خلبان کرده‌اند و وضعیت بحرانی است. هواپیماربایان با انتشار بیانه‌ای اعلام کردند: «قصد آن‌ها نشان دادن ضرب شستی به دولت فرانسه بوده که دست سران آن به خون مسلمانان الجزایر، مستضعفین فلسطین، مسلمین لبنان، محرومین چاد، مؤمنین ایران و مستضعفین سراسر عالم آغشته‌است.» پس از انتشار بیانیه، همه مسافران را آزاد و کابین خلبان را منفجر کردند. با انفجار کابین، پلیس ایران ربایندگان را دستگیر و با یک لیموزین سیاه به مکان نامعلومی برد. مسافران به فرانسه بازگشتند و ششم آذرماه همان سال هواپیمای ایرفرانس پس از تعمیرات اولیه به پاریس برگشت. محسن رفیق دوست سی سال بعد در خاطرات خود به مأموریت آن پنج زندانی برای ترور شاپور بختیار در فرانسه اشاره کرد. تروری که در سال ۱۳۵۹ ناکام ماند و به دنبال آن این پنج نفر توسط پلیس فرانسه دستگیر و سه نفرشان به حبس ابد و دو نفر دیگر به حبس‌های کمتر محکوم شدند. رفیق دوست در کتاب خاطرات خود تعریف می‌کند: «چریک‌های لبنانی که دوستان ابومازن (انیس نقاش) بودند در یک رشته عملیات، به سفارتخانه فرانسه حمله کردند و همچنین یک هواپیمای فرانسوی را نیز ربودند. پس از این اقدامات نماینده‌ای از طرف رئیس‌جمهور فرانسه با من ملاقات کرد. در این ملاقات تنها راه حل را آزادی گروه ابومازن از زندان عنوان کردم و گفتم که اگر آن‌ها آزاد نشوند دوستانشان اقدامات دیگری انجام خواهند داد.» از سوی دیگر هم‌زمان با این مذاکرات، ابومازن هم در زندان دست به اعتصاب غذای سختی می‌زند و خواستار ملاقات با نماینده‌ای از ایران می‌شود. رفیق دوست با مشورت رئیس‌جمهور وقت (اکبر هاشمی رفسنجانی) به فرانسه می‌رود و قرار می‌شود تا از ابومازن بخواهد اعتصاب غذایش را بشکند و از سوی دیگر با پرداخت خسارت به خانواده کشته شدگان که طبق قوانین فرانسه حدود پانصد هزار دلار بود، ظرف دو هفته ابومازن و تیمش آزاد شوند. دستور پرداخت خسارت به کشته‌شدگان صادر و گروه ابومازن هم بالاخره در سال ۱۳۶۹ و پس از ده سال آزاد می‌شوند. |
| فرودگاه مقصد  | فرودگاه شارل دوگل پاریس | هواپیما پس از ربوده شدن توسط سه فرد عرب در ژنو و بیروت و لارناکا سوختگیری و با گذشتن بدون اجازه از مرز ایران و ترکیه، صبح دهم مرداد در فرودگاه مهرآباد برزمین نشست. روزنامه اطلاعات دهم مرداد به نقل از یک مقام آگاه گزارش داد که هواپیماربایان تهدید کردند در صورت عدم موافقت ایران با فرود این هواپیما، آن را منفجر خواهند کرد و ایران به منظور نجات جان سرنشینان اجازه فرود داد. هواپیماربایان از دولت فرانسه خواستار آزادی پنج زندانی به نام‌های «انیس نقاش»، «بناء عزی»، «سمیر»، «مهدی‌نژاد تبریزی» و «جواد جناب» بودند. صبح سیزدهم مرداد خلبان هواپیما طی تماس کوتاهی با برج مراقبت اعلام کرد که هواپیماربایان اقدام به گذاشتن تی‌ان‌تی در کابین خلبان کرده‌اند و وضعیت بحرانی است. هواپیماربایان با انتشار بیانه‌ای اعلام کردند: «قصد آن‌ها نشان دادن ضرب شستی به دولت فرانسه بوده که دست سران آن به خون مسلمانان الجزایر، مستضعفین فلسطین، مسلمین لبنان، محرومین چاد، مؤمنین ایران و مستضعفین سراسر عالم آغشته‌است.» پس از انتشار بیانیه، همه مسافران را آزاد و کابین خلبان را منفجر کردند. با انفجار کابین، پلیس ایران ربایندگان را دستگیر و با یک لیموزین سیاه به مکان نامعلومی برد. مسافران به فرانسه بازگشتند و ششم آذرماه همان سال هواپیمای ایرفرانس پس از تعمیرات اولیه به پاریس برگشت. محسن رفیق دوست سی سال بعد در خاطرات خود به مأموریت آن پنج زندانی برای ترور شاپور بختیار در فرانسه اشاره کرد. تروری که در سال ۱۳۵۹ ناکام ماند و به دنبال آن این پنج نفر توسط پلیس فرانسه دستگیر و سه نفرشان به حبس ابد و دو نفر دیگر به حبس‌های کمتر محکوم شدند. رفیق دوست در کتاب خاطرات خود تعریف می‌کند: «چریک‌های لبنانی که دوستان ابومازن (انیس نقاش) بودند در یک رشته عملیات، به سفارتخانه فرانسه حمله کردند و همچنین یک هواپیمای فرانسوی را نیز ربودند. پس از این اقدامات نماینده‌ای از طرف رئیس‌جمهور فرانسه با من ملاقات کرد. در این ملاقات تنها راه حل را آزادی گروه ابومازن از زندان عنوان کردم و گفتم که اگر آن‌ها آزاد نشوند دوستانشان اقدامات دیگری انجام خواهند داد.» از سوی دیگر هم‌زمان با این مذاکرات، ابومازن هم در زندان دست به اعتصاب غذای سختی می‌زند و خواستار ملاقات با نماینده‌ای از ایران می‌شود. رفیق دوست با مشورت رئیس‌جمهور وقت (اکبر هاشمی رفسنجانی) به فرانسه می‌رود و قرار می‌شود تا از ابومازن بخواهد اعتصاب غذایش را بشکند و از سوی دیگر با پرداخت خسارت به خانواده کشته شدگان که طبق قوانین فرانسه حدود پانصد هزار دلار بود، ظرف دو هفته ابومازن و تیمش آزاد شوند. دستور پرداخت خسارت به کشته‌شدگان صادر و گروه ابومازن هم بالاخره در سال ۱۳۶۹ و پس از ده سال آزاد می‌شوند. |

| تاریخ         | ۱۳۶۳/۰۸/۱۴              | هواپیمای عربستان سعودی در یک پرواز داخلی توسط دو نفر اهل یمن ربوده شد. ربایندگان هواپیما را به سمت تهران هدایت و خواستار: ۵۰۰ هزار دلار وجه نقد، بهبود رفتار عربستان با یمن، اخراج معلمان عربستانی از یمن و کمک ۵۰۰ میلیونی عربستان به یمن شدند. کمی بعد از فرود هواپیما در تهران یک دکتر که از مسافران هواپیما بود با استفاده از تبری که در جعبه آتش‌نشانی هواپیما بود به یکی از ربایندگان حمله می‌کند. بعضی از مسافران در هواپیما را باز می‌کنند و مأموران امنیتی وارد هواپیما و ربایندگان را دستگیر می‌کنند. ربایندگان پناهندگی سیاسی گرفتند. یکی از آن‌ها به ۱۲ سال زندان محکوم و دیگری تبرئه شد. |
| تاریخ         | ۵ نوامبر ۱۹۸۴           | هواپیمای عربستان سعودی در یک پرواز داخلی توسط دو نفر اهل یمن ربوده شد. ربایندگان هواپیما را به سمت تهران هدایت و خواستار: ۵۰۰ هزار دلار وجه نقد، بهبود رفتار عربستان با یمن، اخراج معلمان عربستانی از یمن و کمک ۵۰۰ میلیونی عربستان به یمن شدند. کمی بعد از فرود هواپیما در تهران یک دکتر که از مسافران هواپیما بود با استفاده از تبری که در جعبه آتش‌نشانی هواپیما بود به یکی از ربایندگان حمله می‌کند. بعضی از مسافران در هواپیما را باز می‌کنند و مأموران امنیتی وارد هواپیما و ربایندگان را دستگیر می‌کنند. ربایندگان پناهندگی سیاسی گرفتند. یکی از آن‌ها به ۱۲ سال زندان محکوم و دیگری تبرئه شد. |
| نوع هواپیما   | Lockheed L-1011 TriStar | هواپیمای عربستان سعودی در یک پرواز داخلی توسط دو نفر اهل یمن ربوده شد. ربایندگان هواپیما را به سمت تهران هدایت و خواستار: ۵۰۰ هزار دلار وجه نقد، بهبود رفتار عربستان با یمن، اخراج معلمان عربستانی از یمن و کمک ۵۰۰ میلیونی عربستان به یمن شدند. کمی بعد از فرود هواپیما در تهران یک دکتر که از مسافران هواپیما بود با استفاده از تبری که در جعبه آتش‌نشانی هواپیما بود به یکی از ربایندگان حمله می‌کند. بعضی از مسافران در هواپیما را باز می‌کنند و مأموران امنیتی وارد هواپیما و ربایندگان را دستگیر می‌کنند. ربایندگان پناهندگی سیاسی گرفتند. یکی از آن‌ها به ۱۲ سال زندان محکوم و دیگری تبرئه شد. |
| تعداد خدمه    | ۱۴                      | هواپیمای عربستان سعودی در یک پرواز داخلی توسط دو نفر اهل یمن ربوده شد. ربایندگان هواپیما را به سمت تهران هدایت و خواستار: ۵۰۰ هزار دلار وجه نقد، بهبود رفتار عربستان با یمن، اخراج معلمان عربستانی از یمن و کمک ۵۰۰ میلیونی عربستان به یمن شدند. کمی بعد از فرود هواپیما در تهران یک دکتر که از مسافران هواپیما بود با استفاده از تبری که در جعبه آتش‌نشانی هواپیما بود به یکی از ربایندگان حمله می‌کند. بعضی از مسافران در هواپیما را باز می‌کنند و مأموران امنیتی وارد هواپیما و ربایندگان را دستگیر می‌کنند. ربایندگان پناهندگی سیاسی گرفتند. یکی از آن‌ها به ۱۲ سال زندان محکوم و دیگری تبرئه شد. |
| تعداد مسافران | ۱۱۷                     | هواپیمای عربستان سعودی در یک پرواز داخلی توسط دو نفر اهل یمن ربوده شد. ربایندگان هواپیما را به سمت تهران هدایت و خواستار: ۵۰۰ هزار دلار وجه نقد، بهبود رفتار عربستان با یمن، اخراج معلمان عربستانی از یمن و کمک ۵۰۰ میلیونی عربستان به یمن شدند. کمی بعد از فرود هواپیما در تهران یک دکتر که از مسافران هواپیما بود با استفاده از تبری که در جعبه آتش‌نشانی هواپیما بود به یکی از ربایندگان حمله می‌کند. بعضی از مسافران در هواپیما را باز می‌کنند و مأموران امنیتی وارد هواپیما و ربایندگان را دستگیر می‌کنند. ربایندگان پناهندگی سیاسی گرفتند. یکی از آن‌ها به ۱۲ سال زندان محکوم و دیگری تبرئه شد. |
| فرودگاه مبدأ  | فرودگاه جده             | هواپیمای عربستان سعودی در یک پرواز داخلی توسط دو نفر اهل یمن ربوده شد. ربایندگان هواپیما را به سمت تهران هدایت و خواستار: ۵۰۰ هزار دلار وجه نقد، بهبود رفتار عربستان با یمن، اخراج معلمان عربستانی از یمن و کمک ۵۰۰ میلیونی عربستان به یمن شدند. کمی بعد از فرود هواپیما در تهران یک دکتر که از مسافران هواپیما بود با استفاده از تبری که در جعبه آتش‌نشانی هواپیما بود به یکی از ربایندگان حمله می‌کند. بعضی از مسافران در هواپیما را باز می‌کنند و مأموران امنیتی وارد هواپیما و ربایندگان را دستگیر می‌کنند. ربایندگان پناهندگی سیاسی گرفتند. یکی از آن‌ها به ۱۲ سال زندان محکوم و دیگری تبرئه شد. |
| فرودگاه مقصد  | فرودگاه ملک خالد        | هواپیمای عربستان سعودی در یک پرواز داخلی توسط دو نفر اهل یمن ربوده شد. ربایندگان هواپیما را به سمت تهران هدایت و خواستار: ۵۰۰ هزار دلار وجه نقد، بهبود رفتار عربستان با یمن، اخراج معلمان عربستانی از یمن و کمک ۵۰۰ میلیونی عربستان به یمن شدند. کمی بعد از فرود هواپیما در تهران یک دکتر که از مسافران هواپیما بود با استفاده از تبری که در جعبه آتش‌نشانی هواپیما بود به یکی از ربایندگان حمله می‌کند. بعضی از مسافران در هواپیما را باز می‌کنند و مأموران امنیتی وارد هواپیما و ربایندگان را دستگیر می‌کنند. ربایندگان پناهندگی سیاسی گرفتند. یکی از آن‌ها به ۱۲ سال زندان محکوم و دیگری تبرئه شد. |

| تاریخ         | ۱۳۶۳/۰۹/۱۱        | هواپیما با ۱۶۱ مسافر و خدمه از فرودگاه دبی به طرف کراچی پاکستان می‌رفت که توسط چهار فلسطینی ربوده شد. هواپیماربایان با انتشار بیانیه‌ای انگیزه خود را از این کار آزادی ۱۷ نفر از دوستانشان از زندان‌های کویت اعلام کردند. روز اول و دوم هواپیماربایی با آزادی یک زن باردار و یک نوجوان مبتلا به ناراحتی قلبی گذشت. در این هواپیما سه نفر از مقامات بلندپایه کویت و سه دیپلمات آمریکایی نیز حضور داشتند که این سه دیپلمات آمریکایی به دست ربایندگان کشته شدند. ربایندگان روز سوم تقاضای یک تصویربردار کردند تا ثابت کنند چند تن از مسافران را کشته‌اند. هیچ‌کس حاضر نشد پا پیش بگذارد تا اینکه عکاسی بنام علی فریدونی داوطلب شد و توانست عکسی از یک هواپیماربا بگیرد که بالای جنازه یکی از کشته شدگان ایستاده. عکس او با رقم باورنکردنی ۱۳ هزار دلار از طریق خبرگزاری ایرنا فروخته شد تا بلافاصله در روزنامه‌ها و مجلات معتبر دنیا چون نیوزویک، تایم، پاری‌ماچ و … منتشر شود. البته سهم علی فریدونی از این ۱۳ هزار دلار، ۲۵۰۰ تومان با درج تشویقی در پرونده بود. عکس دیگری که در خلال همان روزها ثبت شد، درگیری یکی از مسافران با هواپیماربایان را در پلکان هواپیما به تصویر کشیده‌است. درگیری که منجر به کشته شدن مسافر در پلکان شد. این عکس سال‌های سال اجازه فروش یا حتی انتشار نیافت. در سال ۱۳۸۹ پس از ۲۶ سال، این عکس در جریان سومین جشنواره هنرهای تجسمی فجر در خانه هنرمندان ایران به نمایش گذاشته شد. در ششمین روز ربایندگان تقاضای ورود نظافتچی به هواپیما را کردند و مأموران ایرانی در لباس مبدل به داخل هواپیما رفته و توانستند آن‌ها را دستگیر و مسافران را آزاد کنند. |
| تاریخ         | ۴ دسامبر ۱۹۸۴     | هواپیما با ۱۶۱ مسافر و خدمه از فرودگاه دبی به طرف کراچی پاکستان می‌رفت که توسط چهار فلسطینی ربوده شد. هواپیماربایان با انتشار بیانیه‌ای انگیزه خود را از این کار آزادی ۱۷ نفر از دوستانشان از زندان‌های کویت اعلام کردند. روز اول و دوم هواپیماربایی با آزادی یک زن باردار و یک نوجوان مبتلا به ناراحتی قلبی گذشت. در این هواپیما سه نفر از مقامات بلندپایه کویت و سه دیپلمات آمریکایی نیز حضور داشتند که این سه دیپلمات آمریکایی به دست ربایندگان کشته شدند. ربایندگان روز سوم تقاضای یک تصویربردار کردند تا ثابت کنند چند تن از مسافران را کشته‌اند. هیچ‌کس حاضر نشد پا پیش بگذارد تا اینکه عکاسی بنام علی فریدونی داوطلب شد و توانست عکسی از یک هواپیماربا بگیرد که بالای جنازه یکی از کشته شدگان ایستاده. عکس او با رقم باورنکردنی ۱۳ هزار دلار از طریق خبرگزاری ایرنا فروخته شد تا بلافاصله در روزنامه‌ها و مجلات معتبر دنیا چون نیوزویک، تایم، پاری‌ماچ و … منتشر شود. البته سهم علی فریدونی از این ۱۳ هزار دلار، ۲۵۰۰ تومان با درج تشویقی در پرونده بود. عکس دیگری که در خلال همان روزها ثبت شد، درگیری یکی از مسافران با هواپیماربایان را در پلکان هواپیما به تصویر کشیده‌است. درگیری که منجر به کشته شدن مسافر در پلکان شد. این عکس سال‌های سال اجازه فروش یا حتی انتشار نیافت. در سال ۱۳۸۹ پس از ۲۶ سال، این عکس در جریان سومین جشنواره هنرهای تجسمی فجر در خانه هنرمندان ایران به نمایش گذاشته شد. در ششمین روز ربایندگان تقاضای ورود نظافتچی به هواپیما را کردند و مأموران ایرانی در لباس مبدل به داخل هواپیما رفته و توانستند آن‌ها را دستگیر و مسافران را آزاد کنند. |
| نوع هواپیما   | Airbus A300C4-620 | هواپیما با ۱۶۱ مسافر و خدمه از فرودگاه دبی به طرف کراچی پاکستان می‌رفت که توسط چهار فلسطینی ربوده شد. هواپیماربایان با انتشار بیانیه‌ای انگیزه خود را از این کار آزادی ۱۷ نفر از دوستانشان از زندان‌های کویت اعلام کردند. روز اول و دوم هواپیماربایی با آزادی یک زن باردار و یک نوجوان مبتلا به ناراحتی قلبی گذشت. در این هواپیما سه نفر از مقامات بلندپایه کویت و سه دیپلمات آمریکایی نیز حضور داشتند که این سه دیپلمات آمریکایی به دست ربایندگان کشته شدند. ربایندگان روز سوم تقاضای یک تصویربردار کردند تا ثابت کنند چند تن از مسافران را کشته‌اند. هیچ‌کس حاضر نشد پا پیش بگذارد تا اینکه عکاسی بنام علی فریدونی داوطلب شد و توانست عکسی از یک هواپیماربا بگیرد که بالای جنازه یکی از کشته شدگان ایستاده. عکس او با رقم باورنکردنی ۱۳ هزار دلار از طریق خبرگزاری ایرنا فروخته شد تا بلافاصله در روزنامه‌ها و مجلات معتبر دنیا چون نیوزویک، تایم، پاری‌ماچ و … منتشر شود. البته سهم علی فریدونی از این ۱۳ هزار دلار، ۲۵۰۰ تومان با درج تشویقی در پرونده بود. عکس دیگری که در خلال همان روزها ثبت شد، درگیری یکی از مسافران با هواپیماربایان را در پلکان هواپیما به تصویر کشیده‌است. درگیری که منجر به کشته شدن مسافر در پلکان شد. این عکس سال‌های سال اجازه فروش یا حتی انتشار نیافت. در سال ۱۳۸۹ پس از ۲۶ سال، این عکس در جریان سومین جشنواره هنرهای تجسمی فجر در خانه هنرمندان ایران به نمایش گذاشته شد. در ششمین روز ربایندگان تقاضای ورود نظافتچی به هواپیما را کردند و مأموران ایرانی در لباس مبدل به داخل هواپیما رفته و توانستند آن‌ها را دستگیر و مسافران را آزاد کنند. |
| تعداد خدمه    | ۸                 | هواپیما با ۱۶۱ مسافر و خدمه از فرودگاه دبی به طرف کراچی پاکستان می‌رفت که توسط چهار فلسطینی ربوده شد. هواپیماربایان با انتشار بیانیه‌ای انگیزه خود را از این کار آزادی ۱۷ نفر از دوستانشان از زندان‌های کویت اعلام کردند. روز اول و دوم هواپیماربایی با آزادی یک زن باردار و یک نوجوان مبتلا به ناراحتی قلبی گذشت. در این هواپیما سه نفر از مقامات بلندپایه کویت و سه دیپلمات آمریکایی نیز حضور داشتند که این سه دیپلمات آمریکایی به دست ربایندگان کشته شدند. ربایندگان روز سوم تقاضای یک تصویربردار کردند تا ثابت کنند چند تن از مسافران را کشته‌اند. هیچ‌کس حاضر نشد پا پیش بگذارد تا اینکه عکاسی بنام علی فریدونی داوطلب شد و توانست عکسی از یک هواپیماربا بگیرد که بالای جنازه یکی از کشته شدگان ایستاده. عکس او با رقم باورنکردنی ۱۳ هزار دلار از طریق خبرگزاری ایرنا فروخته شد تا بلافاصله در روزنامه‌ها و مجلات معتبر دنیا چون نیوزویک، تایم، پاری‌ماچ و … منتشر شود. البته سهم علی فریدونی از این ۱۳ هزار دلار، ۲۵۰۰ تومان با درج تشویقی در پرونده بود. عکس دیگری که در خلال همان روزها ثبت شد، درگیری یکی از مسافران با هواپیماربایان را در پلکان هواپیما به تصویر کشیده‌است. درگیری که منجر به کشته شدن مسافر در پلکان شد. این عکس سال‌های سال اجازه فروش یا حتی انتشار نیافت. در سال ۱۳۸۹ پس از ۲۶ سال، این عکس در جریان سومین جشنواره هنرهای تجسمی فجر در خانه هنرمندان ایران به نمایش گذاشته شد. در ششمین روز ربایندگان تقاضای ورود نظافتچی به هواپیما را کردند و مأموران ایرانی در لباس مبدل به داخل هواپیما رفته و توانستند آن‌ها را دستگیر و مسافران را آزاد کنند. |
| تعداد مسافران | ۱۵۳               | هواپیما با ۱۶۱ مسافر و خدمه از فرودگاه دبی به طرف کراچی پاکستان می‌رفت که توسط چهار فلسطینی ربوده شد. هواپیماربایان با انتشار بیانیه‌ای انگیزه خود را از این کار آزادی ۱۷ نفر از دوستانشان از زندان‌های کویت اعلام کردند. روز اول و دوم هواپیماربایی با آزادی یک زن باردار و یک نوجوان مبتلا به ناراحتی قلبی گذشت. در این هواپیما سه نفر از مقامات بلندپایه کویت و سه دیپلمات آمریکایی نیز حضور داشتند که این سه دیپلمات آمریکایی به دست ربایندگان کشته شدند. ربایندگان روز سوم تقاضای یک تصویربردار کردند تا ثابت کنند چند تن از مسافران را کشته‌اند. هیچ‌کس حاضر نشد پا پیش بگذارد تا اینکه عکاسی بنام علی فریدونی داوطلب شد و توانست عکسی از یک هواپیماربا بگیرد که بالای جنازه یکی از کشته شدگان ایستاده. عکس او با رقم باورنکردنی ۱۳ هزار دلار از طریق خبرگزاری ایرنا فروخته شد تا بلافاصله در روزنامه‌ها و مجلات معتبر دنیا چون نیوزویک، تایم، پاری‌ماچ و … منتشر شود. البته سهم علی فریدونی از این ۱۳ هزار دلار، ۲۵۰۰ تومان با درج تشویقی در پرونده بود. عکس دیگری که در خلال همان روزها ثبت شد، درگیری یکی از مسافران با هواپیماربایان را در پلکان هواپیما به تصویر کشیده‌است. درگیری که منجر به کشته شدن مسافر در پلکان شد. این عکس سال‌های سال اجازه فروش یا حتی انتشار نیافت. در سال ۱۳۸۹ پس از ۲۶ سال، این عکس در جریان سومین جشنواره هنرهای تجسمی فجر در خانه هنرمندان ایران به نمایش گذاشته شد. در ششمین روز ربایندگان تقاضای ورود نظافتچی به هواپیما را کردند و مأموران ایرانی در لباس مبدل به داخل هواپیما رفته و توانستند آن‌ها را دستگیر و مسافران را آزاد کنند. |
| فرودگاه مبدأ  | فرودگاه دبی       | هواپیما با ۱۶۱ مسافر و خدمه از فرودگاه دبی به طرف کراچی پاکستان می‌رفت که توسط چهار فلسطینی ربوده شد. هواپیماربایان با انتشار بیانیه‌ای انگیزه خود را از این کار آزادی ۱۷ نفر از دوستانشان از زندان‌های کویت اعلام کردند. روز اول و دوم هواپیماربایی با آزادی یک زن باردار و یک نوجوان مبتلا به ناراحتی قلبی گذشت. در این هواپیما سه نفر از مقامات بلندپایه کویت و سه دیپلمات آمریکایی نیز حضور داشتند که این سه دیپلمات آمریکایی به دست ربایندگان کشته شدند. ربایندگان روز سوم تقاضای یک تصویربردار کردند تا ثابت کنند چند تن از مسافران را کشته‌اند. هیچ‌کس حاضر نشد پا پیش بگذارد تا اینکه عکاسی بنام علی فریدونی داوطلب شد و توانست عکسی از یک هواپیماربا بگیرد که بالای جنازه یکی از کشته شدگان ایستاده. عکس او با رقم باورنکردنی ۱۳ هزار دلار از طریق خبرگزاری ایرنا فروخته شد تا بلافاصله در روزنامه‌ها و مجلات معتبر دنیا چون نیوزویک، تایم، پاری‌ماچ و … منتشر شود. البته سهم علی فریدونی از این ۱۳ هزار دلار، ۲۵۰۰ تومان با درج تشویقی در پرونده بود. عکس دیگری که در خلال همان روزها ثبت شد، درگیری یکی از مسافران با هواپیماربایان را در پلکان هواپیما به تصویر کشیده‌است. درگیری که منجر به کشته شدن مسافر در پلکان شد. این عکس سال‌های سال اجازه فروش یا حتی انتشار نیافت. در سال ۱۳۸۹ پس از ۲۶ سال، این عکس در جریان سومین جشنواره هنرهای تجسمی فجر در خانه هنرمندان ایران به نمایش گذاشته شد. در ششمین روز ربایندگان تقاضای ورود نظافتچی به هواپیما را کردند و مأموران ایرانی در لباس مبدل به داخل هواپیما رفته و توانستند آن‌ها را دستگیر و مسافران را آزاد کنند. |
| فرودگاه مقصد  | فرودگاه جناح      | هواپیما با ۱۶۱ مسافر و خدمه از فرودگاه دبی به طرف کراچی پاکستان می‌رفت که توسط چهار فلسطینی ربوده شد. هواپیماربایان با انتشار بیانیه‌ای انگیزه خود را از این کار آزادی ۱۷ نفر از دوستانشان از زندان‌های کویت اعلام کردند. روز اول و دوم هواپیماربایی با آزادی یک زن باردار و یک نوجوان مبتلا به ناراحتی قلبی گذشت. در این هواپیما سه نفر از مقامات بلندپایه کویت و سه دیپلمات آمریکایی نیز حضور داشتند که این سه دیپلمات آمریکایی به دست ربایندگان کشته شدند. ربایندگان روز سوم تقاضای یک تصویربردار کردند تا ثابت کنند چند تن از مسافران را کشته‌اند. هیچ‌کس حاضر نشد پا پیش بگذارد تا اینکه عکاسی بنام علی فریدونی داوطلب شد و توانست عکسی از یک هواپیماربا بگیرد که بالای جنازه یکی از کشته شدگان ایستاده. عکس او با رقم باورنکردنی ۱۳ هزار دلار از طریق خبرگزاری ایرنا فروخته شد تا بلافاصله در روزنامه‌ها و مجلات معتبر دنیا چون نیوزویک، تایم، پاری‌ماچ و … منتشر شود. البته سهم علی فریدونی از این ۱۳ هزار دلار، ۲۵۰۰ تومان با درج تشویقی در پرونده بود. عکس دیگری که در خلال همان روزها ثبت شد، درگیری یکی از مسافران با هواپیماربایان را در پلکان هواپیما به تصویر کشیده‌است. درگیری که منجر به کشته شدن مسافر در پلکان شد. این عکس سال‌های سال اجازه فروش یا حتی انتشار نیافت. در سال ۱۳۸۹ پس از ۲۶ سال، این عکس در جریان سومین جشنواره هنرهای تجسمی فجر در خانه هنرمندان ایران به نمایش گذاشته شد. در ششمین روز ربایندگان تقاضای ورود نظافتچی به هواپیما را کردند و مأموران ایرانی در لباس مبدل به داخل هواپیما رفته و توانستند آن‌ها را دستگیر و مسافران را آزاد کنند. |

| تاریخ                | ۱۳۶۷/۰۱/۱۶       | هواپیمایی کویت ایرویز که از بانکوک به سمت کویت در حال پرواز بود در نزدیکی حریم هوایی کشور عمان ارتباطش با برج‌های مراقبت قطع شد تا شروع یک هواپیماربایی باشد. هواپیما توسط ۹ مرد مسلح از جمله حسن غزالدین ربوده شد. ربایندگان از کاپیتان درخواست کردند که مسیر را به سمت شرق تغییر دهد. هواپیما بعد از حدود ۲ ساعت پرواز به آسمان مشهد رسید و برج مراقبت اجازهٔ فرود داد. هواپیماربایان که خواستار آزادی ۱۷ شیعه از زندان‌های کویت بودند در فرودگاه مشهد ۲۵ مسافر را آزاد کردند. یک روز بعد ۳۲ مسافر دیگر آزاد شدند. پس از چند روز توقف هواپیماربایان درخواست سوختگیری و حرکت به سمت غرب را کردند. مقصد بعدی ربایندگان بیروت لبنان بود اما فرودگاه لبنان اجازهٔ فرود نداد و هواپیما در لارناکا قبرس بر زمین نشست. هواپیما چهار روز دیگر در فروگاه لارناکا ماند و ربایندگان برای فشار بر مقامات قبرسی برای دریافت سوخت دو مسافر کویتی به‌نام عبدالله خالدی ۲۵ ساله و خالد ایبوب بندر ۲۰ ساله را کشتند. سرانجام هواپیما به سمت الجزایر پرواز کرد. با رایزنی هواپیماربایان با مقامات کویتی و مقامات الجزایر قرار شد که ربایندگان با هواپیمای دیگری الجزایر را ترک و در مقابل، گروگان‌ها را آزاد کنند. پس از ۱۶ روز مابقی مسافران و خدمهٔ هواپیما آزاد و ربایندگان مجاز به ترک الجزایر شدند. در ۱۰ اکتبر ۲۰۰۱ حسن غزالدین در فهرست ۲۲ تروریست تحت تعقیب اف‌بی‌آی قرار گرفت و برای اطلاعاتی که منجر به دستگیری و محکومیت وی شود مبلغ ۵ میلیون دلار پاداش تعیین شد. |
| تاریخ                | ۵ آوریل ۱۹۸۸     | هواپیمایی کویت ایرویز که از بانکوک به سمت کویت در حال پرواز بود در نزدیکی حریم هوایی کشور عمان ارتباطش با برج‌های مراقبت قطع شد تا شروع یک هواپیماربایی باشد. هواپیما توسط ۹ مرد مسلح از جمله حسن غزالدین ربوده شد. ربایندگان از کاپیتان درخواست کردند که مسیر را به سمت شرق تغییر دهد. هواپیما بعد از حدود ۲ ساعت پرواز به آسمان مشهد رسید و برج مراقبت اجازهٔ فرود داد. هواپیماربایان که خواستار آزادی ۱۷ شیعه از زندان‌های کویت بودند در فرودگاه مشهد ۲۵ مسافر را آزاد کردند. یک روز بعد ۳۲ مسافر دیگر آزاد شدند. پس از چند روز توقف هواپیماربایان درخواست سوختگیری و حرکت به سمت غرب را کردند. مقصد بعدی ربایندگان بیروت لبنان بود اما فرودگاه لبنان اجازهٔ فرود نداد و هواپیما در لارناکا قبرس بر زمین نشست. هواپیما چهار روز دیگر در فروگاه لارناکا ماند و ربایندگان برای فشار بر مقامات قبرسی برای دریافت سوخت دو مسافر کویتی به‌نام عبدالله خالدی ۲۵ ساله و خالد ایبوب بندر ۲۰ ساله را کشتند. سرانجام هواپیما به سمت الجزایر پرواز کرد. با رایزنی هواپیماربایان با مقامات کویتی و مقامات الجزایر قرار شد که ربایندگان با هواپیمای دیگری الجزایر را ترک و در مقابل، گروگان‌ها را آزاد کنند. پس از ۱۶ روز مابقی مسافران و خدمهٔ هواپیما آزاد و ربایندگان مجاز به ترک الجزایر شدند. در ۱۰ اکتبر ۲۰۰۱ حسن غزالدین در فهرست ۲۲ تروریست تحت تعقیب اف‌بی‌آی قرار گرفت و برای اطلاعاتی که منجر به دستگیری و محکومیت وی شود مبلغ ۵ میلیون دلار پاداش تعیین شد. |
| نوع هواپیما          | Boeing 747-269B  | هواپیمایی کویت ایرویز که از بانکوک به سمت کویت در حال پرواز بود در نزدیکی حریم هوایی کشور عمان ارتباطش با برج‌های مراقبت قطع شد تا شروع یک هواپیماربایی باشد. هواپیما توسط ۹ مرد مسلح از جمله حسن غزالدین ربوده شد. ربایندگان از کاپیتان درخواست کردند که مسیر را به سمت شرق تغییر دهد. هواپیما بعد از حدود ۲ ساعت پرواز به آسمان مشهد رسید و برج مراقبت اجازهٔ فرود داد. هواپیماربایان که خواستار آزادی ۱۷ شیعه از زندان‌های کویت بودند در فرودگاه مشهد ۲۵ مسافر را آزاد کردند. یک روز بعد ۳۲ مسافر دیگر آزاد شدند. پس از چند روز توقف هواپیماربایان درخواست سوختگیری و حرکت به سمت غرب را کردند. مقصد بعدی ربایندگان بیروت لبنان بود اما فرودگاه لبنان اجازهٔ فرود نداد و هواپیما در لارناکا قبرس بر زمین نشست. هواپیما چهار روز دیگر در فروگاه لارناکا ماند و ربایندگان برای فشار بر مقامات قبرسی برای دریافت سوخت دو مسافر کویتی به‌نام عبدالله خالدی ۲۵ ساله و خالد ایبوب بندر ۲۰ ساله را کشتند. سرانجام هواپیما به سمت الجزایر پرواز کرد. با رایزنی هواپیماربایان با مقامات کویتی و مقامات الجزایر قرار شد که ربایندگان با هواپیمای دیگری الجزایر را ترک و در مقابل، گروگان‌ها را آزاد کنند. پس از ۱۶ روز مابقی مسافران و خدمهٔ هواپیما آزاد و ربایندگان مجاز به ترک الجزایر شدند. در ۱۰ اکتبر ۲۰۰۱ حسن غزالدین در فهرست ۲۲ تروریست تحت تعقیب اف‌بی‌آی قرار گرفت و برای اطلاعاتی که منجر به دستگیری و محکومیت وی شود مبلغ ۵ میلیون دلار پاداش تعیین شد. |
| تعداد خدمه و مسافران | ۱۲۱              | هواپیمایی کویت ایرویز که از بانکوک به سمت کویت در حال پرواز بود در نزدیکی حریم هوایی کشور عمان ارتباطش با برج‌های مراقبت قطع شد تا شروع یک هواپیماربایی باشد. هواپیما توسط ۹ مرد مسلح از جمله حسن غزالدین ربوده شد. ربایندگان از کاپیتان درخواست کردند که مسیر را به سمت شرق تغییر دهد. هواپیما بعد از حدود ۲ ساعت پرواز به آسمان مشهد رسید و برج مراقبت اجازهٔ فرود داد. هواپیماربایان که خواستار آزادی ۱۷ شیعه از زندان‌های کویت بودند در فرودگاه مشهد ۲۵ مسافر را آزاد کردند. یک روز بعد ۳۲ مسافر دیگر آزاد شدند. پس از چند روز توقف هواپیماربایان درخواست سوختگیری و حرکت به سمت غرب را کردند. مقصد بعدی ربایندگان بیروت لبنان بود اما فرودگاه لبنان اجازهٔ فرود نداد و هواپیما در لارناکا قبرس بر زمین نشست. هواپیما چهار روز دیگر در فروگاه لارناکا ماند و ربایندگان برای فشار بر مقامات قبرسی برای دریافت سوخت دو مسافر کویتی به‌نام عبدالله خالدی ۲۵ ساله و خالد ایبوب بندر ۲۰ ساله را کشتند. سرانجام هواپیما به سمت الجزایر پرواز کرد. با رایزنی هواپیماربایان با مقامات کویتی و مقامات الجزایر قرار شد که ربایندگان با هواپیمای دیگری الجزایر را ترک و در مقابل، گروگان‌ها را آزاد کنند. پس از ۱۶ روز مابقی مسافران و خدمهٔ هواپیما آزاد و ربایندگان مجاز به ترک الجزایر شدند. در ۱۰ اکتبر ۲۰۰۱ حسن غزالدین در فهرست ۲۲ تروریست تحت تعقیب اف‌بی‌آی قرار گرفت و برای اطلاعاتی که منجر به دستگیری و محکومیت وی شود مبلغ ۵ میلیون دلار پاداش تعیین شد. |
| فرودگاه مبدأ         | فرودگاه دن موئنگ | هواپیمایی کویت ایرویز که از بانکوک به سمت کویت در حال پرواز بود در نزدیکی حریم هوایی کشور عمان ارتباطش با برج‌های مراقبت قطع شد تا شروع یک هواپیماربایی باشد. هواپیما توسط ۹ مرد مسلح از جمله حسن غزالدین ربوده شد. ربایندگان از کاپیتان درخواست کردند که مسیر را به سمت شرق تغییر دهد. هواپیما بعد از حدود ۲ ساعت پرواز به آسمان مشهد رسید و برج مراقبت اجازهٔ فرود داد. هواپیماربایان که خواستار آزادی ۱۷ شیعه از زندان‌های کویت بودند در فرودگاه مشهد ۲۵ مسافر را آزاد کردند. یک روز بعد ۳۲ مسافر دیگر آزاد شدند. پس از چند روز توقف هواپیماربایان درخواست سوختگیری و حرکت به سمت غرب را کردند. مقصد بعدی ربایندگان بیروت لبنان بود اما فرودگاه لبنان اجازهٔ فرود نداد و هواپیما در لارناکا قبرس بر زمین نشست. هواپیما چهار روز دیگر در فروگاه لارناکا ماند و ربایندگان برای فشار بر مقامات قبرسی برای دریافت سوخت دو مسافر کویتی به‌نام عبدالله خالدی ۲۵ ساله و خالد ایبوب بندر ۲۰ ساله را کشتند. سرانجام هواپیما به سمت الجزایر پرواز کرد. با رایزنی هواپیماربایان با مقامات کویتی و مقامات الجزایر قرار شد که ربایندگان با هواپیمای دیگری الجزایر را ترک و در مقابل، گروگان‌ها را آزاد کنند. پس از ۱۶ روز مابقی مسافران و خدمهٔ هواپیما آزاد و ربایندگان مجاز به ترک الجزایر شدند. در ۱۰ اکتبر ۲۰۰۱ حسن غزالدین در فهرست ۲۲ تروریست تحت تعقیب اف‌بی‌آی قرار گرفت و برای اطلاعاتی که منجر به دستگیری و محکومیت وی شود مبلغ ۵ میلیون دلار پاداش تعیین شد. |
| فرودگاه مقصد         | فرودگاه کویت     | هواپیمایی کویت ایرویز که از بانکوک به سمت کویت در حال پرواز بود در نزدیکی حریم هوایی کشور عمان ارتباطش با برج‌های مراقبت قطع شد تا شروع یک هواپیماربایی باشد. هواپیما توسط ۹ مرد مسلح از جمله حسن غزالدین ربوده شد. ربایندگان از کاپیتان درخواست کردند که مسیر را به سمت شرق تغییر دهد. هواپیما بعد از حدود ۲ ساعت پرواز به آسمان مشهد رسید و برج مراقبت اجازهٔ فرود داد. هواپیماربایان که خواستار آزادی ۱۷ شیعه از زندان‌های کویت بودند در فرودگاه مشهد ۲۵ مسافر را آزاد کردند. یک روز بعد ۳۲ مسافر دیگر آزاد شدند. پس از چند روز توقف هواپیماربایان درخواست سوختگیری و حرکت به سمت غرب را کردند. مقصد بعدی ربایندگان بیروت لبنان بود اما فرودگاه لبنان اجازهٔ فرود نداد و هواپیما در لارناکا قبرس بر زمین نشست. هواپیما چهار روز دیگر در فروگاه لارناکا ماند و ربایندگان برای فشار بر مقامات قبرسی برای دریافت سوخت دو مسافر کویتی به‌نام عبدالله خالدی ۲۵ ساله و خالد ایبوب بندر ۲۰ ساله را کشتند. سرانجام هواپیما به سمت الجزایر پرواز کرد. با رایزنی هواپیماربایان با مقامات کویتی و مقامات الجزایر قرار شد که ربایندگان با هواپیمای دیگری الجزایر را ترک و در مقابل، گروگان‌ها را آزاد کنند. پس از ۱۶ روز مابقی مسافران و خدمهٔ هواپیما آزاد و ربایندگان مجاز به ترک الجزایر شدند. در ۱۰ اکتبر ۲۰۰۱ حسن غزالدین در فهرست ۲۲ تروریست تحت تعقیب اف‌بی‌آی قرار گرفت و برای اطلاعاتی که منجر به دستگیری و محکومیت وی شود مبلغ ۵ میلیون دلار پاداش تعیین شد. |